# Liste der Basiliken in Polen
Eine Basilica minor ist ein Ehrentitel, den der Papst einer bedeutenden katholischen Kirche unabhängig von ihrem Baustil verleiht. Die Erhebung zur Basilika soll die Bedeutung für die Region hervorheben und die Verbindung zum Bischof von Rom (Papst) stärken. Dafür wird das zeitlich aktuelle päpstliche Wappen, in der Regel über dem Portal, an der Basilika angebracht. Zurzeit tragen etwa 1800 Kirchen den Titel Basilica minor, davon 576 (Stand 2019) in Italien und 154 in Polen.
| Stadt                                                      | Basilika                                                                                                 | Übersetzung                                                  | Woiwodschaft     | Bistum (polnische Bezeichnung)                         | Erhebung (+ Baudaten)                  | Besonderheiten                                           | Links              |
| ---------------------------------------------------------- | --- | ------------------------------------------------------------ | ---------------- | ------------------------------------------------------ | -------------------------------------- | -------------------------------------------------------- | ------------------ |
| Kraków (Krakau)                                            | Św. Stanisława i św. Wacława                                                                             | St. Stanislaus & St. Wenzel                                  | Kleinpolen       | Kraków                                                 | vor Ewigkeiten erhoben (1320 bis 1364) | Erzbistumskathedrale, UNESCO-Welterbe, Nationalheiligtum |                    |
| Dąbrowa Górnicza (Dombrowa)                                | Matki Boskiej Anielskiej                                                                                 | St. Maria                                                    | Schlesien        | Sosnowiec                                              | 1901 (1898 bis 1912)                   |                                                          |                    |
| Włocławek (Leslau)                                         | Wniebowzięcia Najświętszej Maryi Panny                                                                   | Maria Himmelfahrt                                            | Kujawien-Pommern | Włocławek                                              | 1907 (Weihe 1411)                      | Kathedrale                                               |                    |
| Częstochowa (Tschenstochau)                                | Jasnogórska Wniebowzięcia Najświętszej Maryi Panny, Sanktuarium Najświętszej Maryi Panny Częstochowskiej | Maria Himmelfahrts-Basilika auf dem Hellen Berg (Jasna Góra) | Schlesien        | Częstochowa                                            | 1906 (Gründung 1282)                   | Nationalheiligtum                                        |                    |
| Płock (Plock/Plotzk/Plozk)                                 | Najświętszej Maryi Panny Czczonej w Tajemnicy Wniebowzięcia (św. Zygmunt)                                | St. Maria von Masowien                                       | Masowien         | Płock                                                  | 1910 (12. Jh.)                         | Kathedrale                                               |                    |
| Wrocław (Breslau)                                          | Św. Jana Chrzciciela, Sanktuarium Matki Bożej Adorującej                                                 | St. Johannes der Täufer (Baptist) & St. Maria                | Niederschlesien  | Wrocław                                                | 1910 (1244 bis 1272)                   | Erzbistumskathedrale, Heiligtum                          |                    |
| Kraków (Krakau)                                            | Św. Franciszka z Asyżu, Sanktuarium MB Bolesnej Smętnej Dobrodziejki                                     | St. Franz von Assisi/Franziskanerkirche                      | Kleinpolen       | Kraków                                                 | 1919                                   | UNESCO-Welterbe, Heiligtum                               |                    |
| Warszawa (Warschau)                                        | Najświętszego Serca Jezusowego                                                                           | Heiligstes Herz Jesu                                         | Masowien         | Warszawa-Praga                                         | 1923                                   |                                                          |                    |
| Stara Wieś                                                 | Wniebowzięcia Najświętszej Maryi Panny                                                                   | Maria Himmelfahrt                                            | Karpatenvorland  | Przemyśl                                               | 1927                                   | Jesuitenkirche                                           |                    |
| Gdańsk (Danzig)                                            | Św. Mikołaja, Matki Bożej Zwycięskiej                                                                    | St. Nikolaus                                                 | Pommern          | Gdańsk                                                 | 1928                                   | Heiligtum, Dominikanerkirche                             |                    |
| Leżajsk                                                    | Zwiastowania Najświętszej Maryi Panny                                                                    | Maria Verkündigung                                           | Karpatenvorland  | Przemyśl                                               | 1928                                   | Bernhardinerkirche                                       |                    |
| Gniezno (Gnesen)                                           | Wniebowzięcia Najświętszej Maryi Panny i św. Wojciecha                                                   | Maria Himmelfahrt & St. Adalbert                             | Großpolen        | Gniezno                                                | 1931 (1342 bis 1390)                   | Erzbistumskathedrale                                     |                    |
| Opole (Oppeln)                                             | Podwyższenia Krzyża Świętego                                                                             | Heilig Kreuz                                                 | Oppeln           | Opole                                                  | 1934 (15. Jh.)                         | Kathedrale                                               |                    |
| Toruń (Thorn)                                              | Św. Jana                                                                                                 | St. Johannes der Täufer und Johannes der Evangelist          | Kujawien-Pommern | Toruń                                                  | 1935 (14./15. Jh.)                     | Kathedrale, UNESCO-Weltkulturerbe                        |                    |
| Wambierzyce (Albendorf)                                    | Nawiedzenia Najświętszej Maryi Panny, Matki Bożej Królowej Rodzin                                        | Maria Heimsuchung                                            | Niederschlesien  | Wrocław                                                | 1935 (1715 bis 1723)                   |                                                          |                    |
| Trzebnica (Trebnitz)                                       | Św. Jadwigi Śląskiej, św. Bartłomieja                                                                    | St. Hedwig von Andechs & St. Bartholomäus                    | Schlesien        | Wrocław                                                | 1943                                   | Internationales Heiligtum                                |                    |
| Kraków (Krakau)                                            | Przenajświętszej, MB Różańcowej                                                                          | Heilige Dreifaltigkeit, St. Maria                            | Kleinpolen       | Kraków                                                 | 1957                                   | UNESCO-Welterbe, Heiligtum                               |                    |
| Kraków (Krakau)                                            | Najświętszego Serca Pana Jezusa                                                                          | Herz Jesu                                                    | Kleinpolen       | Kraków                                                 | 1960 (1909 bis 1921)                   | UNESCO-Welterbe                                          |                    |
| Kraków (Krakau)                                            | Św. Apostołów Piotra i Pawła                                                                             | St. Peter & Paul                                             | Kleinpolen       | Kraków                                                 | 1960 (1507 bis 1619)                   |                                                          |                    |
| Przemyśl                                                   | Wniebowzięcia Najświętszej Maryi Panny i św. Jana Chrzciciela                                            | Maria Himmelfahrt & St. Johannes der Täufer                  | Karpatenvorland  | Przemyśl                                               | 1960 (um 1571)                         | Erzbistumskathedrale                                     |                    |
| Sandomierz (Sandomir)                                      | Narodzenia Najświętszej Maryi Panny                                                                      | Maria Geburt                                                 | Heiligkreuz      | Sandomierz                                             | 1960 (um 1360)                         | Kathedrale                                               |                    |
| Warszawa (Warschau)                                        | Św. Jana Chrzciciela                                                                                     | St. Johannes der Täufer (Baptist)                            | Masowien         | Warszawa                                               | 1961                                   | UNESCO-Welterbe, Erzbistumskathedrale                    |                    |
| Częstochowa (Tschenstochau)                                | Świętej Rodziny                                                                                          | Heilige Familie                                              | Schlesien        | Częstochowa                                            | 1962 (1901 bis 1927)                   | Erzbistumskathedrale, Heiligtum                          |                    |
| Piekary Śląskie (Deutsch Piekar)                           | Najświętszej Maryi Panny i św. Bartłomieja Apostoła, Matki Sprawiedliwości i Miłości Społecznej          | Maria Hilf, Apostel St. Bartholomäus                         | Schlesien        | Katowice                                               | 1962                                   | Heiligtum                                                |                    |
| Poznań (Posen)                                             | Św. Piotra i Pawła                                                                                       | Sts. Peter & Paul                                            | Großpolen        | Poznań                                                 | 1962 (ab 968, Umbau 14./15. Jh.)       | Erzbistumskathedrale                                     |                    |
| Kraków (Krakau)                                            | Wniebowzięcia Najświętszej Maryi Panny Królowej Polski                                                   | Maria Himmelfahrt, Königin von Polen                         | Kleinpolen       | Kraków                                                 | 1963                                   | UNESCO-Welterbe                                          |                    |
| Frombork (Frauenburg)                                      | Wniebowzięcia Najświętszej Maryi Panny i św. Andrzeja Apostoła                                           | Maria Himmelfahrt, Apostel St. Andreas                       | Ermland-Masuren  | Warmia                                                 | 1965 (1329 bis 1388)                   | Erzbistumskathedrale                                     |                    |
| Gdańsk (Danzig)                                            | Wniebowzięcia Najświętszej Maryi Panny (Mariacka)                                                        | Maria Himmelfahrt                                            | Pommern          | Gdańsk                                                 | 1965                                   | Konkathedrale                                            |                    |
| Pelplin                                                    | Wniebowzięcia Najświętszej Maryi Panny                                                                   | Maria Himmelfahrt                                            | Pommern          | Pelplin                                                | 1965 (1380 bis 1472)                   | Kathedrale, Kloster                                      |                    |
| Jarosław (Jaroslau)                                        | Matki Bożej Bolesnej                                                                                     | Zur Schmerzhaften Muttergottes                               | Karpatenvorland  | Przemyśl                                               | 1966                                   | Kloster, Dominikanerkirche                               |                    |
| Czerwińsk nad Wisłą                                        | Zwiastowania Najświętszej Maryi Panny                                                                    | Maria Verkündigung                                           | Masowien         | Płock                                                  | 1967                                   |                                                          |                    |
| Lublin                                                     | Św. Stanisława BM                                                                                        | St. Stanislaus                                               | Lublin           | Lublin                                                 | 1967                                   | Dominikanerkirche                                        |                    |
| Trzemeszno (Tremessen)                                     | Wniebowzięcia Najświętszej Maryi Panny                                                                   | Maria Himmelfahrt                                            | Großpolen        | Gniezno                                                | 1969                                   |                                                          |                    |
| Gietrzwałd (Dietrichswalde)                                | Narodzenia Najświętszej Maryi Panny                                                                      | Maria Geburt                                                 | Ermland-Masuren  | Warmia                                                 | 1970                                   | Heiligtum                                                |                    |
| Głogówko bei Gostyń                                        | Niepokalanego Poczęcia na Świętej Górze                                                                  | Maria Empfängnis auf dem Święta Góra (Heiligen Berg)         | Großpolen        | Posen                                                  | 1970                                   | Heiligtum                                                |                    |
| Kielce                                                     | Wniebowzięcia Najświętszej Maryi Panny                                                                   | Maria Himmelfahrt                                            | Heiligkreuz      | Kielce                                                 | 1970 (um 1171)8                        | Kathedrale                                               |                    |
| Kraków (Krakau)                                            | Wniebowzięcia Najświętszej Maryi Panny (Mariacka)                                                        | Maria Himmelfahrt                                            | Kleinpolen       | Kraków                                                 | 1970 (13. bis 15. Jh.)                 | UNESCO-Welterbe, Kloster                                 |                    |
| Kraków-Mogiła (Krakau-Mogila)                              | Podwyższenia Krzyża Świętego                                                                             | Kreuz-Jesu                                                   | Kleinpolen       | Kraków                                                 | 1970 (1636 bis 1643)                   | Kloster, Zisterzienserkirche, Griechisch-Katholisch      |                    |
| Kruszwica (Kruschwitz)                                     | Św. Apostołów Piotra i Pawła                                                                             | Apostel Sts. Peter & Paul                                    | Kujawien-Pommern | Gniezno                                                | 1970                                   |                                                          |                    |
| Nowe Miasto Lubawskie (Neumark in Westpreußen)             | Św. Tomasza Apostoła                                                                                     | Apostel St. Thomas                                           | Ermland-Masuren  | Toruń                                                  | 1971                                   |                                                          |                    |
| Tarnów                                                     | Narodzenia Najświętszej Maryi Panny                                                                      | Maria Geburt                                                 | Kleinpolen       | Tarnów                                                 | 1972 (16. Jh.)                         | Kathedrale                                               |                    |
| Kodeń                                                      | Św. Anny, Sanktuarium Maryjne                                                                            | St. Anna                                                     | Lublin           | Siedlce                                                | 1973                                   | Heiligtum                                                | Offizielle Website |
| Sejny                                                      | Nawiedzenia Matki Bożej                                                                                  | Maria Heimsuchung                                            | Podlachien       | Łomża                                                  | 1973 (17./18. Jh.)                     |                                                          |                    |
| Studzianna                                                 | Św. Filipa Nerri i św. Jana Chrzciciela kk. Filipinów                                                    | St. Philip Neri & St. Johannes der Täufer                    | Łódź             | Radom                                                  | 1973                                   |                                                          |                    |
| Pułtusk (Pultusk)                                          | Zwiastowania Najświętszej Maryi Panny, św. Mateusza                                                      | Maria Verkündigung                                           | Masowien         | Płock                                                  | 1974                                   |                                                          |                    |
| Katowice (Kattowitz)                                       | Św. Ludwika Króla i Wniebowzięcia Najświętszej Maryi Panny                                               | St. Ludwig & Maria Himmelfahrt                               | Schlesien        | Katowice                                               | 1974                                   |                                                          |                    |
| Gdańsk-Oliwa (Danzig-Oliva)                                | Świętej Trójcy, Wniebowzięcia Najświętszej Maryi Panny                                                   | Heilige Dreifaltigkeit & Maria Himmelfahrt                   | Pommern          | Gdańsk                                                 | 1976 (14. Jh.)                         | Erzbistumskathedrale                                     |                    |
| Kalisz (Kalisch)                                           | Wniebowzięcia Najświętszej Maryi Panny, Św. Józefa                                                       | Maria Himmelfahrt, St. Joseph                                | Großpolen        | Kalisz                                                 | 1978                                   | Heiligtum                                                |                    |
| Góra Świętej Anny (Sankt Annaberg)                         | Św. Anny                                                                                                 | St. Anna                                                     | Oppeln           | Opole                                                  | 1980                                   | Heiligtum, Kloster (?)                                   |                    |
| Kalwaria Zebrzydowska                                      | Matki Bożej Anielskiej                                                                                   | Gottesmutter von den Engeln                                  | Kleinpolen       | Kraków                                                 | 1980 (1603 bis 1609)                   | UNESCO-Welterbe, Heiligtum, Kloster                      |                    |
| Niepokalanów                                               | Najświętszej Maryi Panny Niepokalanej, Matki Bożej Niepokalanej i św. Maksymiliana Kolbego               | Unbefleckte Maria & St. Maximilian                           | Masowien         | Warszawa                                               | 1980                                   | Nationalheiligtum, Franziskanerkirche                    |                    |
| Chełmża (Culmsee)                                          | Trójcy Świętej                                                                                           | Heilige Dreifaltigkeit                                       | Kujawien-Pommern | Toruń                                                  | 1982 (1251 bis 14. Jh.)                | Konkathedrale                                            |                    |
| Przeworsk                                                  | Ducha Świętego                                                                                           | Heilig Geist                                                 | Karpatenvorland  | Przemyśl                                               | 1982                                   |                                                          |                    |
| Szczecin (Stettin)                                         | Św. Jakuba Apostoła                                                                                      | St. Jakob                                                    | Westpommern      | Szczecin-Kamień                                        | 1983 (13. Jh.)                         | Erzbistumskathedrale                                     |                    |
| Święta Lipka (Heiligelinde)                                | Nawiedzenia Najświętszej Maryi Panny, Matki Jedności                                                     | Maria Heimsuchung                                            | Ermland-Masuren  | Warmia                                                 | 1983                                   |                                                          |                    |
| Leśna Podlaska                                             | Św. Piotra i św. Pawła                                                                                   | St. Maria, Sts. Peter & Paul                                 | Lublin           | Siedlce                                                | 1984 (1731 bis 1752)                   | Heiligtum                                                |                    |
| Białystok                                                  | Wniebowzięcia Najświętszej Maryi Panny                                                                   | Maria Himmelfahrt                                            | Podlachien       | Białystok                                              | 1985 (1900 bis 1905)                   | Erzbistumskathedrale                                     |                    |
| Kołobrzeg (Kolberg)                                        | Wniebowzięcia Najświętszej Maryi Panny                                                                   | Maria Himmelfahrt                                            | Westpommern      | Koszalin – Kołobrzeg                                   | 1986 (14. Jh.)                         | Konkathedrale                                            |                    |
| Różanystok                                                 | Ofiarowania Najświętszej Maryi Panny                                                                     | Erscheinung Marias                                           | Podlachien       | Białystok                                              | 1987 (1759 bis 1785)                   | Heiligtum                                                | Offizielle Website |
| Stoczek Klasztorny (Springborn)                            | Matki Pokoju                                                                                             | St. Maria, Mutter des Friedens                               | Ermland-Masuren  | Warmia                                                 | 1987                                   | Heiligtum                                                |                    |
| Chełm                                                      | Narodzenia Najświętszej Maryi Panny                                                                      | Maria Geburt                                                 | Lublin           | Lublin                                                 | 1988                                   | Ehemalige Kathedrale                                     |                    |
| Dobre Miasto (Guttstadt)                                   | Najświętszego Zbawiciela i Wszystkich Świętych                                                           | Heiligster Erlöser und alle Heiligen                         | Ermland-Masuren  | Warmia                                                 | 1989 (1359 bis 1389)                   |                                                          |                    |
| Łódź (Lodz/Lodsch)                                         | Świętego Stanisława Kostki                                                                               | St. Stanislaus Kostka                                        | Lodz             | Łódź                                                   | 1989 (1901 bis 1912)                   | Erzbistumskathedrale                                     |                    |
| Parczew                                                    | Św. Jana Chrzciciela                                                                                     | St. Maria & St. Johannes der Täufer (Baptist)                | Lublin           | Siedlce                                                | 1989                                   | Heiligtum                                                | Offizielle Website |
| Gdańsk (Danzig)                                            | Św. Brygidy                                                                                              | St. Brigitte                                                 | Pommern          | Gdańsk                                                 | 1991 (1394 bis 1402)                   |                                                          |                    |
| Limanowa (Ilmenau)                                         | Matki Boskiej Bolesnej                                                                                   | Sieben Schmerzen Mariens                                     | Kleinpolen       | Tarnów                                                 | 1991                                   |                                                          |                    |
| Nowy Sącz (Neu Sandez)                                     | Św. Małgorzaty                                                                                           | St. Margarete                                                | Kleinpolen       | Tarnów                                                 | 1992                                   |                                                          |                    |
| Chojnice (Konitz/Conitz)                                   | Ścięcia Świętego Jana Chrzciciela                                                                        | Enthauptung St. Johannes des Täufers                         | Pommern          | Pelplin                                                | 1993                                   |                                                          |                    |
| Rybnik                                                     | Św. Antoniego Padewskiego                                                                                | St. Antonius von Padua                                       | Schlesien        | Katowice                                               | 1993 (1903 bis 1906)                   | Höchste Kirche Oberschlesiens                            |                    |
| Wadowice (Wadowitz/Frauenstadt)                            | Ofiarowania Najświętszej Maryi Panny                                                                     | Erscheinung Marias                                           | Kleinpolen       | Kraków                                                 | 1993 (1792 bis 1798)                   |                                                          |                    |
| Bielsk Podlaski                                            | Narodzenia Najświętszej Maryi Panny i św. Mikołaja                                                       | Maria Geburt & St. Nikolaus                                  | Podlachien       | Drohiczyn                                              | 1996 (1783 bis 1784)                   |                                                          |                    |
| Kraków (Krakau)                                            | Nawiedzenia Najświętszej Maryi Panny                                                                     | Maria Heimsuchung                                            | Kleinpolen       | Kraków                                                 | 1996 (Umbau im 17. Jh.)                | UNESCO-Welterbe, Karmeliterkirche                        |                    |
| Miechów                                                    | Grobu Bożego                                                                                             | Heiliges Grab (Jesu)                                         | Kleinpolen       | Kielce                                                 | 1996                                   |                                                          |                    |
| Bochnia (Salzberg)                                         | Św. Mikołaja                                                                                             | St. Nikolaus                                                 | Kleinpolen       | Tarnów                                                 | 1997 (1440 bis 1445)                   | Heiligtum                                                |                    |
| Bydgoszcz (Bromberg)                                       | Św. Wincentego a Paulo                                                                                   | St. Vincent                                                  | Kujawien-Pommern | Bydgoszcz                                              | 1997 (1925 bis 1939)                   |                                                          |                    |
| Pszów (Pschow)                                             | Narodzenia Najświętszej Maryi Panny                                                                      | Maria Geburt                                                 | Schlesien        | Katowice                                               | 1997                                   | Heiligtum                                                |                    |
| Warszawa (Warschau)                                        | Św. Michała Archanioła i św. Floriana Męczennika                                                         | Erzengel St. Michael & St. Florian                           | Masowien         | Warszawa-Praga                                         | 1997 (1887 bis 1904)                   | Kathedrale, UNESCO-Welterbe                              |                    |
| Węgrów                                                     | Wniebowzięcia Najświętszej Maryi Panny                                                                   | Maria Himmelfahrt, Sts. Peter & Paul                         | Masowien         | Drohiczyn                                              | 1997 (ab 16. Jh.)                      |                                                          |                    |
| Gidle                                                      | Wniebowzięcia Najświętszej Maryi Panny                                                                   | Maria Himmelfahrt                                            | Lodz             | Częstochowa                                            | 1998                                   | Dominikanerkirche                                        |                    |
| Krosno (Krossen)                                           | Trójcy Przenajświętszej                                                                                  | Dreifaltigkeit                                               | Karpatenvorland  | Przemyśl                                               | 1998                                   |                                                          |                    |
| Krzeszów (Grüssau), Ortsteil von Kamienna Góra (Landeshut) | Wniebowzięcia Najświętszej Maryi Panny                                                                   | Maria Himmelfahrt                                            | Niederschlesien  | Legnica                                                | 1998 (1728 bis 1735)                   |                                                          |                    |
| Oleśnica (Oels)                                            | Mniejsza św. Jana Apostoła                                                                               | Apostel St. Johannes der Evangelist                          | Niederschlesien  | Wrocław                                                | 1998                                   |                                                          |                    |
| Stalowa Wola                                               | Matki Bożej Królowej Polski                                                                              | St. Maria, Königin von Polen                                 | Karpatenvorland  | Sandomierz                                             | 1998 (1956 bis 1973)                   | Konkathedrale                                            |                    |
| Kętrzyn (Rastenburg)                                       | Św. Jerzego                                                                                              | St. Georg                                                    | Ermland-Masuren  | Warmia                                                 | 1999                                   |                                                          |                    |
| Kraków (Krakau)                                            | Św. Floriana                                                                                             | St. Florian                                                  | Kleinpolen       | Kraków                                                 | 1999 (barocker Umbau 1657 bis 1684)    |                                                          |                    |
| Łowicz (Lowitsch)                                          | Wniebowzięcia Najświętszej Maryi Panny i św. Mikołaja                                                    | Maria Himmelfahrt & St. Nikolaus                             | Lodz             | Łowicz                                                 | 1999 (ab 12. Jh.)                      | Kathedrale                                               |                    |
| Sosnowiec (Sosnowitz)                                      | Wniebowzięcia Najświętszej Maryi Panny                                                                   | Maria Himmelfahrt                                            | Schlesien        | Sosnowiec                                              | 1999 (1893 bis 1899)                   | Kathedrale                                               |                    |
| Augustów                                                   | Najświętszego Serca Jezusowego                                                                           | Herz Jesu                                                    | Podlachien       | Ełk                                                    | 2001 (1906 bis 1911)                   |                                                          |                    |
| Braniewo (Braunsberg)                                      | Św. Katarzyny                                                                                            | St. Katharina                                                | Ermland-Masuren  | Warmia                                                 | 2001                                   |                                                          |                    |
| Ludźmierz                                                  | Wniebowzięcia Najświętszej Maryi Panny                                                                   | Maria Himmelfahrt                                            | Kleinpolen       | Kraków                                                 | 2001                                   | Heiligtum                                                |                    |
| Olkusz (Ilkenau)                                           | Mniejsza św. Andrzeja Apostoła                                                                           | Apostel St. Andreas                                          | Kleinpolen       | Sosnowiec                                              | 2001                                   |                                                          | Offizielle Website |
| Rokitno                                                    | Matki Bożej Rokitniańskiej                                                                               | St. Maria                                                    | Lebus            | Zielona Góra – Gorzów                                  | 2001                                   | Heiligtum                                                |                    |
| Wąwolnica                                                  | Św. Wojciecha, Matki Bożej Kębelskiej                                                                    | St. Adalbert & St. Maria                                     | Lublin           | Lublin                                                 | 2001                                   | Heiligtum                                                | Offizielle Website |
| Strzegom (Striegau)                                        | Św. Piotra i Pawła                                                                                       | St. Peter & Paul                                             | Niederschlesien  | Legnica                                                | 2002                                   |                                                          |                    |
| Warszawa (Warschau)                                        | Św. Krzyża                                                                                               | Heilig Kreuz                                                 | Masowien         | Warszawa                                               | 2002 (1679 bis 1696)                   | UNESCO-Welterbe                                          |                    |
| Kraków-Kazimierz (Krakau)                                  | Św. Michała Archanioła i św. Stanisława Biskupa                                                          | Erzengel St. Michael & St. Stanislaus                        | Kleinpolen       | Kraków                                                 | 2003 (14. Jh.)                         | Paulinerkloster                                          |                    |
| Kraków-Łagiewniki (Krakau)                                 | Bożego Miłosierdzia                                                                                      | Göttliches Erbarmen                                          | Kleinpolen       | Kraków                                                 | 2003 (1999 bis 2002)                   | Internationales Heiligtum                                |                    |
| Radom                                                      | Św. Kazimierza                                                                                           | St. Kasimir                                                  | Masowien         | Radom                                                  | 2003                                   |                                                          | Offizielle Website |
| Szczepanów                                                 | Św. Marii Magdaleny i św. Stanisława BM                                                                  | St. Maria Magdalena & St. Stanislaus                         | Kleinpolen       | Tarnów                                                 | 2003 (um 1914)                         |                                                          |                    |
| Twardogóra (Festenberg)                                    | Matki Bożej Wspomożenia Wiernych                                                                         | Maria Hilf(e für Christen)                                   | Niederschlesien  | Kalisz                                                 | 2003                                   | Heiligtum                                                |                    |
| Wrocław (Breslau)                                          | Św. Elżbiety                                                                                             | St. Elisabeth von Ungarn                                     | Niederschlesien  | Ordynariat Polowy Wojska Polskiego (Militärordinariat) | 2003                                   |                                                          |                    |
| Olsztyn (Allenstein)                                       | Św. Jakuba Apostoła                                                                                      | Apostel St. Jakob                                            | Ermland-Masuren  | Warmia                                                 | 2004 (14. Jh.)                         | Ko-Kathedrale                                            |                    |
| Wiślica                                                    | Narodzenia Najświętszej Maryi Panny                                                                      | Maria Geburt                                                 | Heiligkreuz      | Kielce                                                 | 2004 (um 1350)                         |                                                          |                    |
| Kraków-Kazimierz (Krakau)                                  | Bożego Ciała                                                                                             | Leib und Blut Jesu Christi                                   | Kleinpolen       | Kraków                                                 | 2005 (1385 bis 1405)                   |                                                          |                    |
| Licheń Stary                                               | MB Bolesnej Królowej Polski                                                                              | St. Maria, Königin von Polen                                 | Großpolen        | Włocławek                                              | 2005 (1994 bis 2004)                   | Heiligtum                                                |                    |
| Mielec                                                     | Mniejsza św. Mateusza Apostoła i Ewangelisty                                                             | St. Matthäus                                                 | Karpatenvorland  | Tarnów                                                 | 2006                                   |                                                          |                    |
| Bardo (Wartha)                                             | Nawiedzenia Najświętszej Marii Panny                                                                     | Maria Heimsuchung                                            | Niederschlesien  | Świdnica                                               | 2008                                   |                                                          |                    |
| Dąbrowa Górnicza (Dombrowa)                                | Najświętszego Serca Pana Jezusa                                                                          | Heiligstes Herz Jesu                                         | Schlesien        | Sosnowiec                                              | 2008 (1900 bis 1910)                   |                                                          |                    |
| Gorlice                                                    | Narodzenia Najświętszej Maryi Panny                                                                      | Maria Geburt                                                 | Kleinpolen       | Rzeszów                                                | 2008 (1885 bis 1892)                   |                                                          |                    |
| Inowrocław (Inowrazlaw/Hohensalza)                         | Imienia Najświętszej Maryi Panny                                                                         | Name Mariens                                                 | Kujawien-Pommern | Gniezno                                                | 2008 (12./13. Jh.)                     |                                                          |                    |
| Lubartów                                                   | Św. Anny                                                                                                 | St. Anna                                                     | Lublin           | Lublin                                                 | 2008                                   |                                                          | Offizielle Website |
| Mikołów (Nikolai)                                          | Św. Wojciecha                                                                                            | St. Adalbert                                                 | Schlesien        | Katowice                                               | 2008                                   |                                                          |                    |
| Pacanów                                                    | Św. Marcina                                                                                              | St. Martin                                                   | Heiligkreuz      | Kielce                                                 | 2008 (13. Jh.)                         |                                                          |                    |
| Rzeszów                                                    | Wniebowzięcia Najświętszej Maryi Panny                                                                   | Maria Himmelfahrt                                            | Karpatenvorland  | Rzeszów                                                | 2008 (um 1536)                         |                                                          |                    |
| Szczecin (Stettin)                                         | Św. Jana Chrzciciela                                                                                     | St. Johannes der Täufer                                      | Westpommern      | Szczecin-Kamień                                        | 2008                                   |                                                          |                    |
| Zduńska Wola                                               | Wniebowzięcia Najświętszej Maryi Panny                                                                   | Maria Himmelfahrt                                            | Lodz             | Włocławek                                              | 2008                                   |                                                          |                    |
| Ziębice (Münsterberg in Schlesien)                         | Św. Jerzego Męczennika                                                                                   | St. Georg                                                    | Niederschlesien  | Wrocław                                                | 2008                                   |                                                          |                    |
| Posen                                                      | Matki Bożej Nieustającej Pomocy i św. Marii Magdaleny                                                    | Maria Hilf & St. Maria Magdalena                             | Großpolen        | Posen                                                  | 2010                                   |                                                          |                    |
| Dębowiec                                                   | Bożej Płaczącej z La Salette                                                                             | Unserer Lieben Frau von La Salette                           | Karpatenvorland  | Przemyśl                                               | 2012                                   |                                                          |                    |
| Szamotuły                                                  | Matki Bożej Pocieszenia i św. Stanisława Biskupa                                                         | Maria Trost & St. Stanislaus                                 | Großpolen        | Posen                                                  | 2014                                   |                                                          |                    |
| Brzozów                                                    | Przemienienia Pańskiego                                                                                  | Verklärung des Herrn                                         | Karpatenvorland  | Przemyśl                                               | 2017                                   |                                                          |                    |
| Janów Podlaski                                             | Św. Trójcy                                                                                               | Dreifaltigkeit                                               | Lublin           | Siedlce                                                | 2018                                   |                                                          |                    |

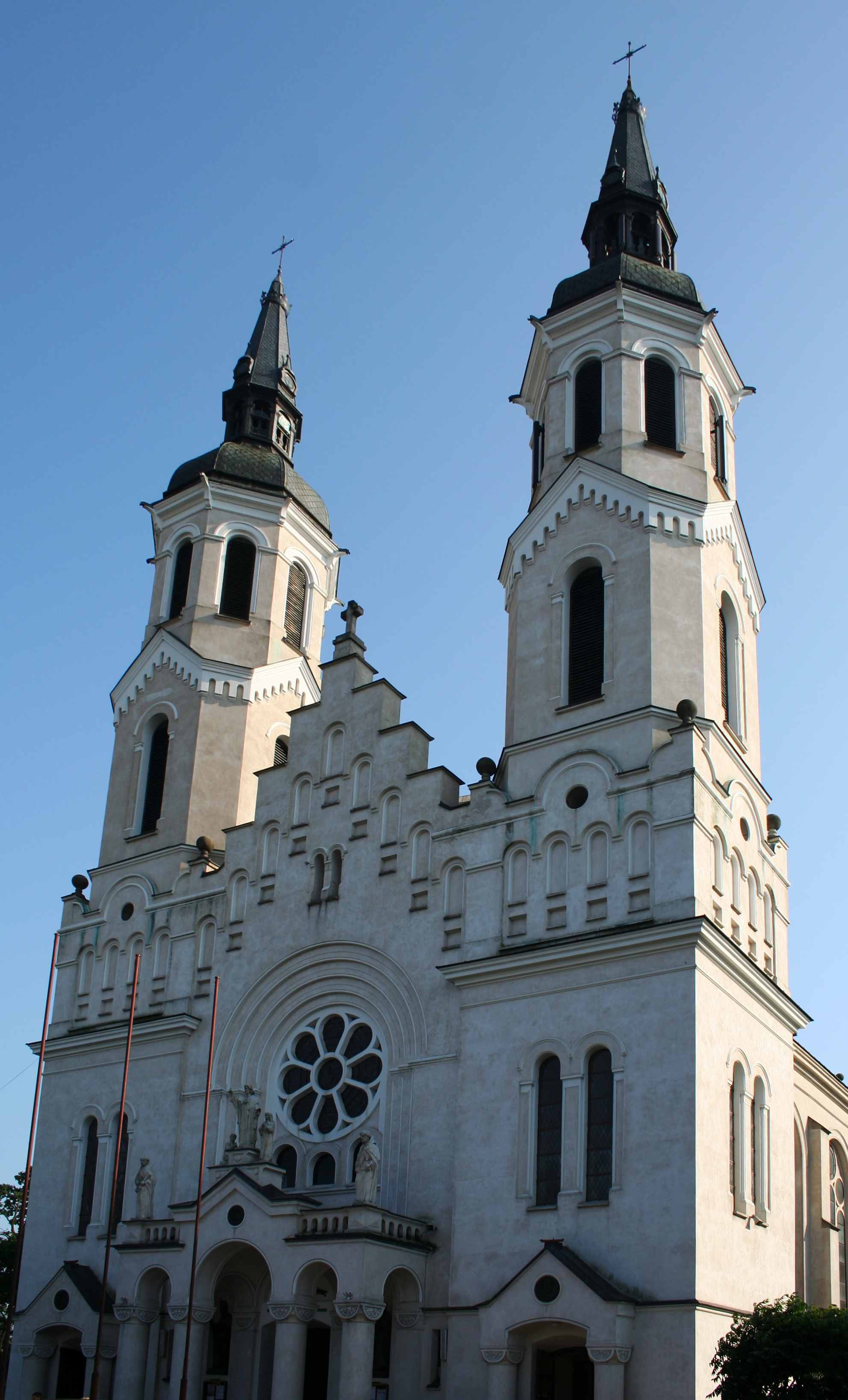
Augustów
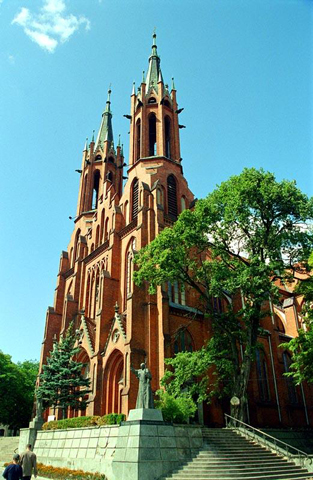
Białystok-Kathedrale
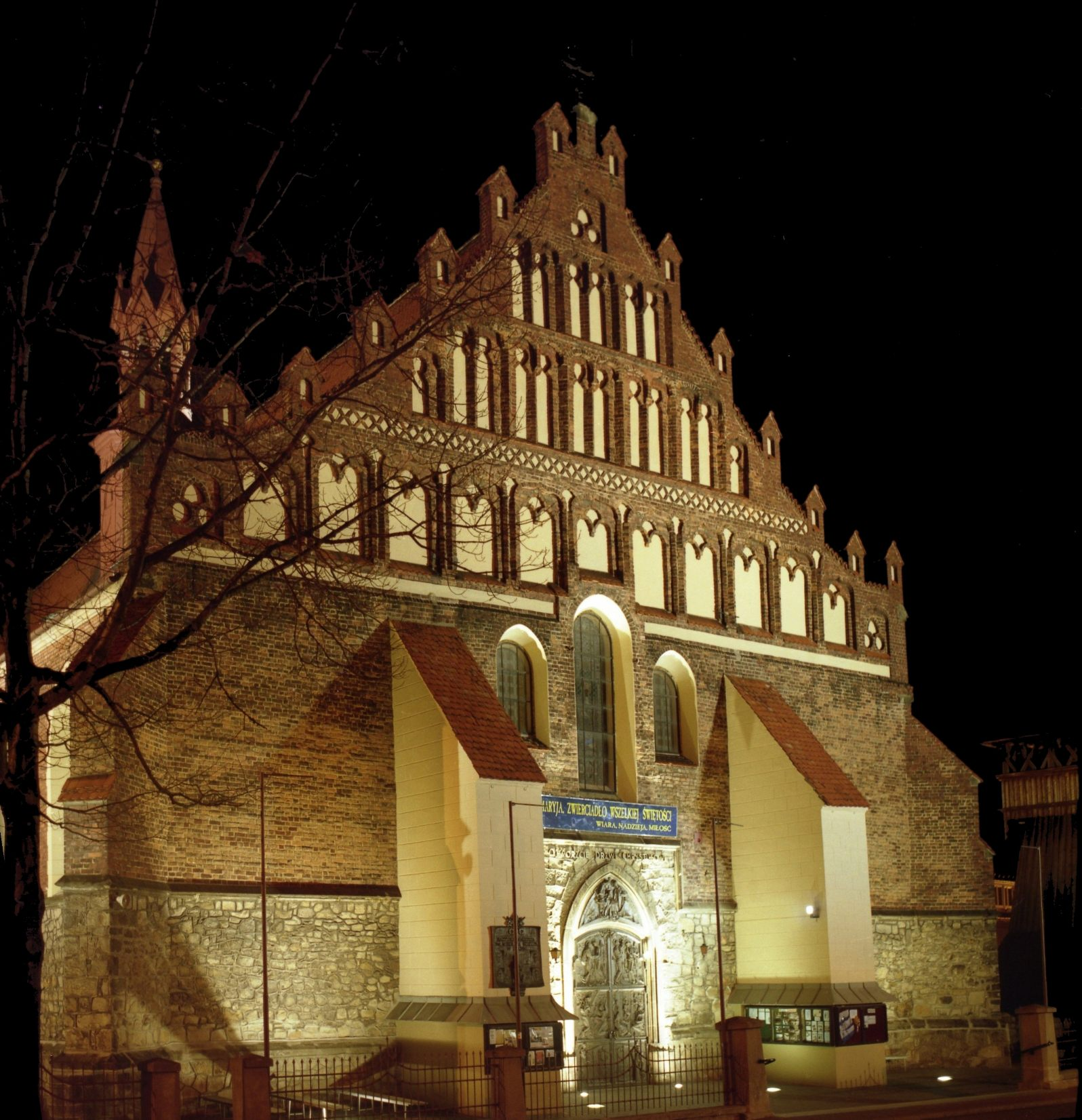
Bochnia
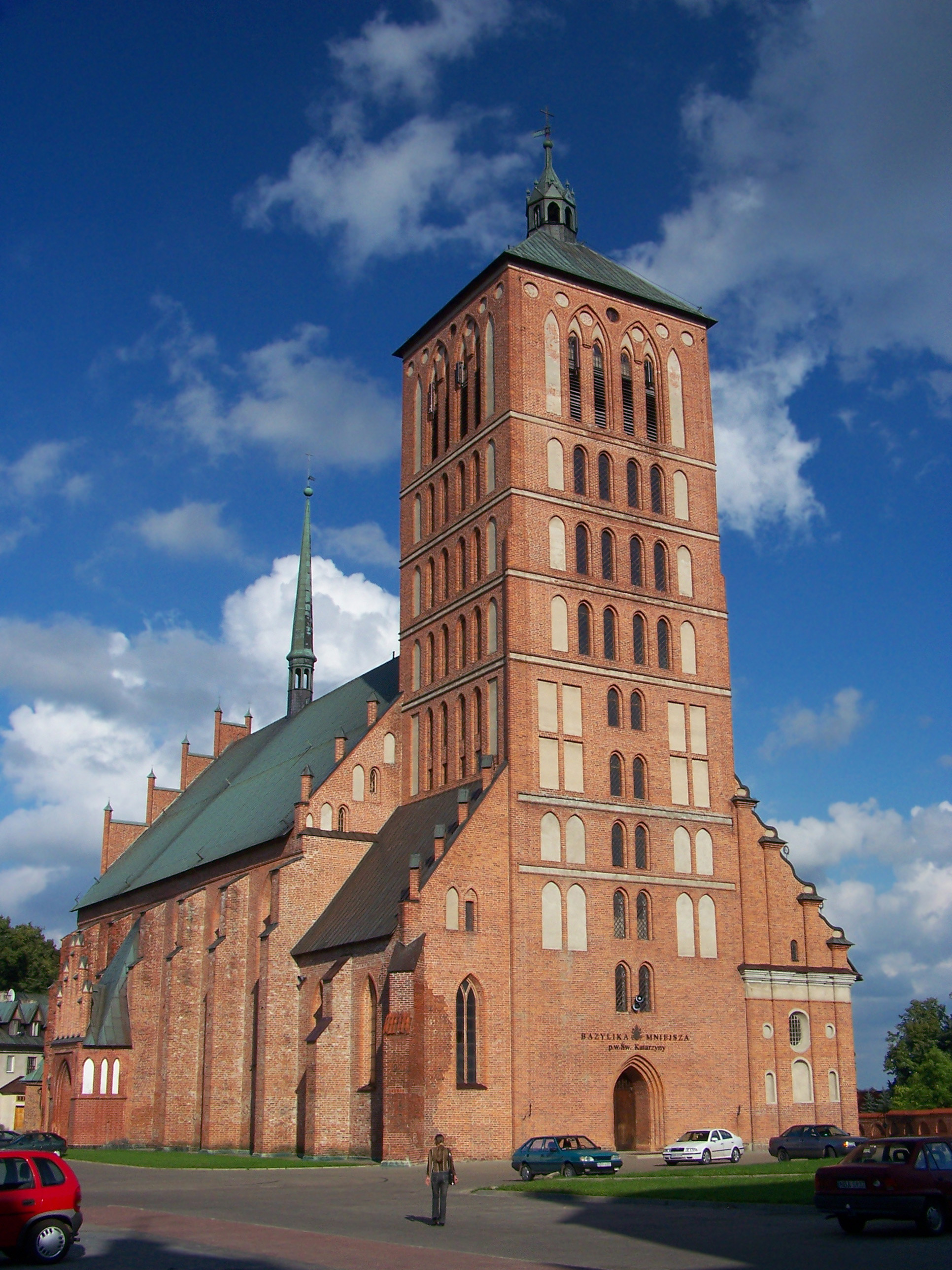
Braniewo
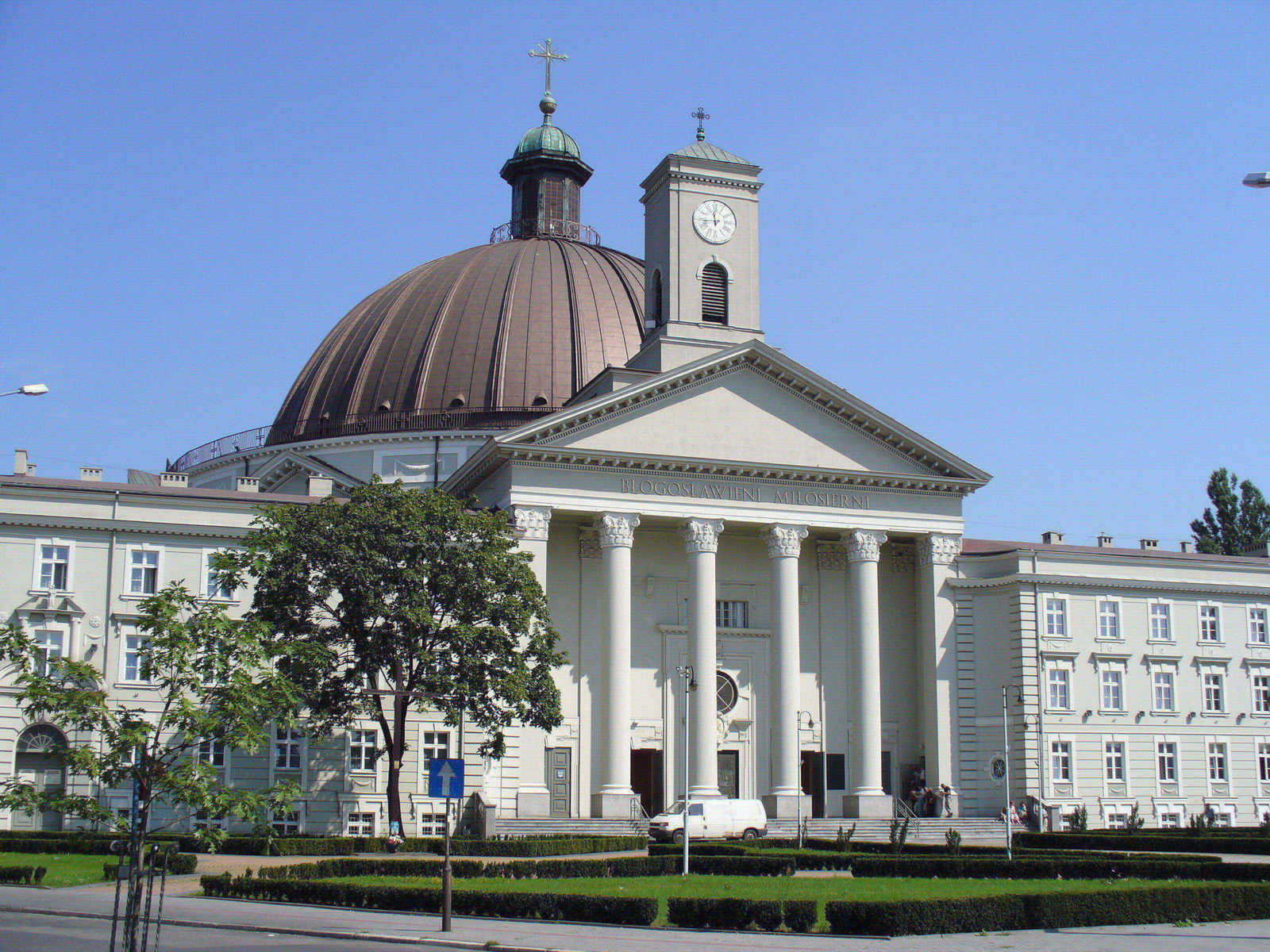
Bydgoszcz
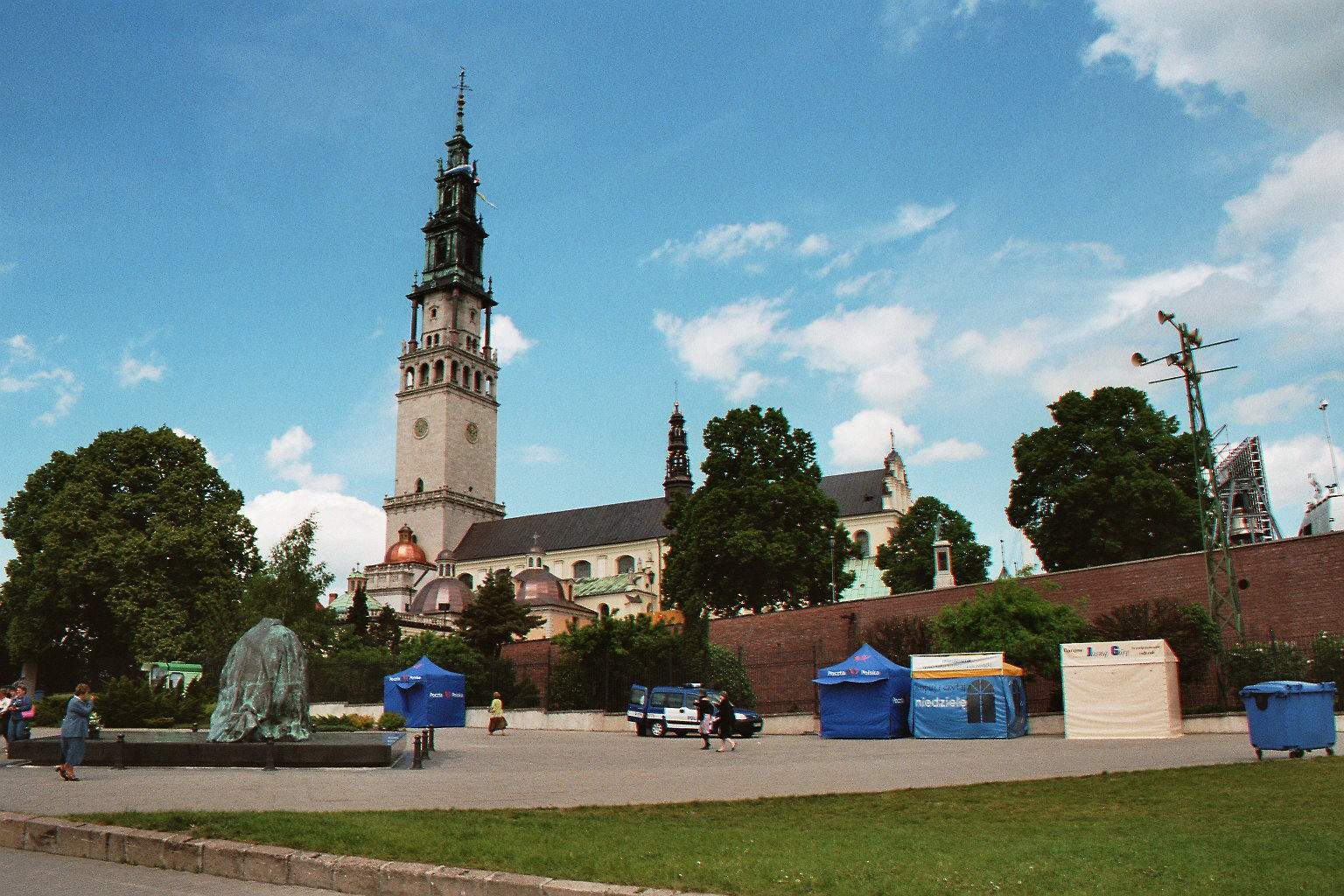
Częstochowa – Jasna Góra
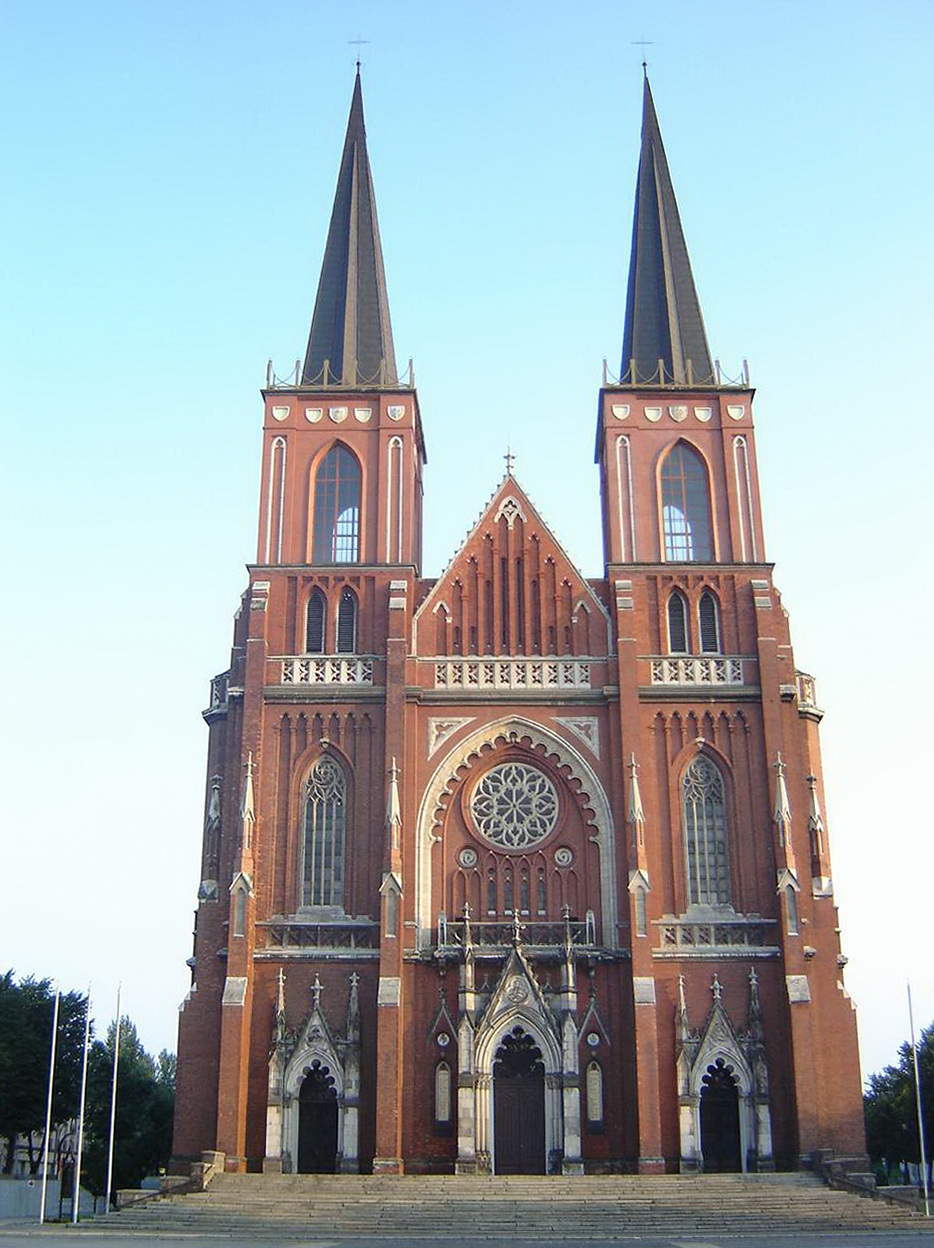
Częstochowa-Kathedrale
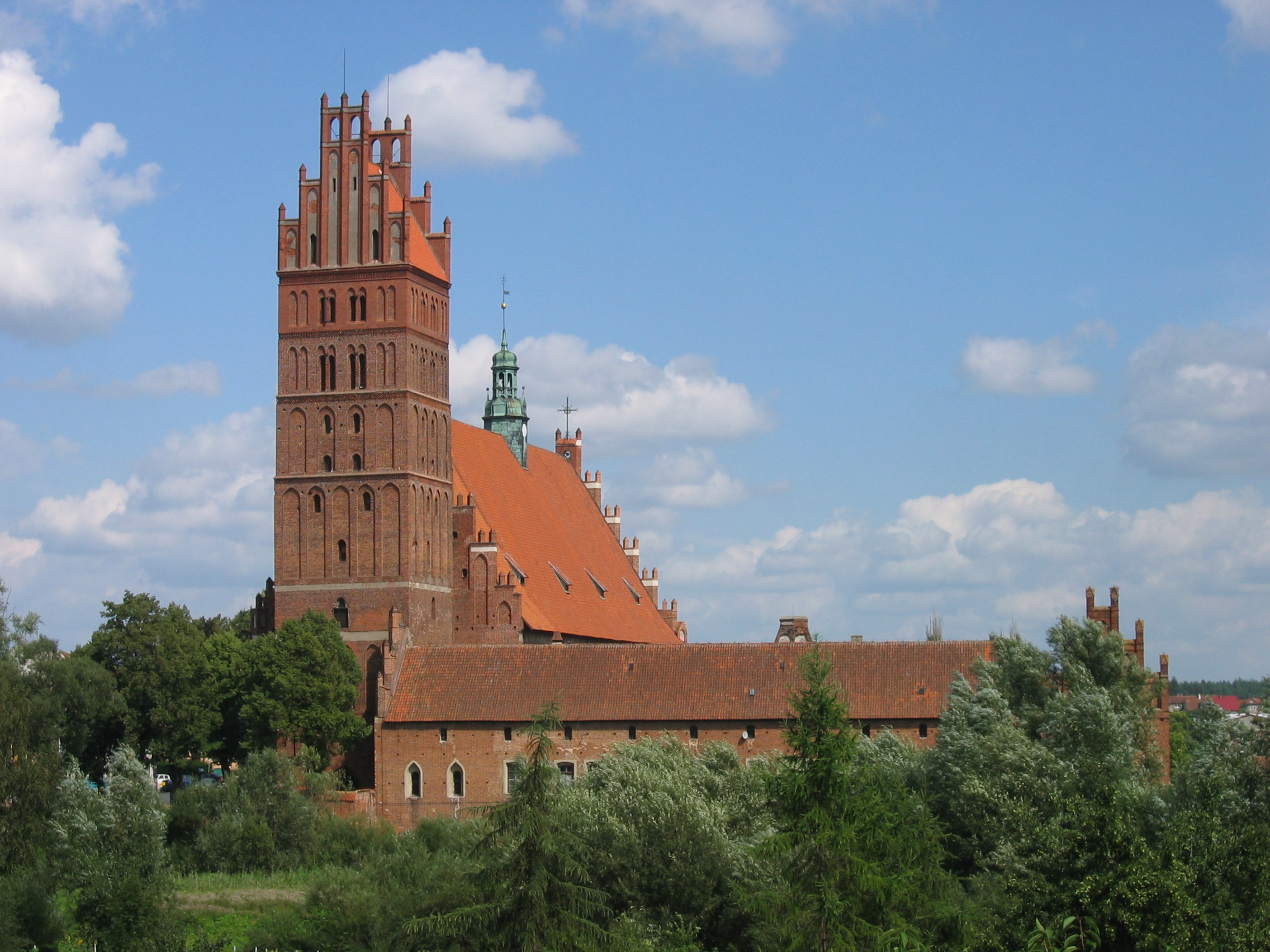
Dobre Miasto
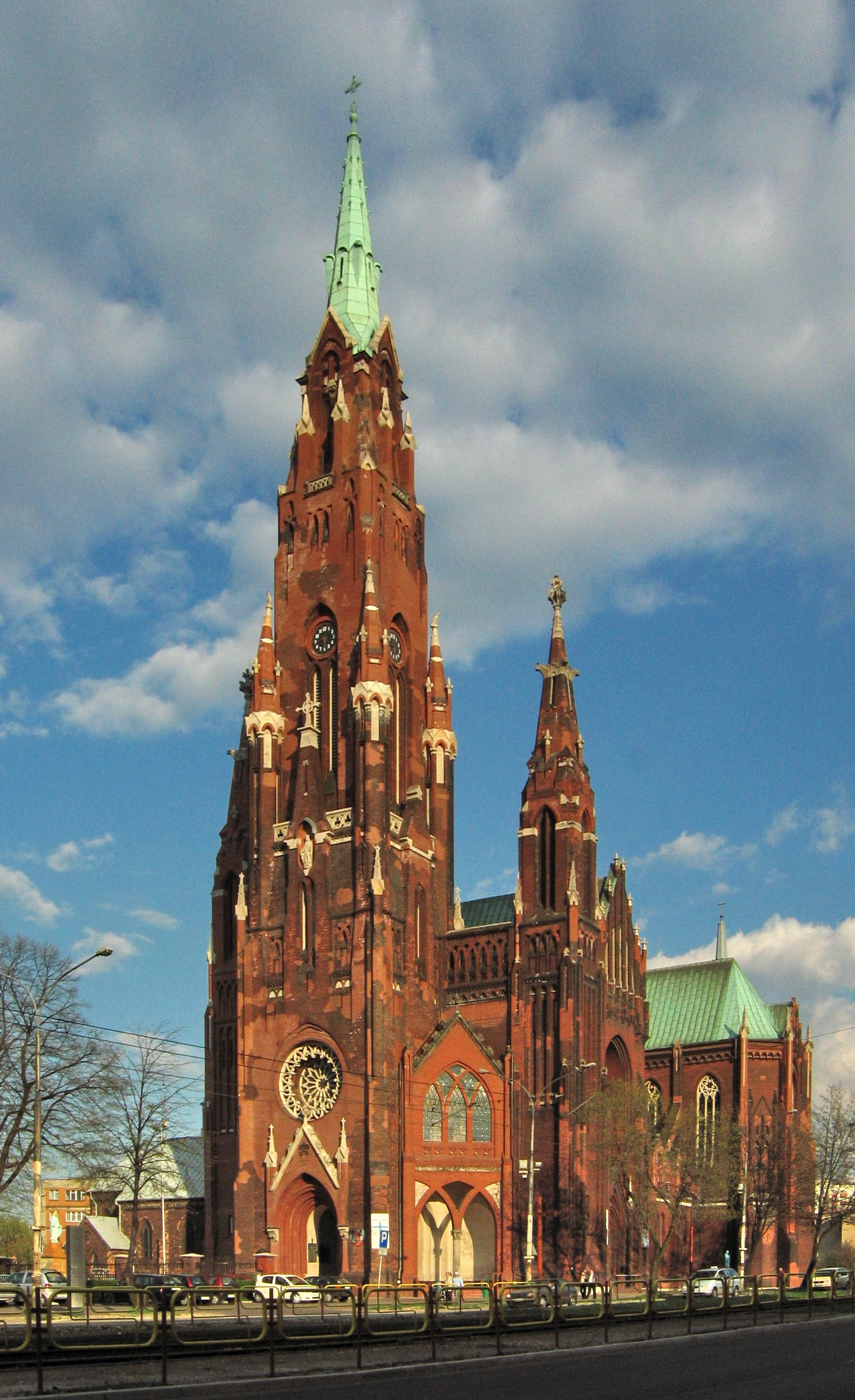
Dąbrowa Górnicza – St. Maria
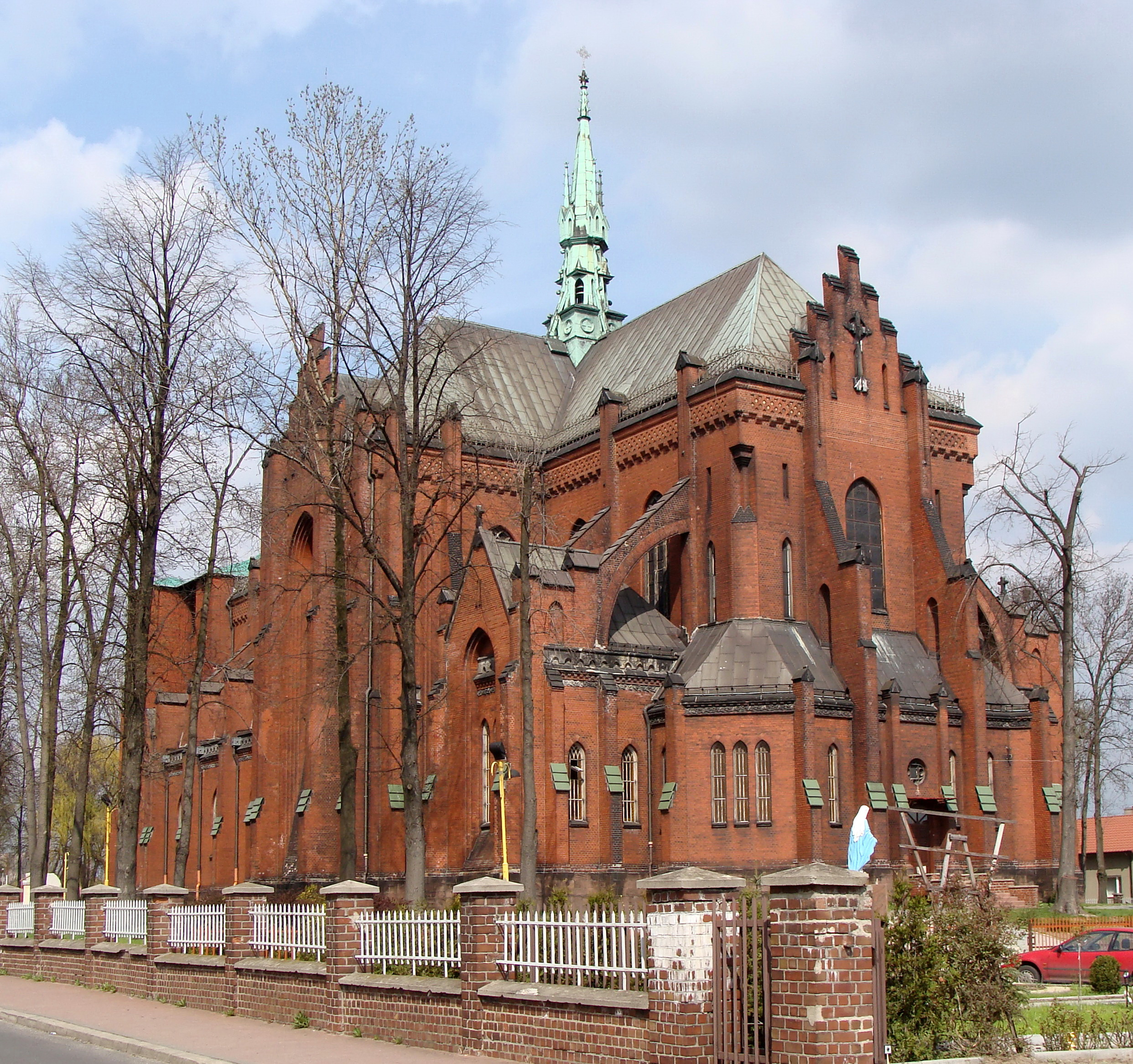
Dąbrowa Górnicza – Heilig Herz
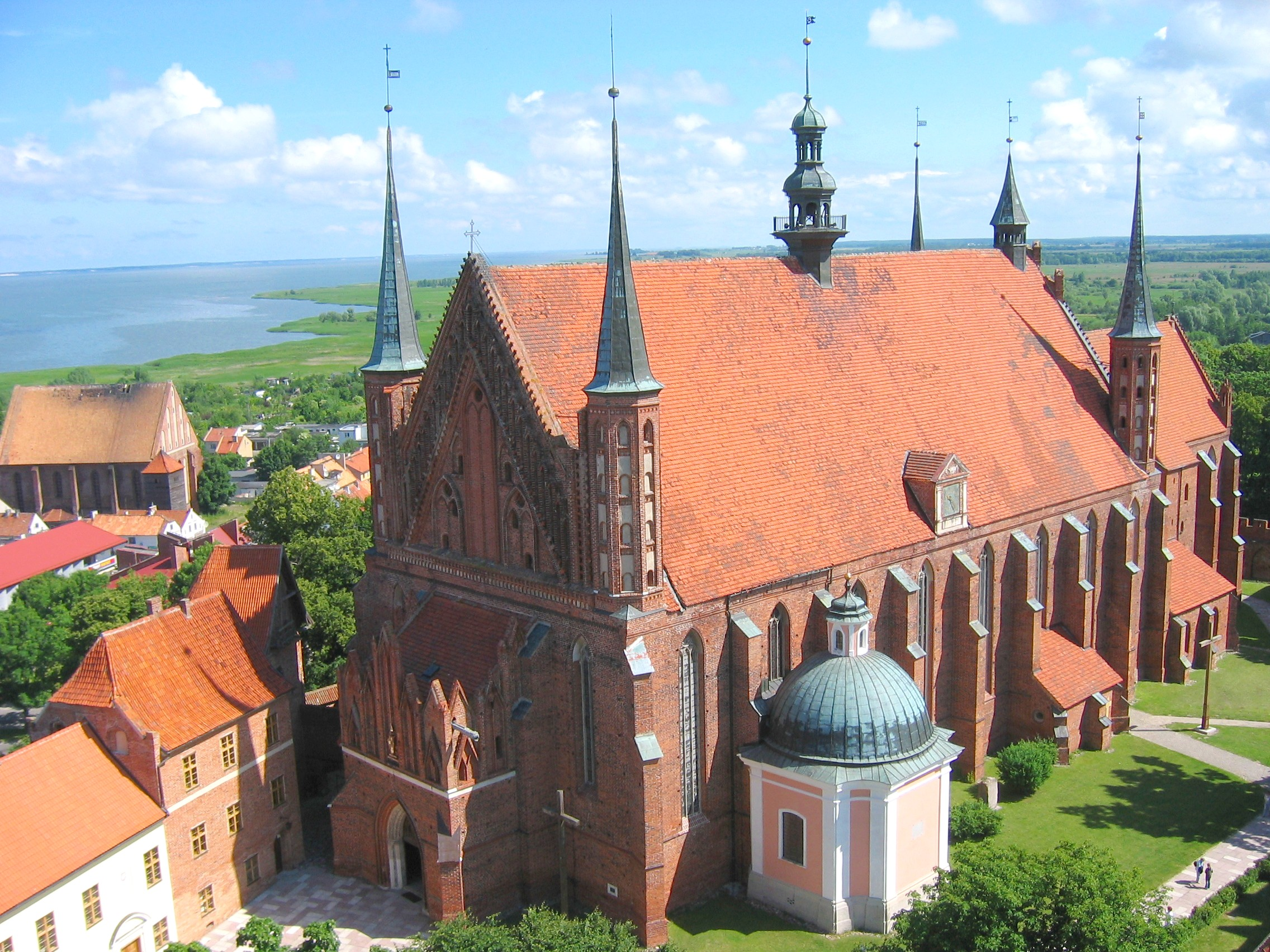
Frombork-Kathedrale
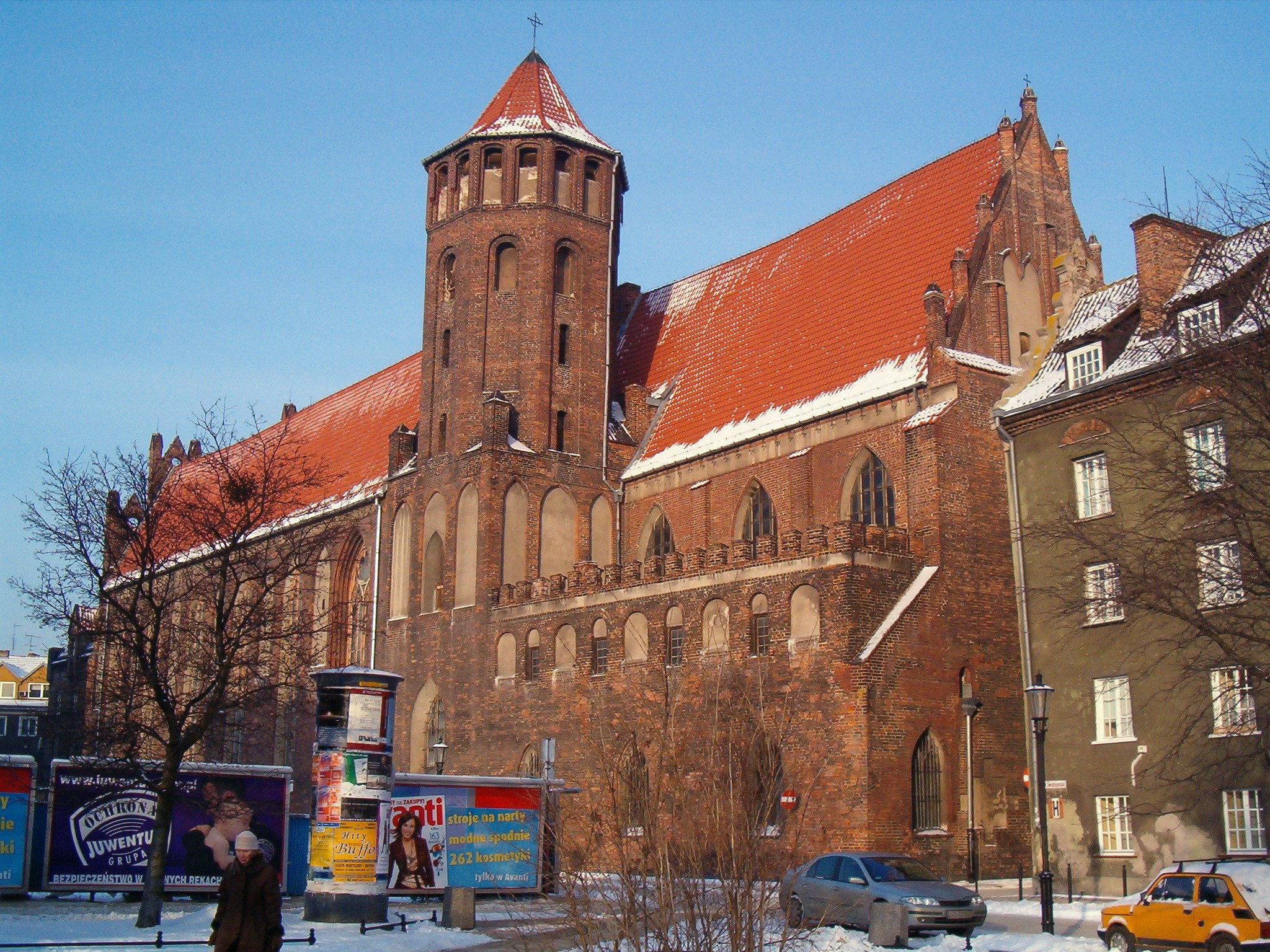
Gdańsk – St. Nikolaus
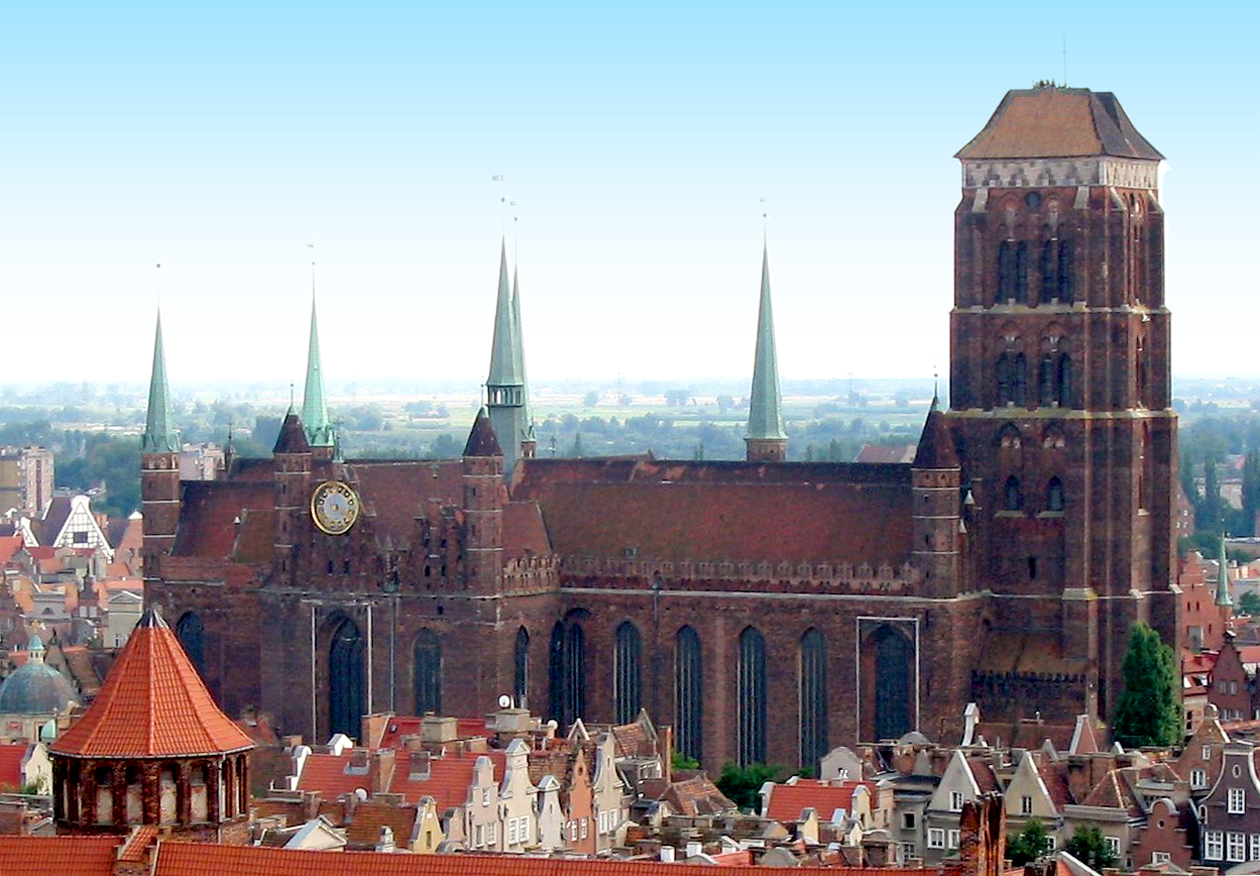
Gdańsk-Konkathedrale
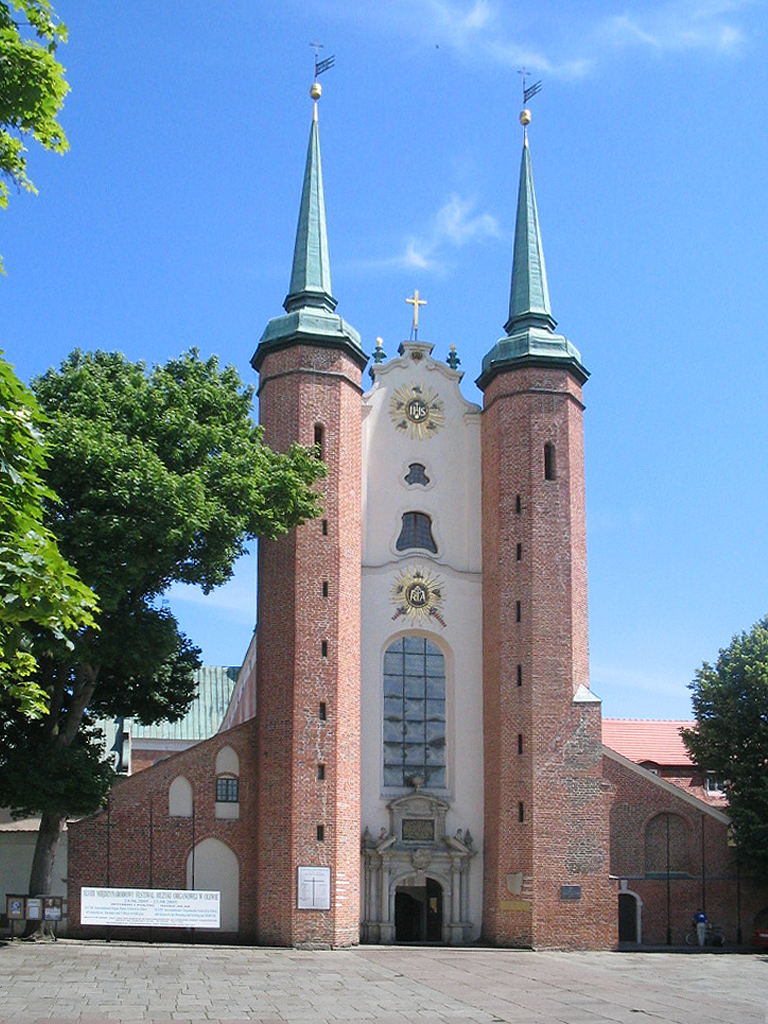
Gdańsk-Kathedrale
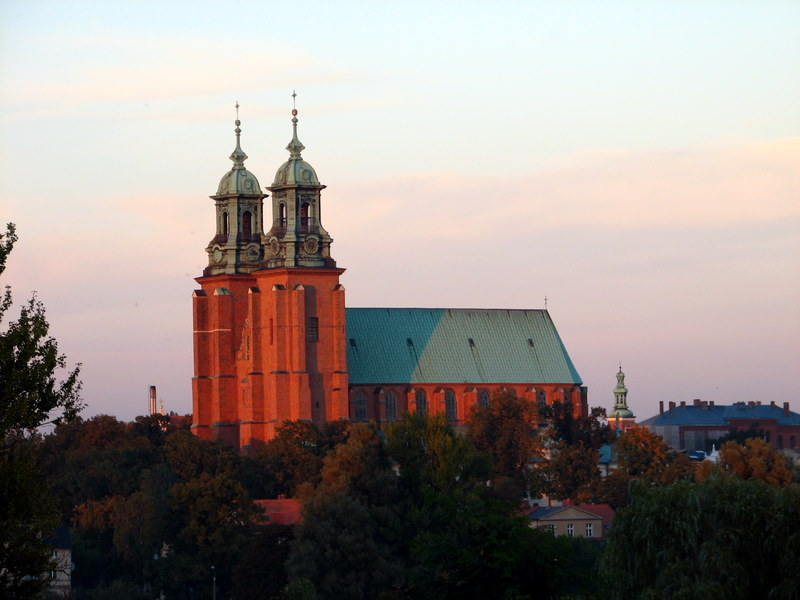
Gniezno-Kathedrale
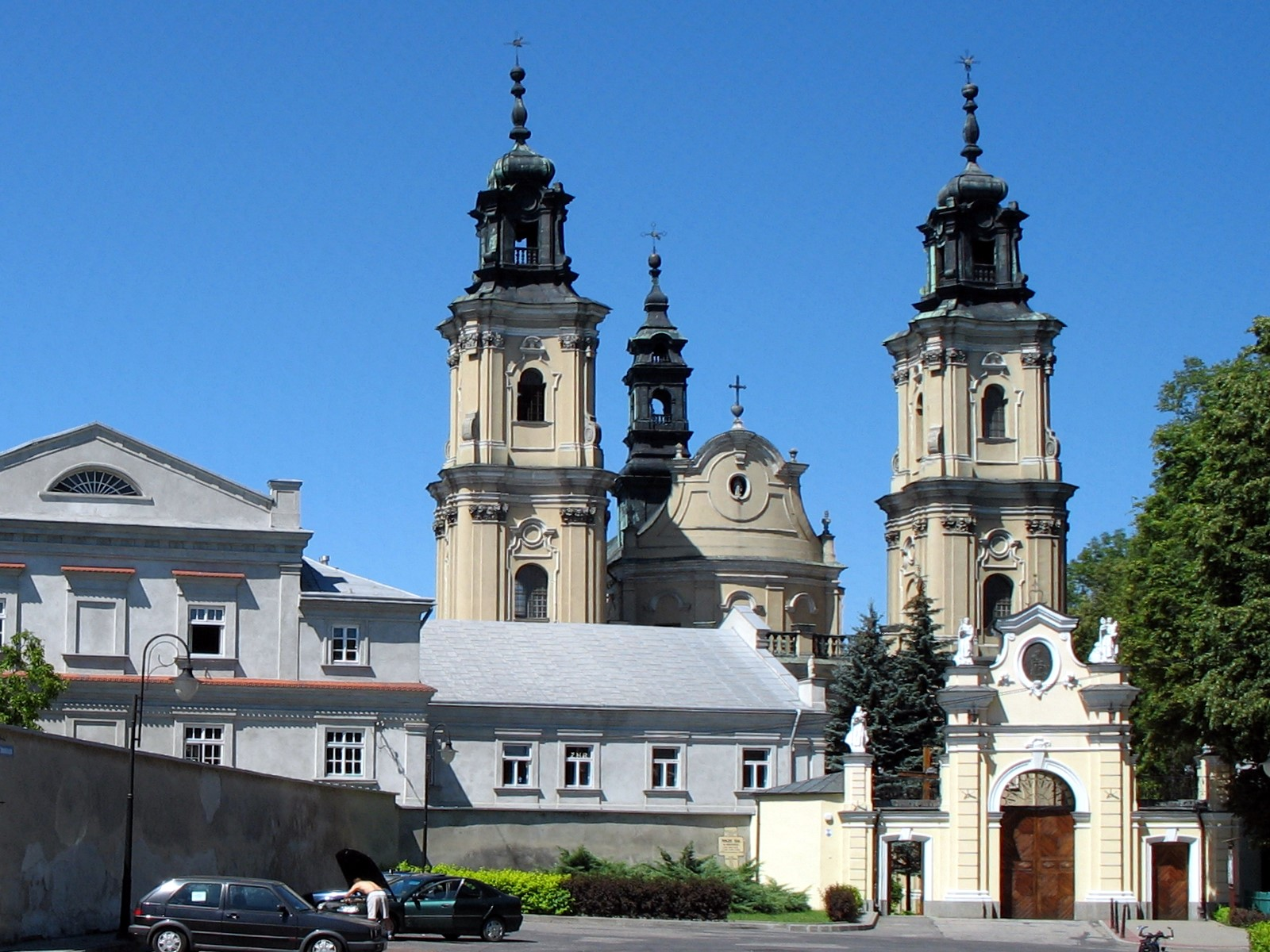
Jarosław
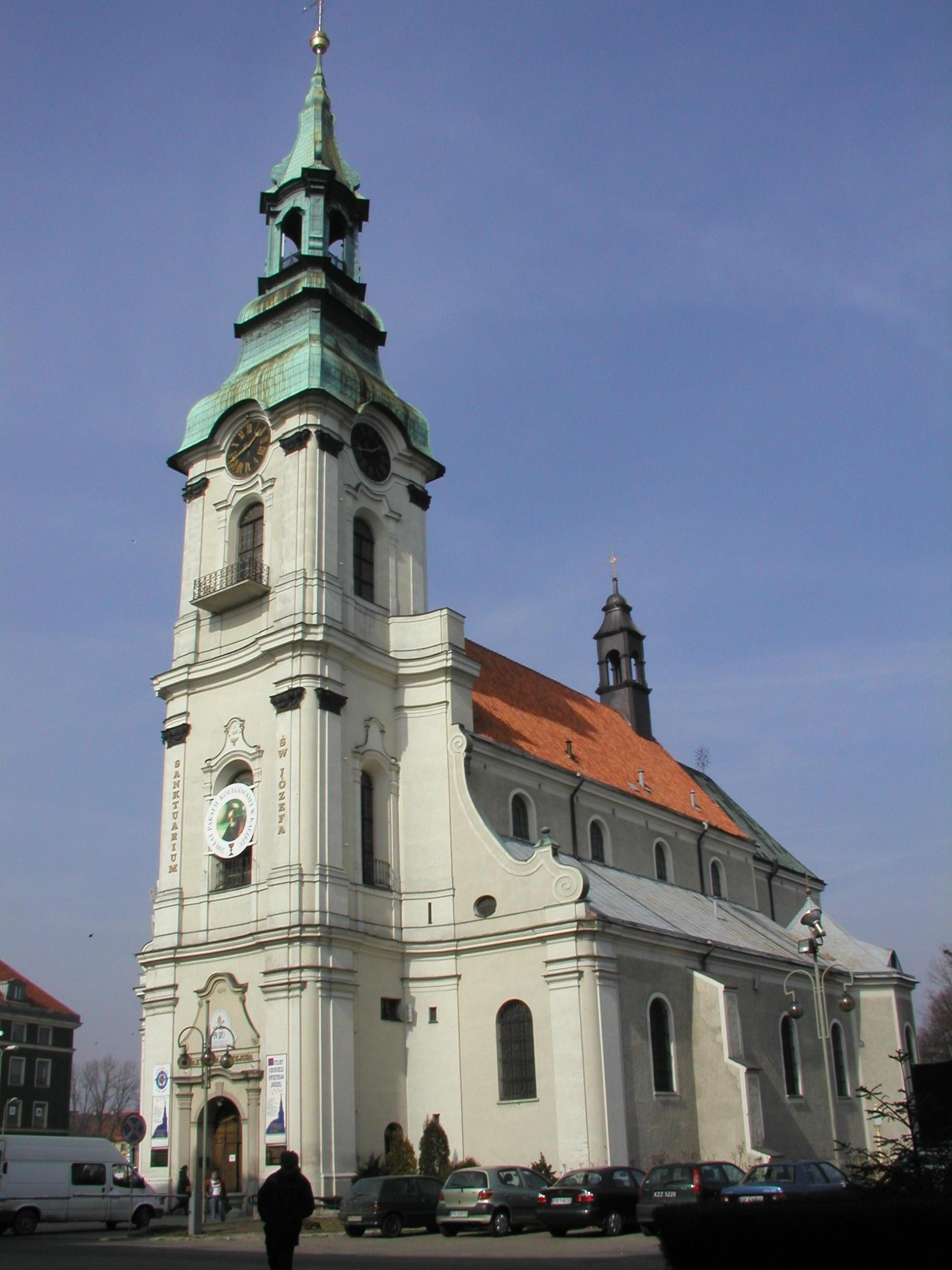
Kalisz
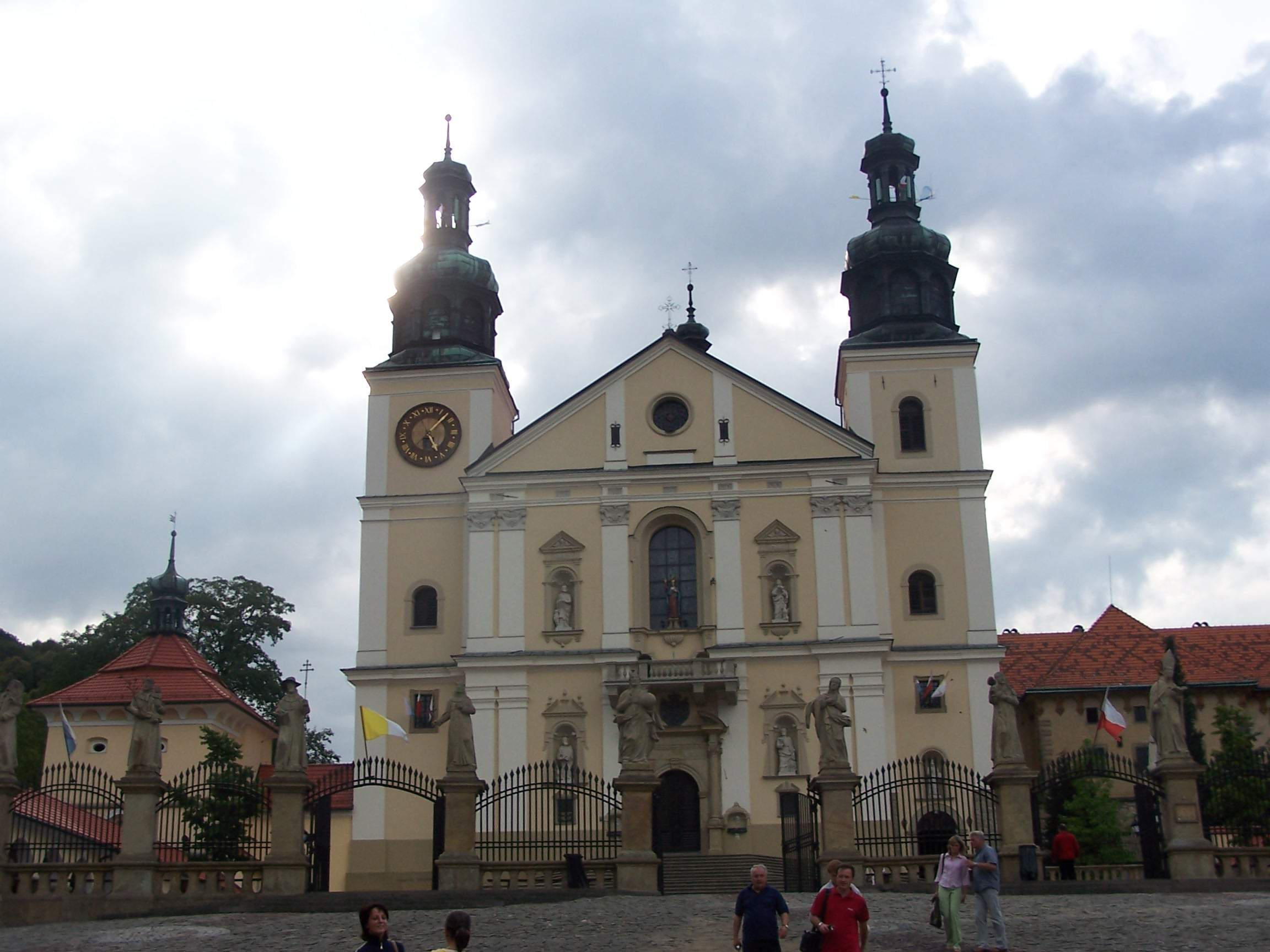
Kalwaria Zebrzydowska
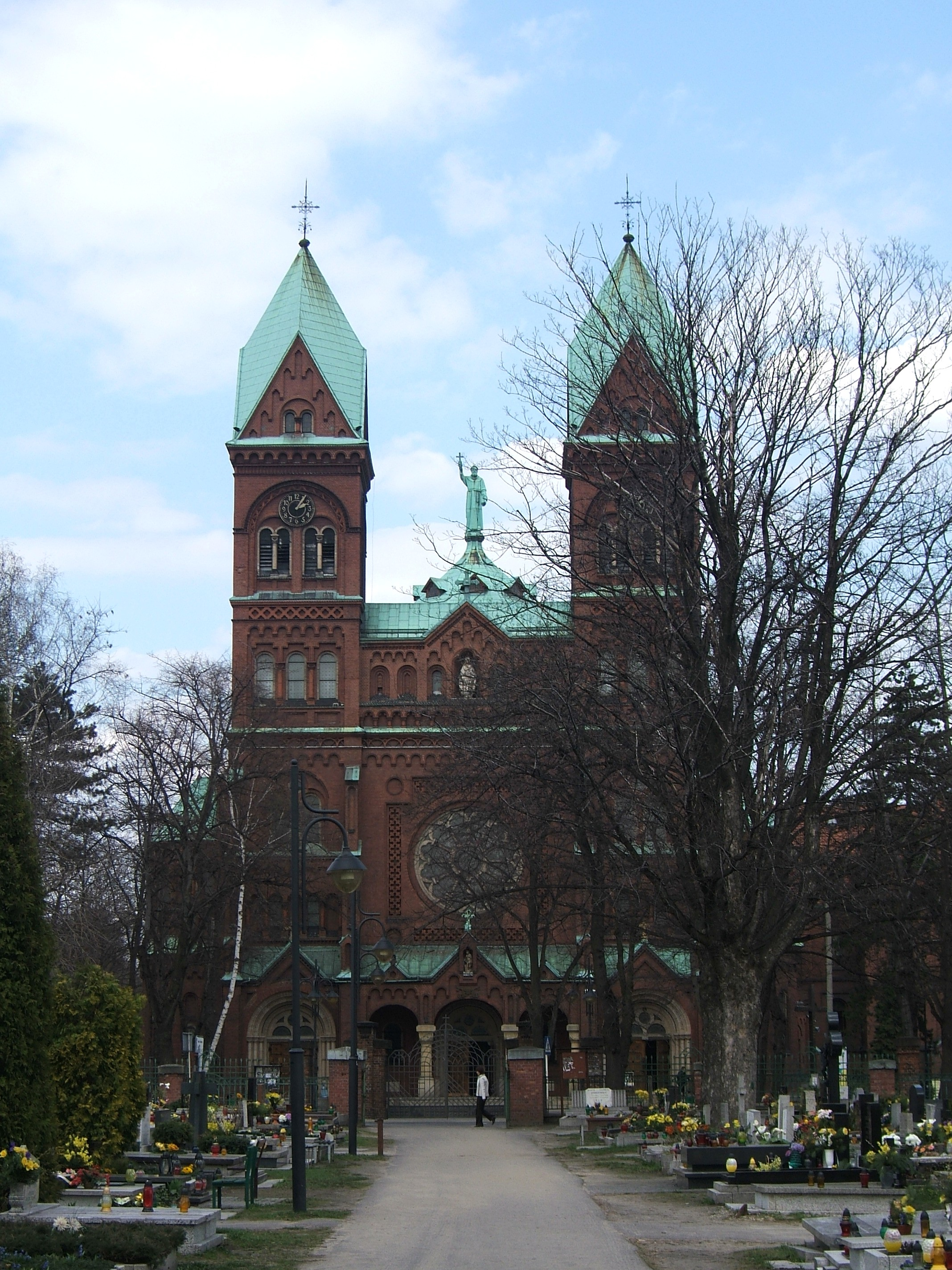
Katowice-Panewniki
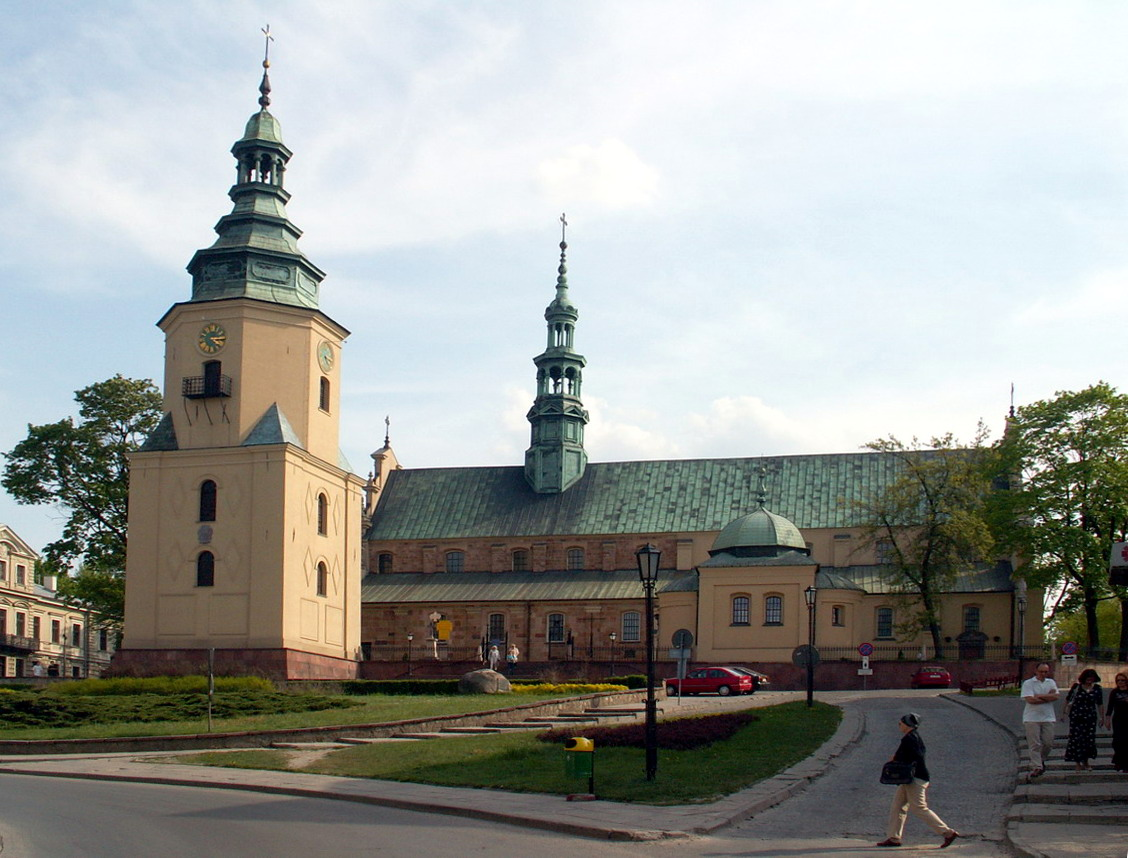
Kielce-Kathedrale
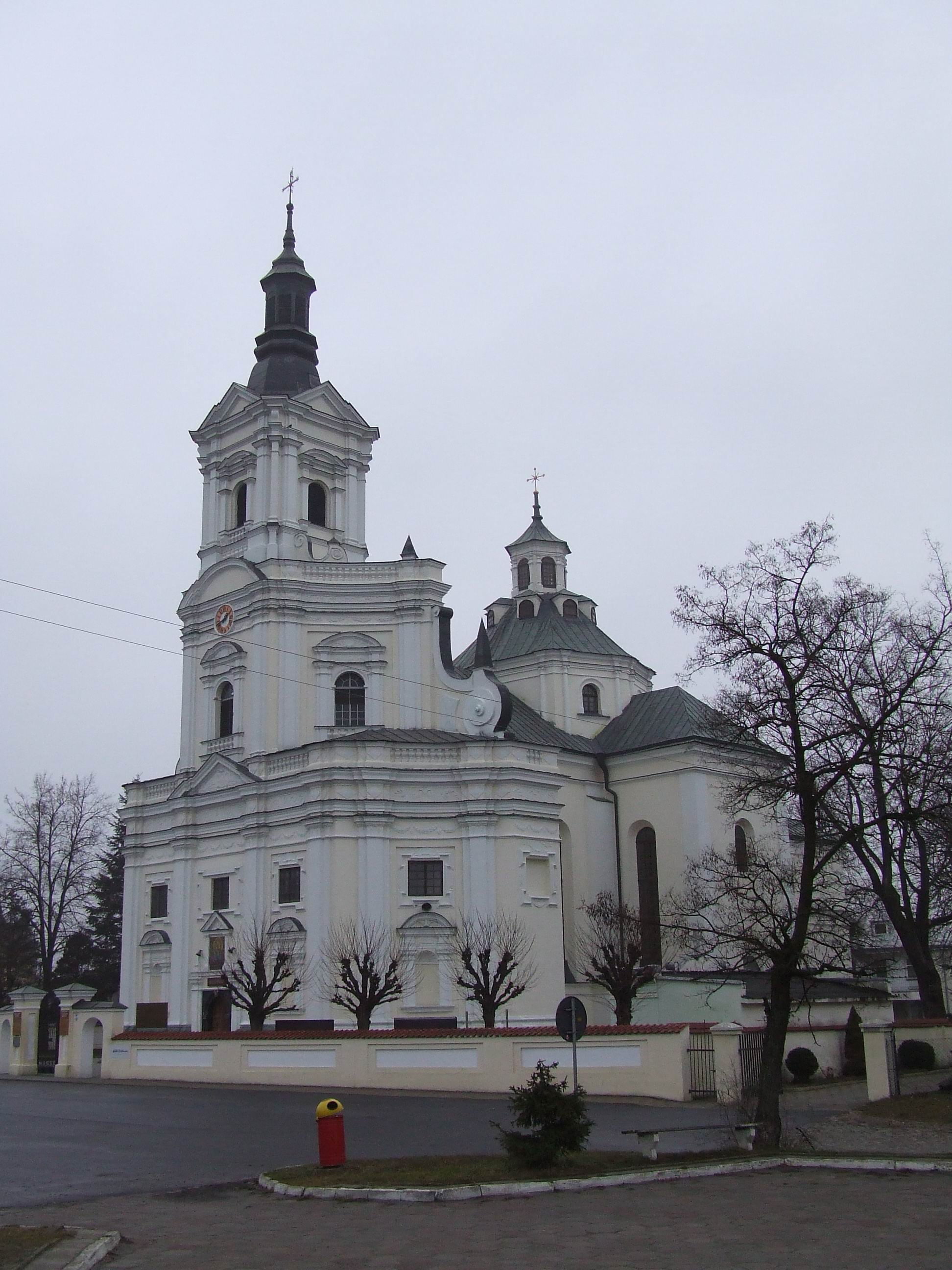
Kodeń
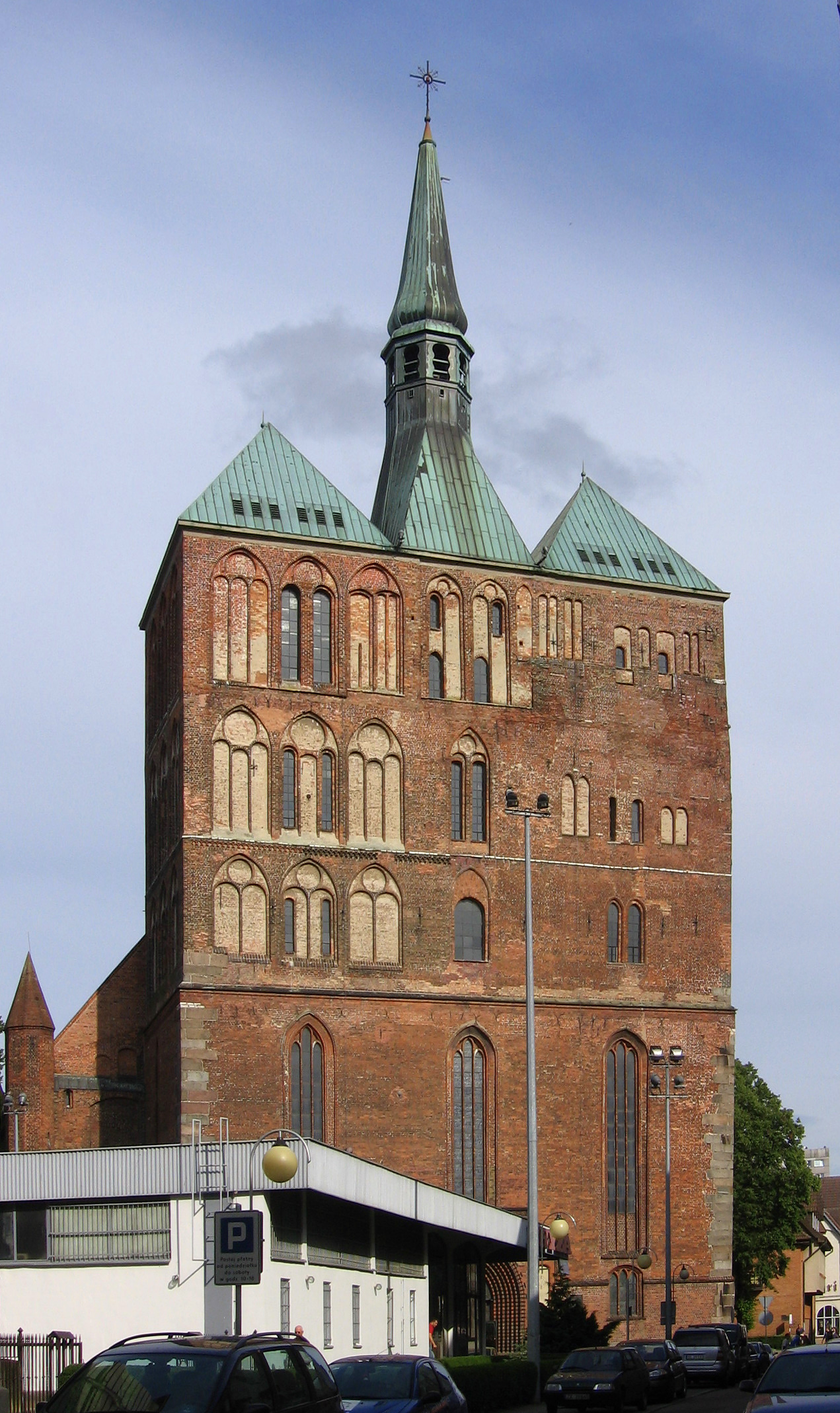
Kołobrzeg-Konkathedrale
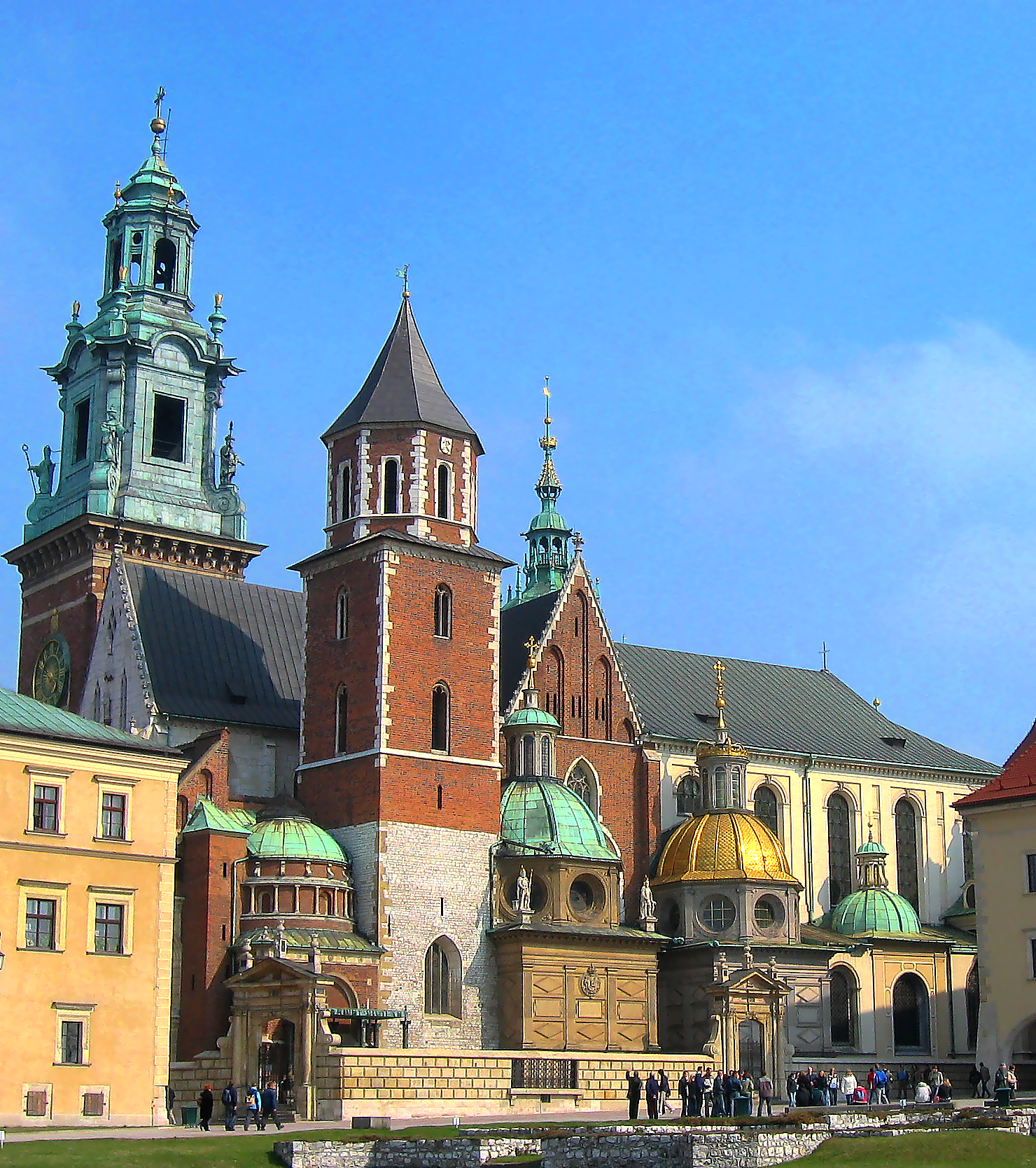
Kraków-Kathedrale
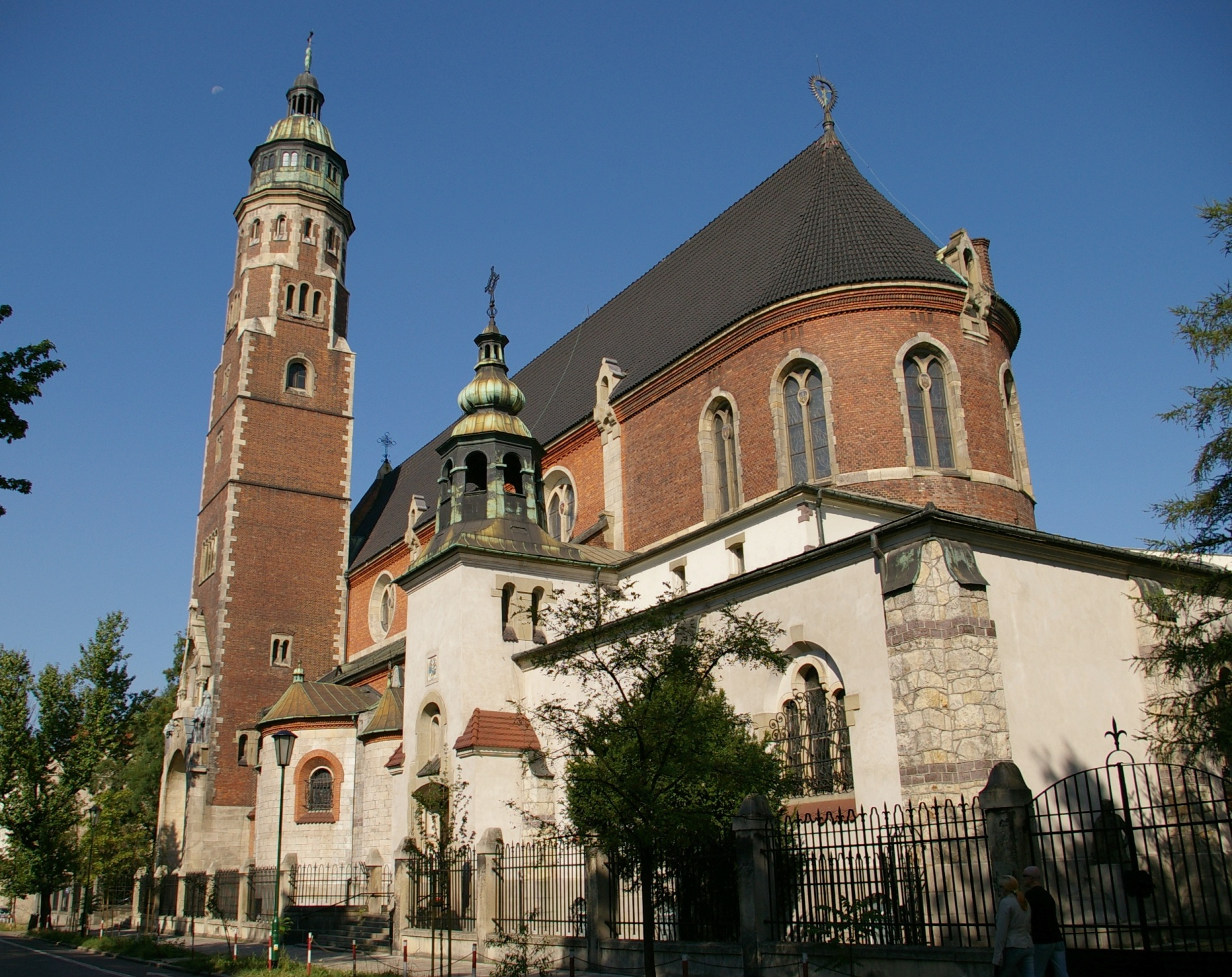
Kraków – Herz Jesu
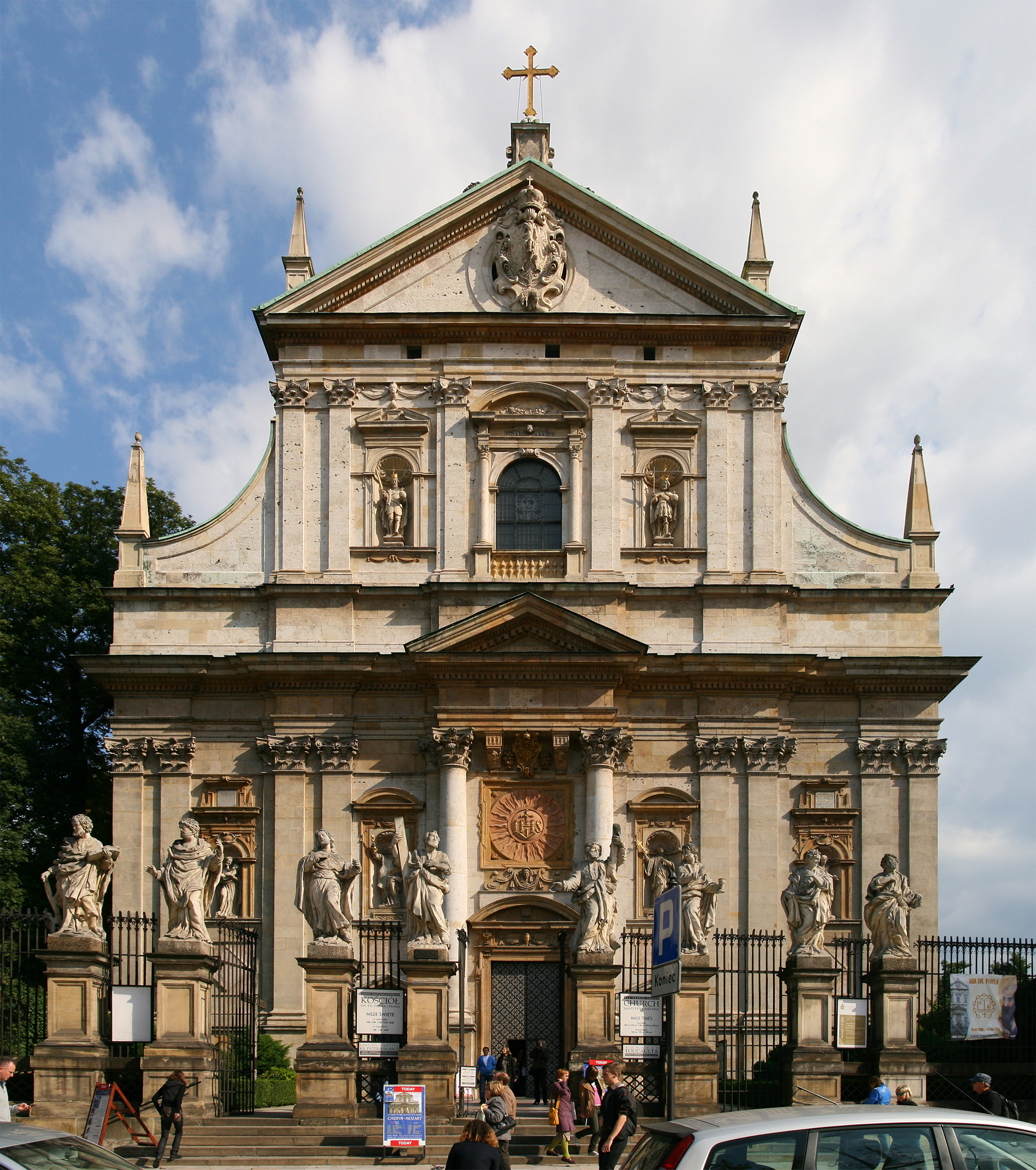
Kraków – St. Peter & Paul
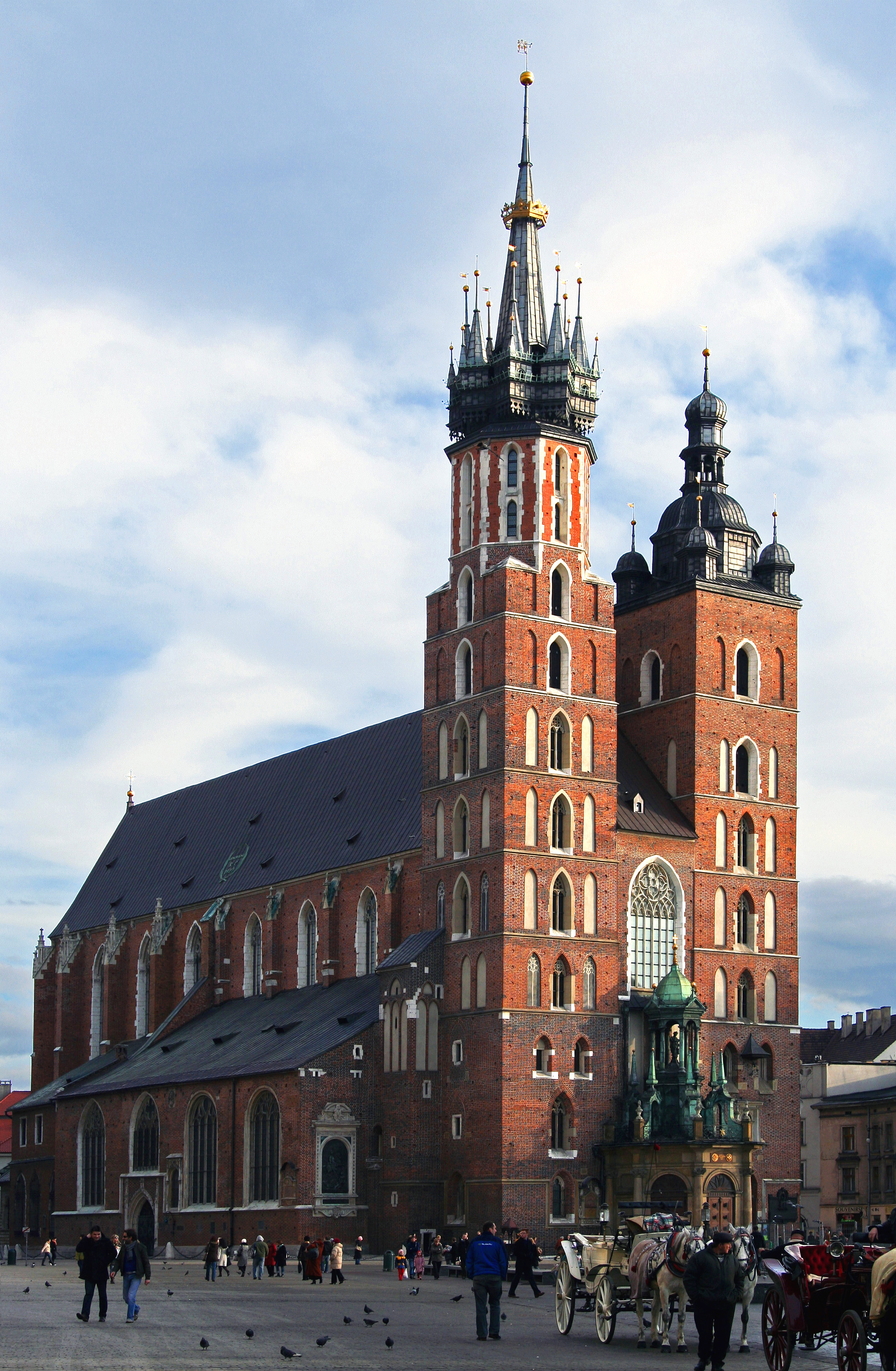
Kraków – Maria Himmelfahrt
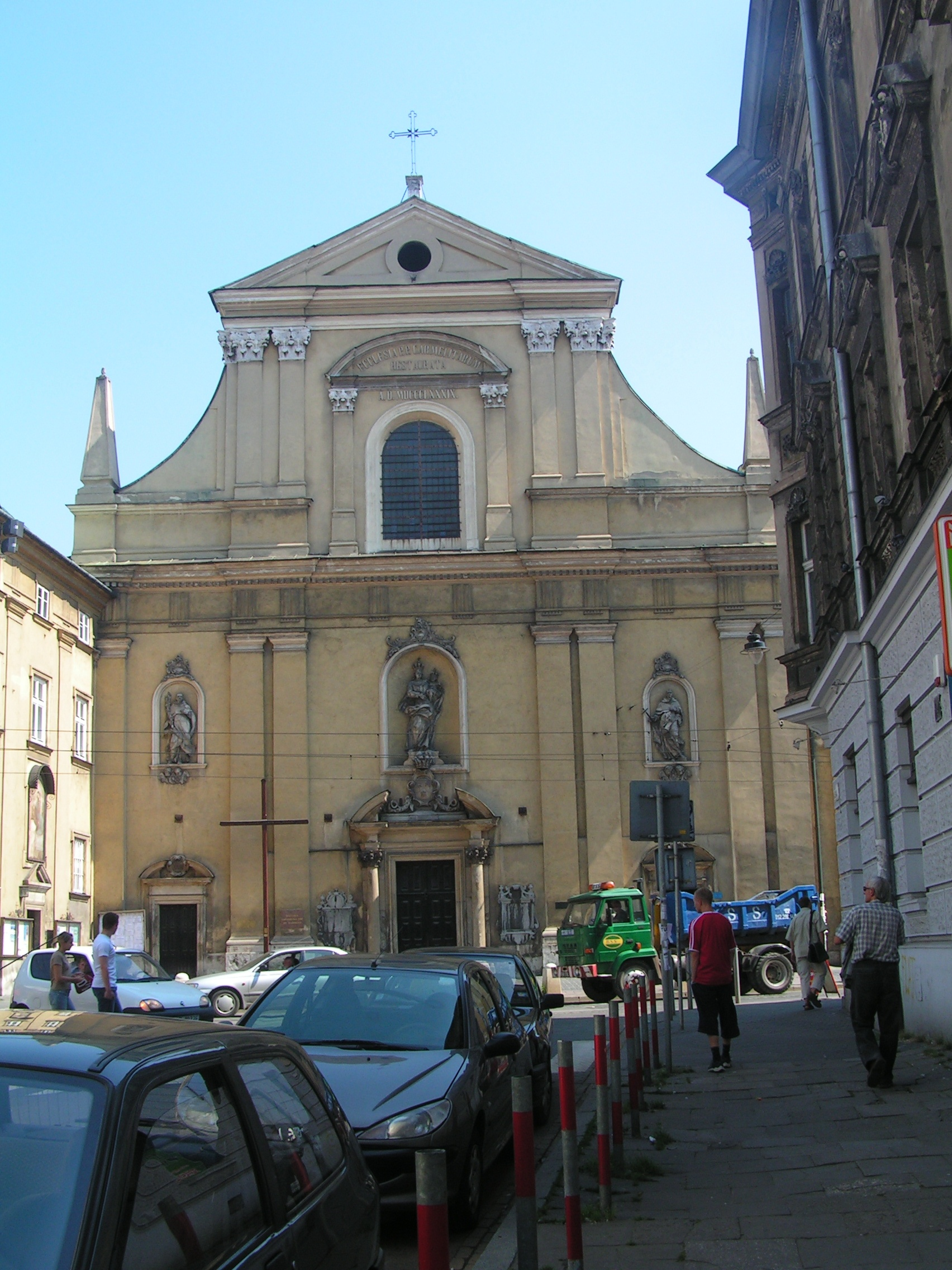
Kraków – Maria Heimsuchung
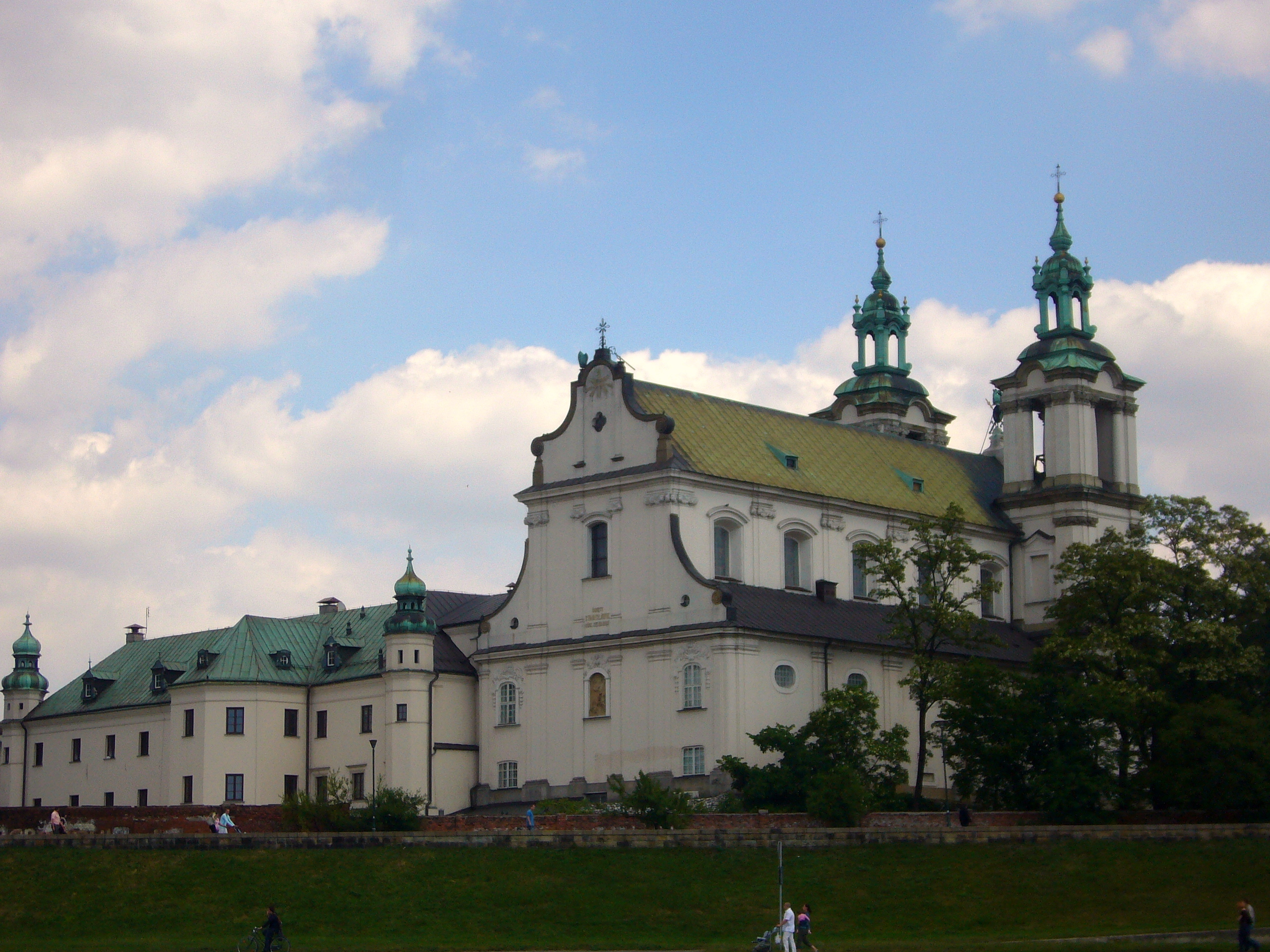
Kraków-Kazimierz – St. Michael & Stanislaus
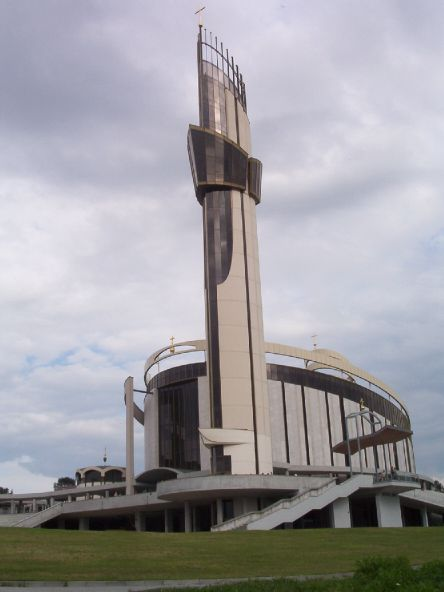
Kraków-Łagiewniki – Göttliches Erbarmen
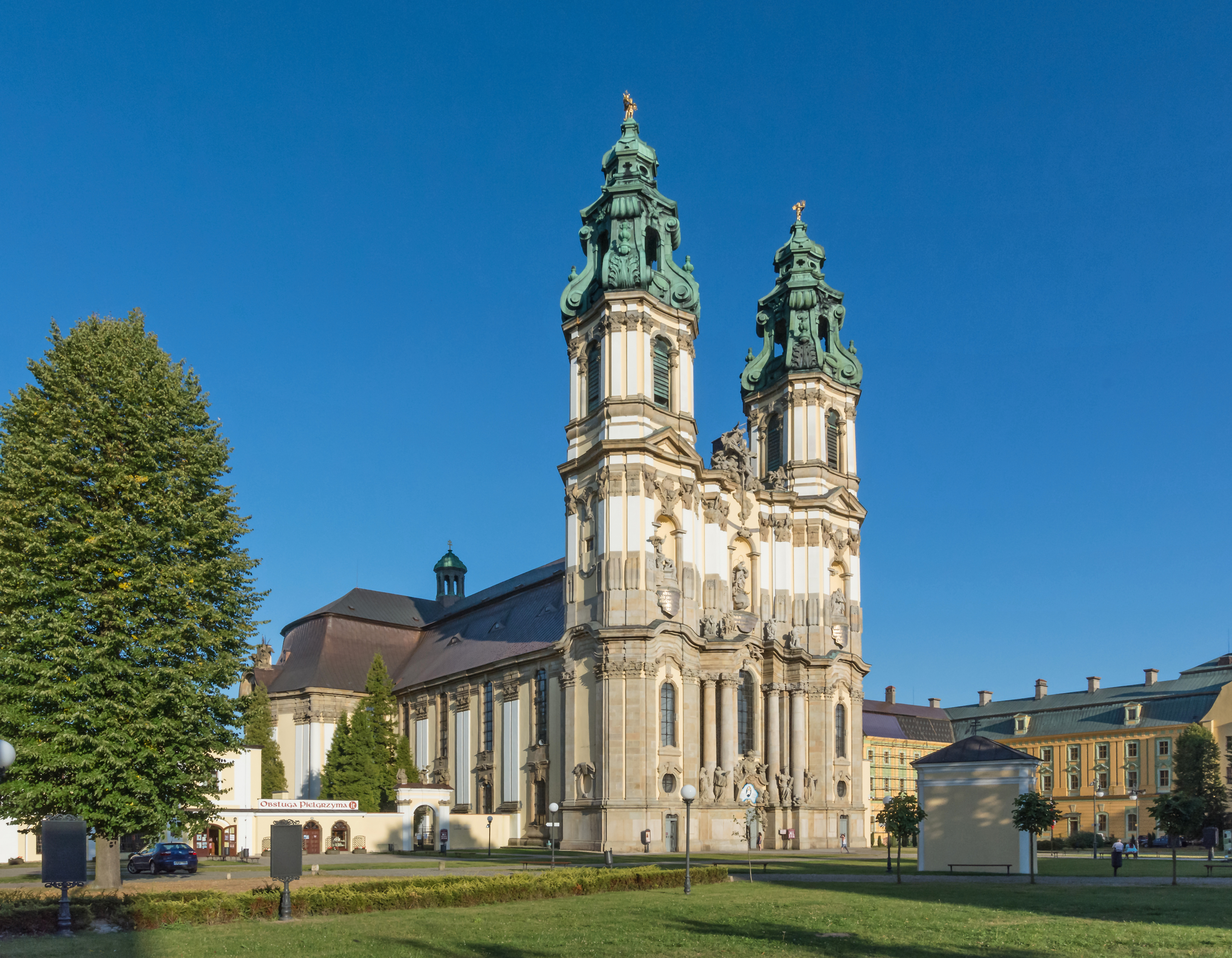
Krzeszow
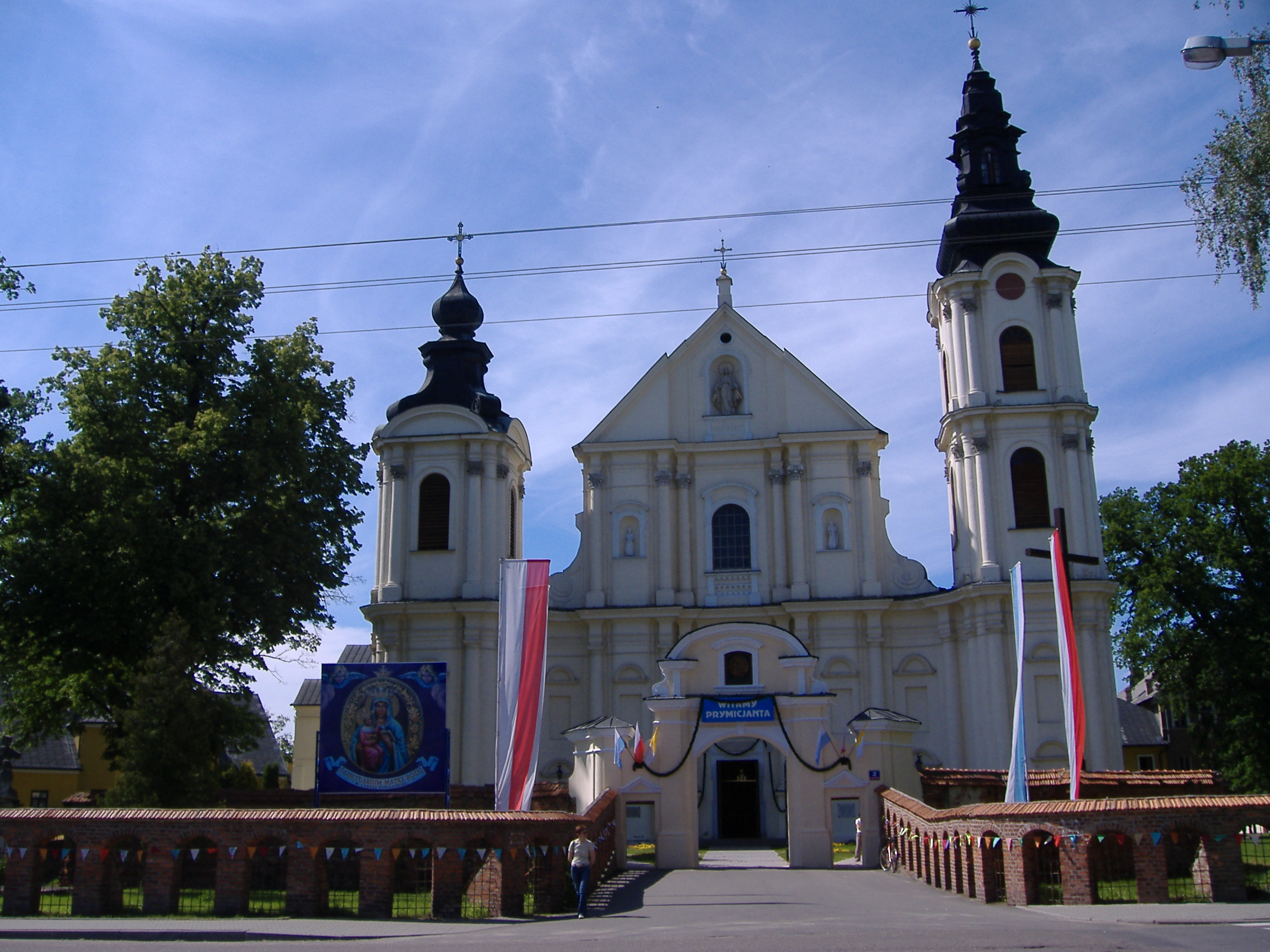
Leśna Podlaska
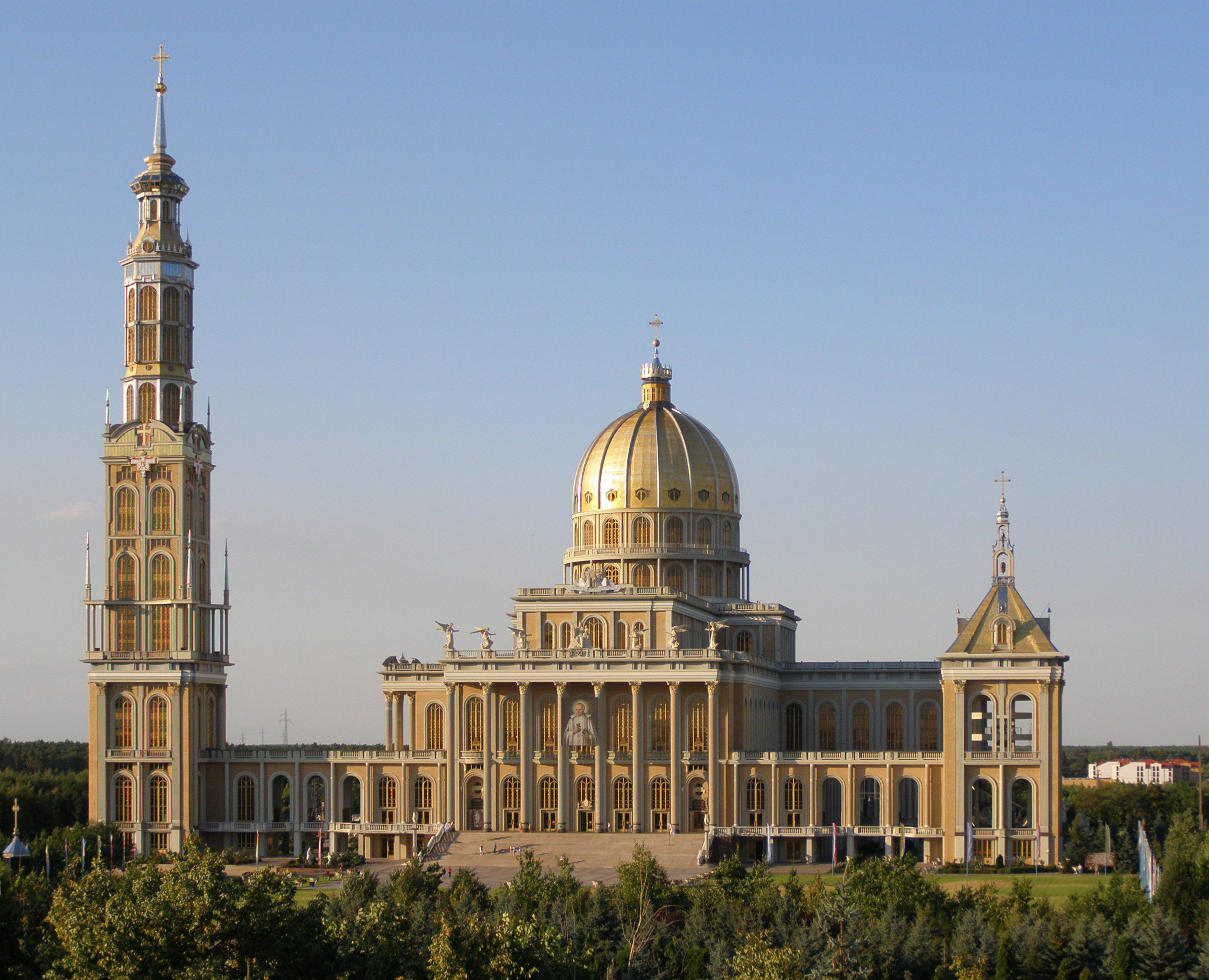
Licheń Stary
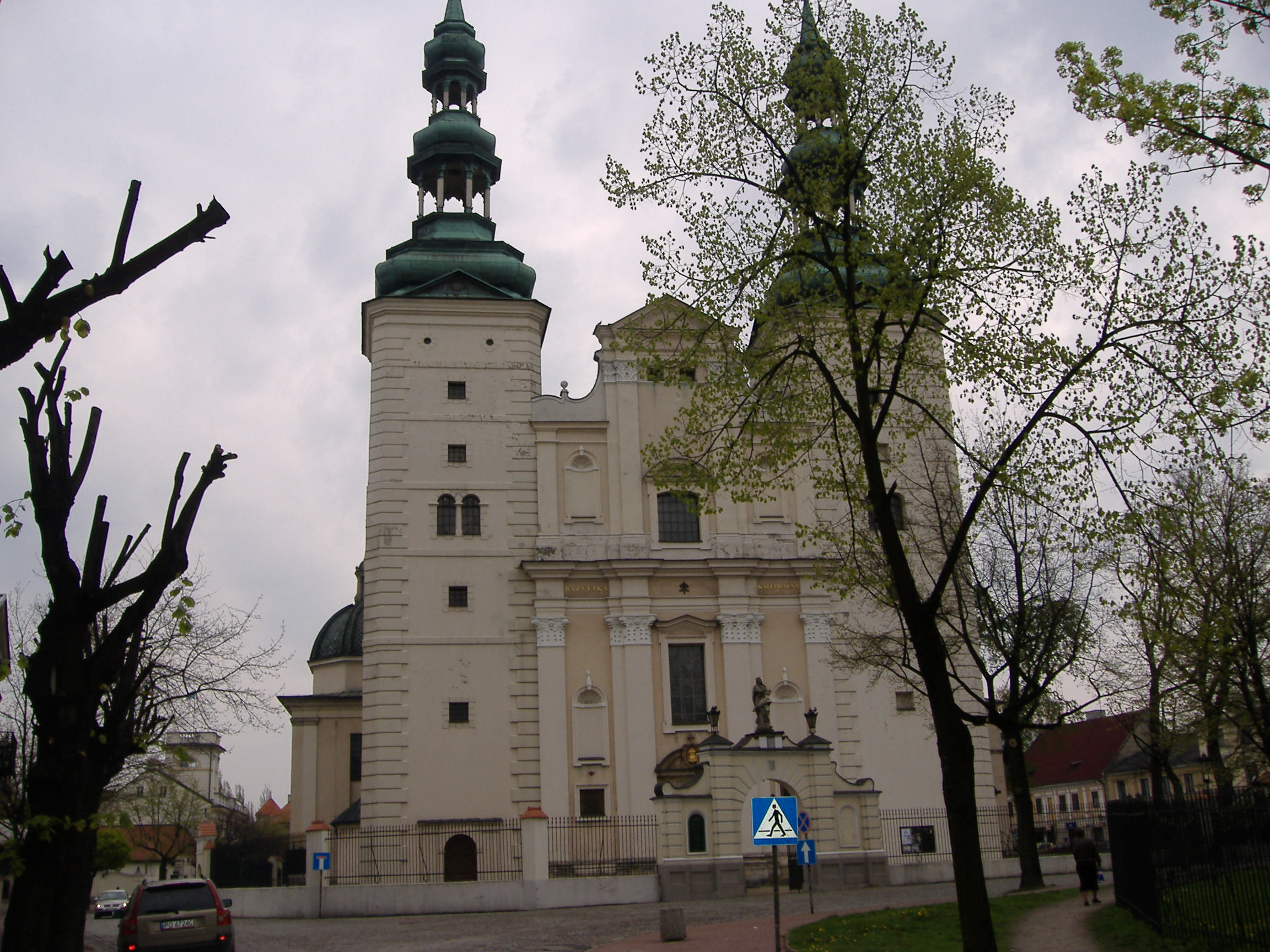
Łowicz-Kathedrale
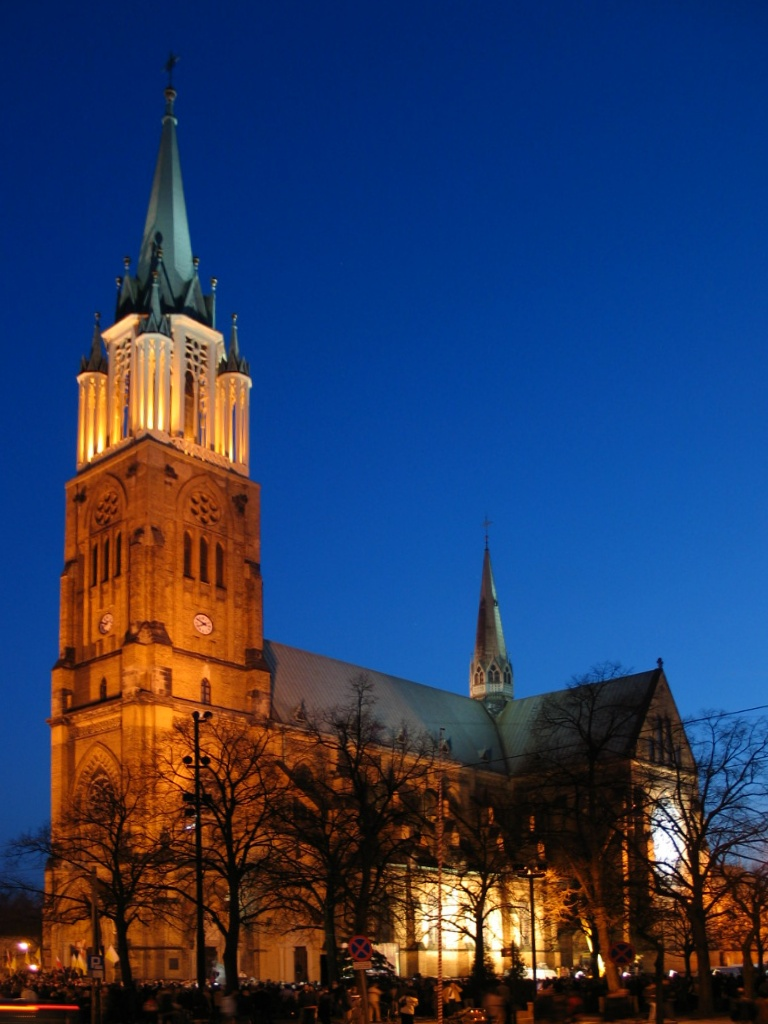
Łódź-Kathedrale
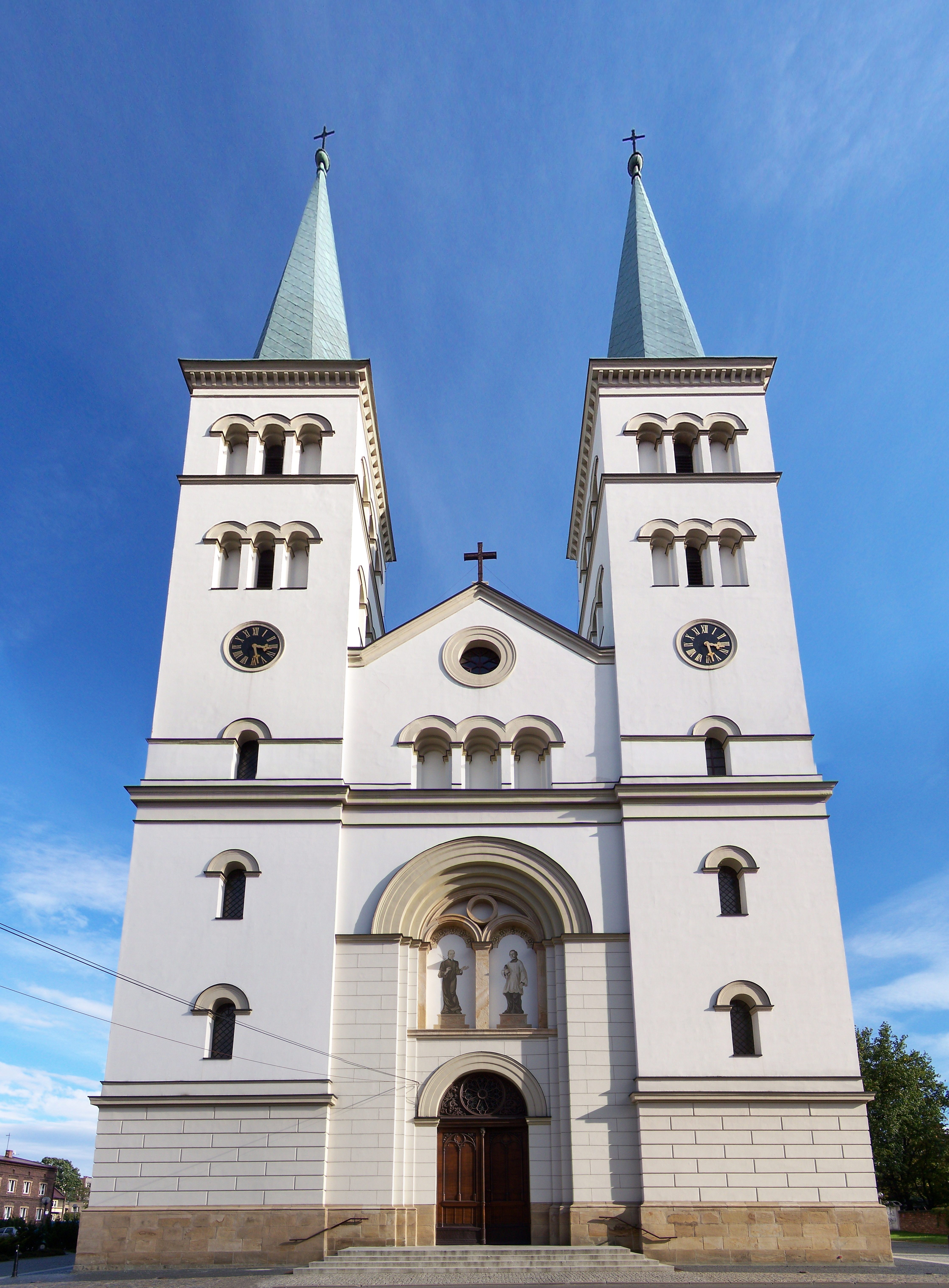
Mikołów
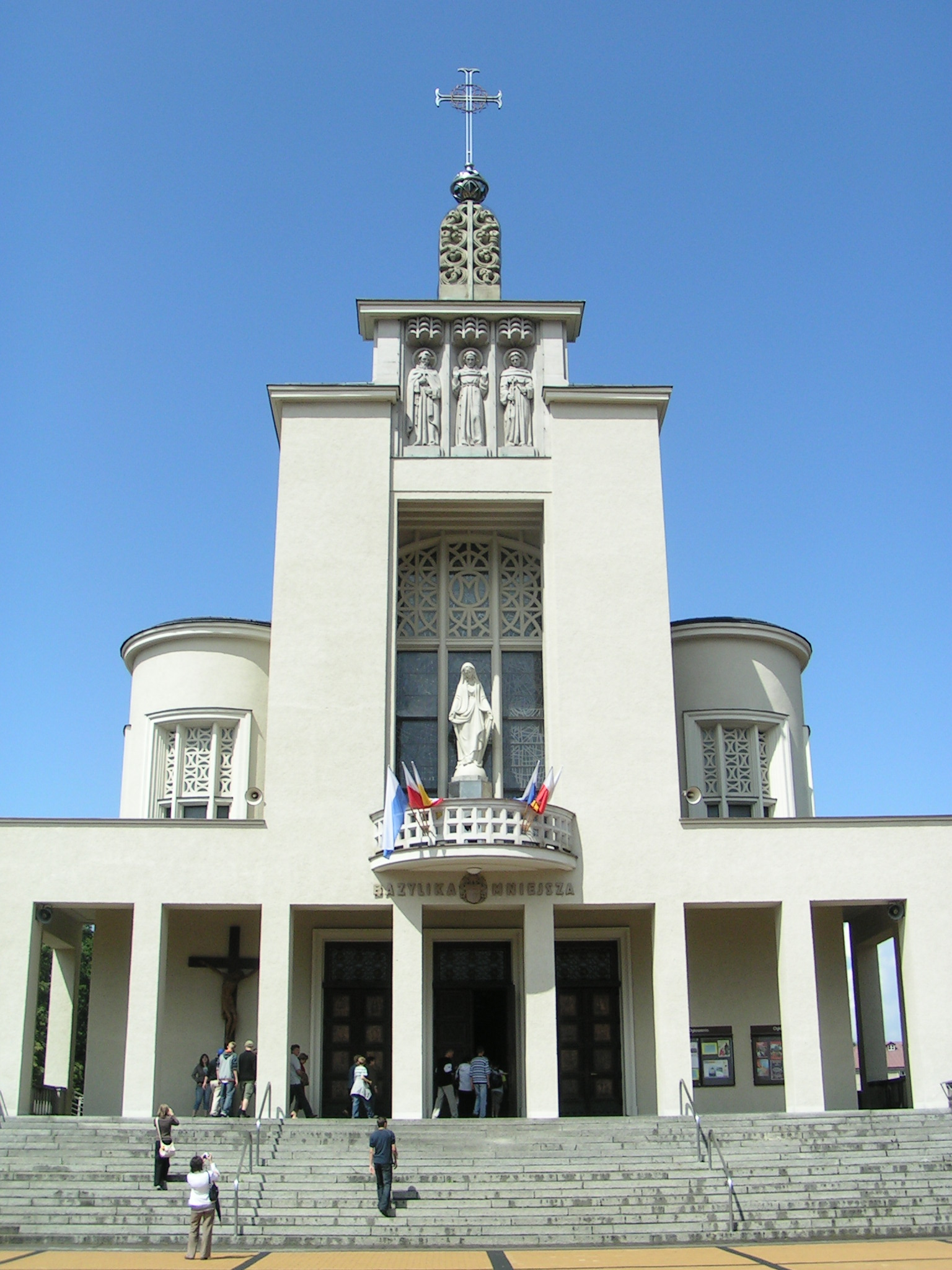
Niepokalanów
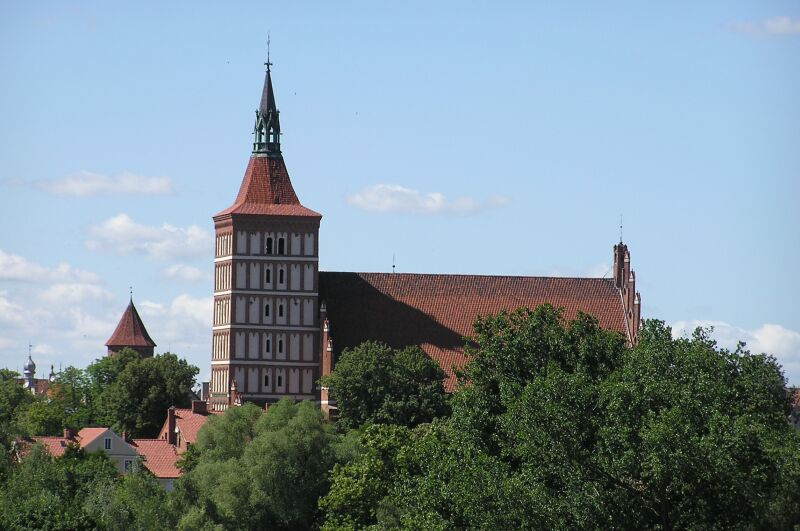
Olsztyn-Konkathedrale
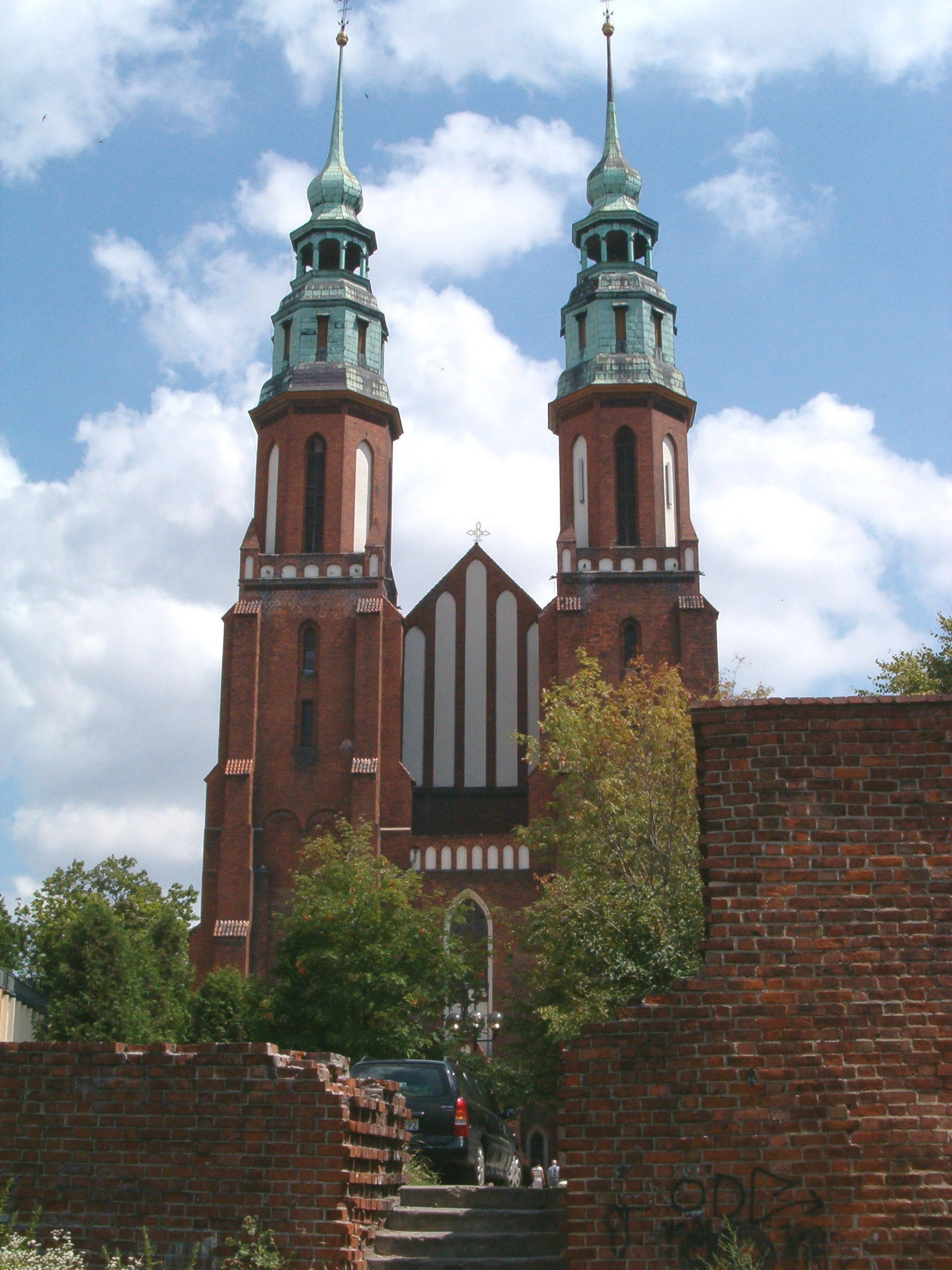
Opole-Kathedrale
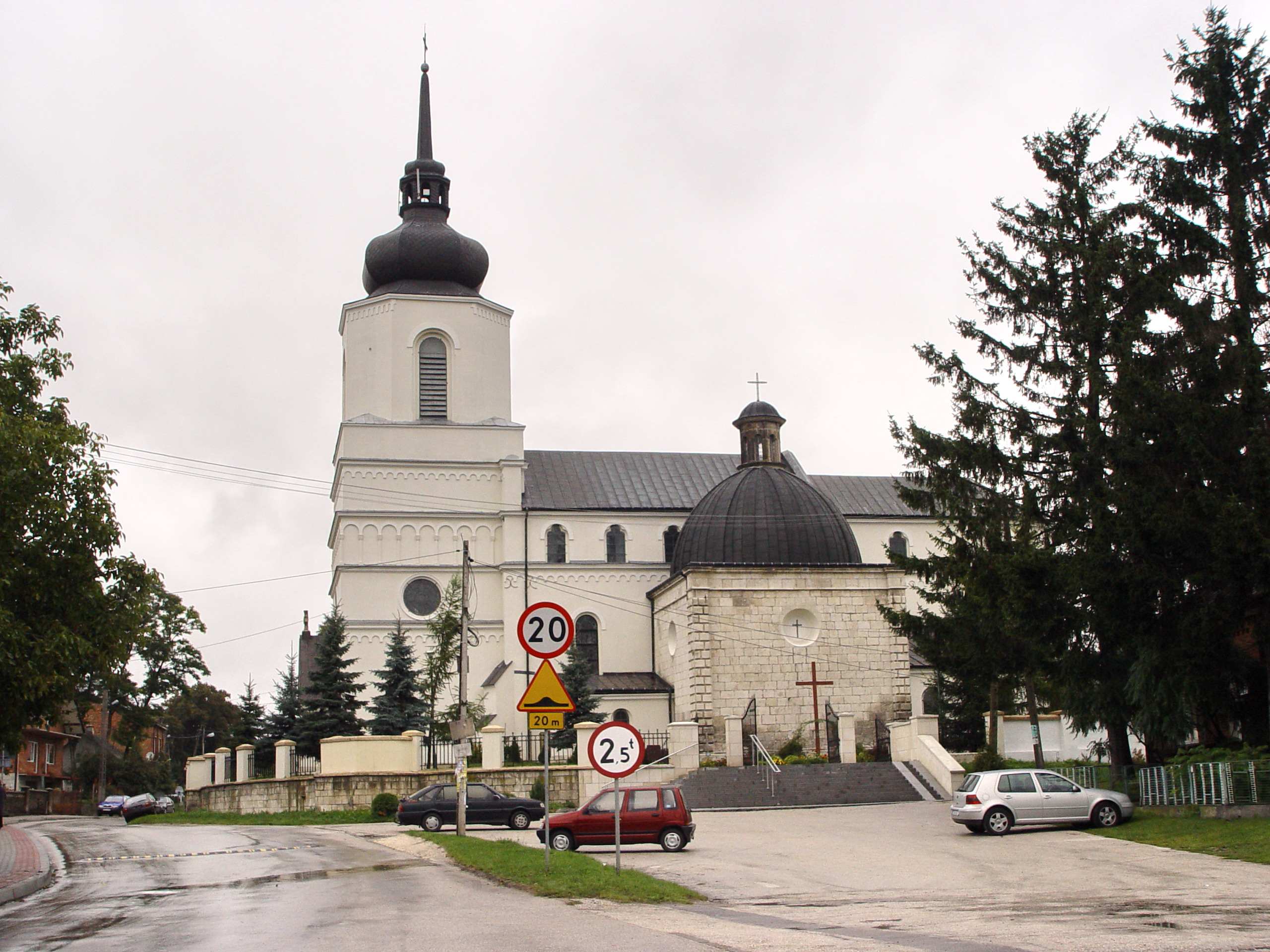
Pacanów
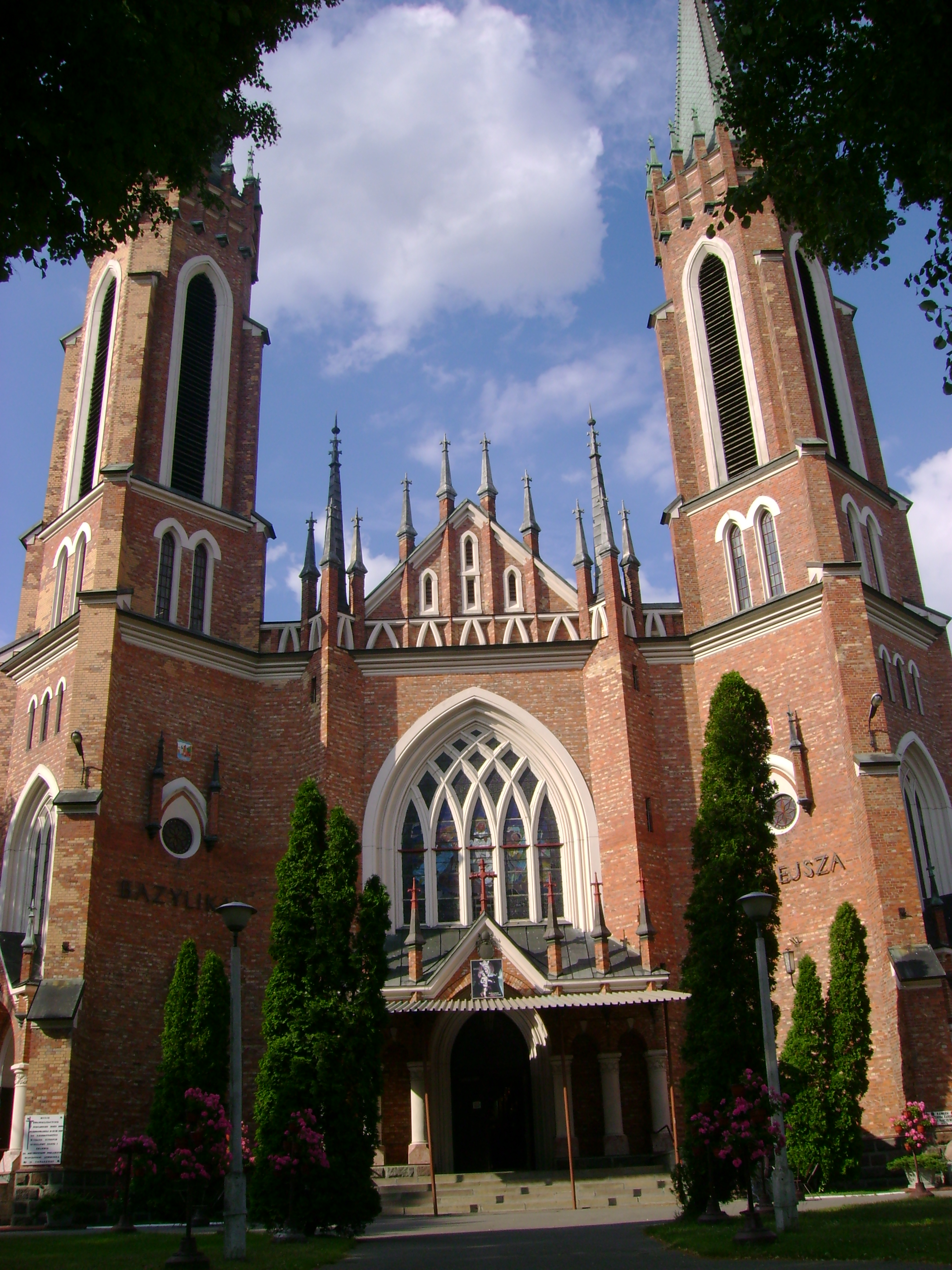
Parczew
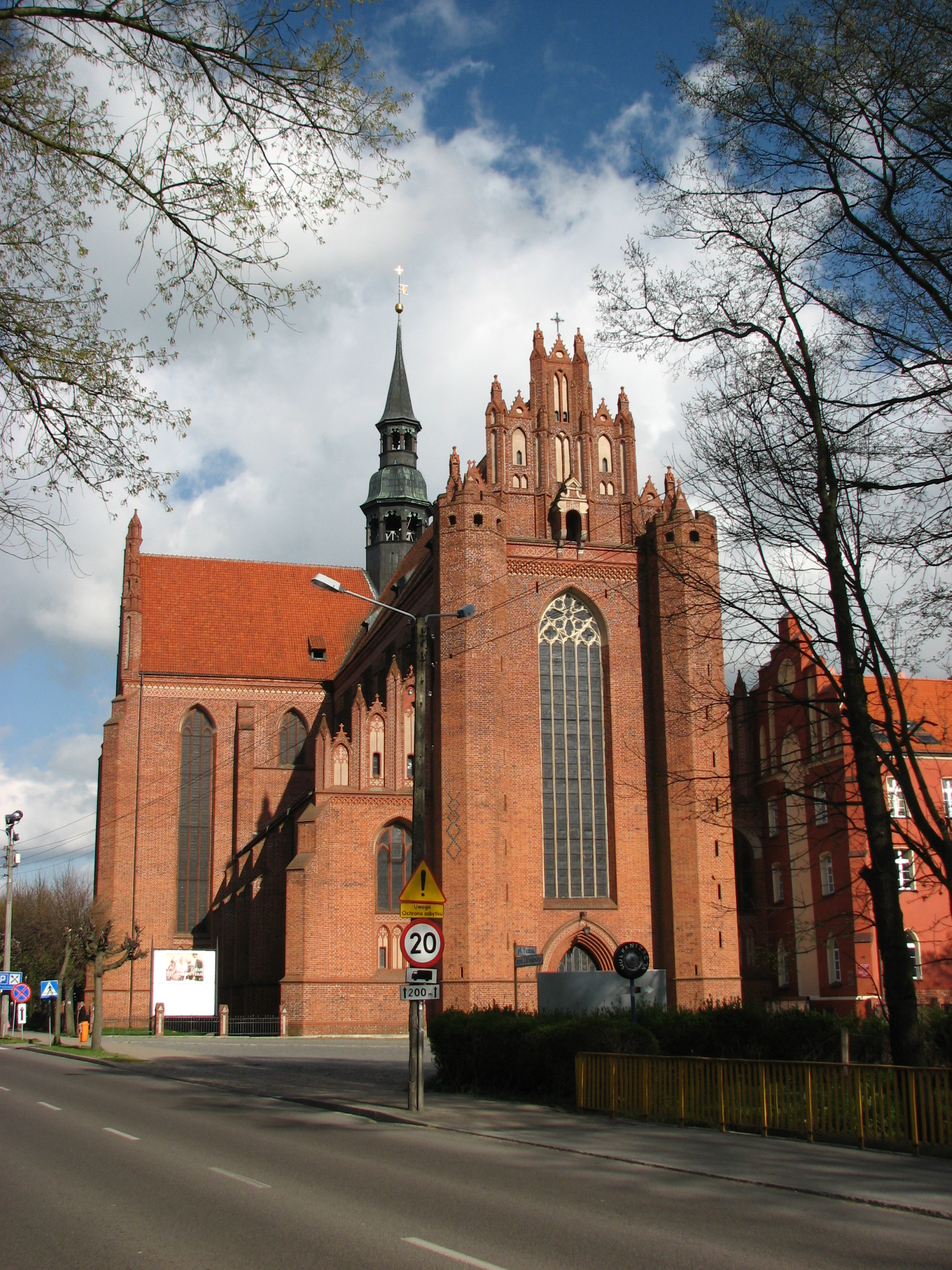
Pelplin-Kathedrale
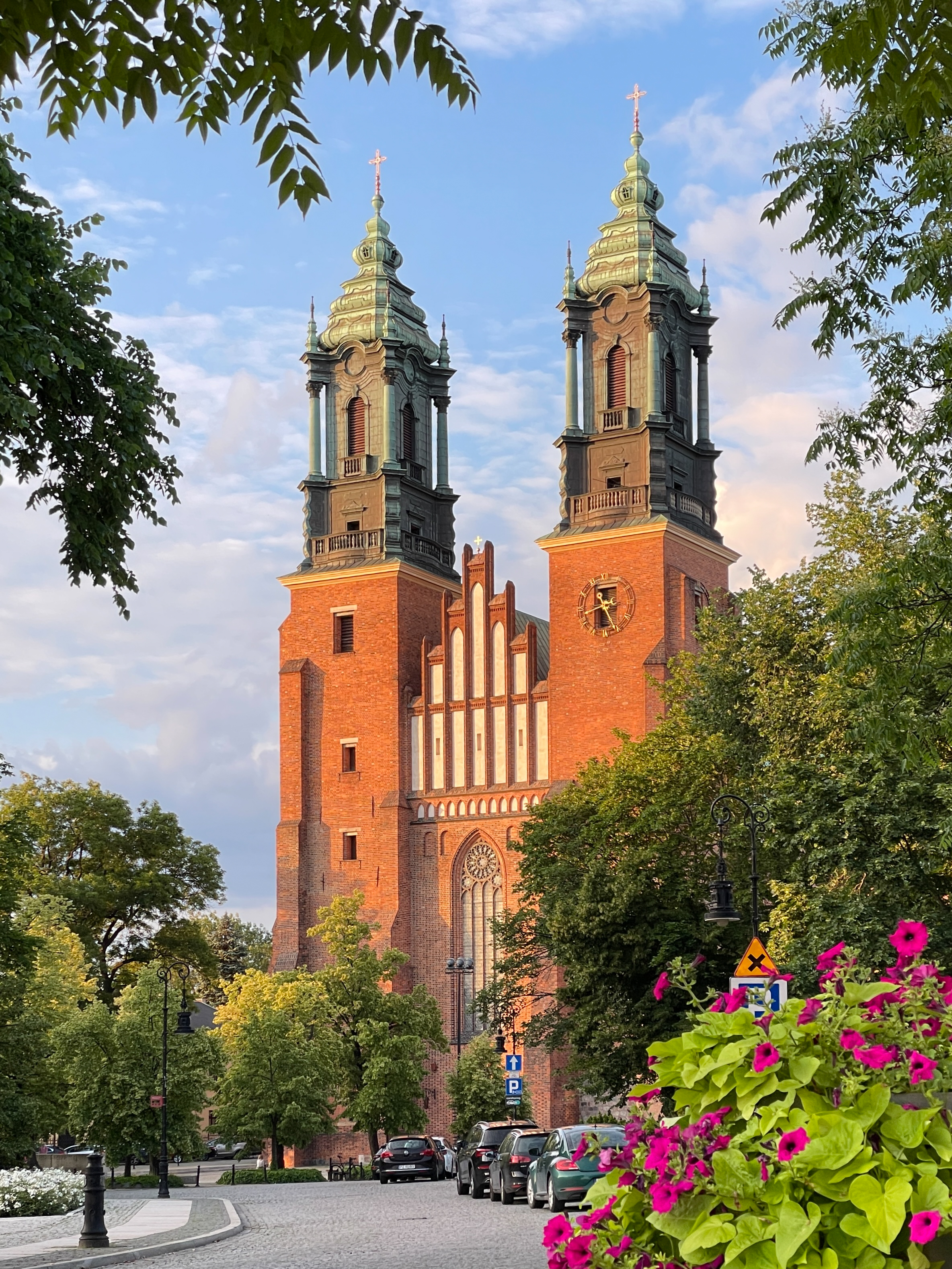
Poznań-Kathedrale
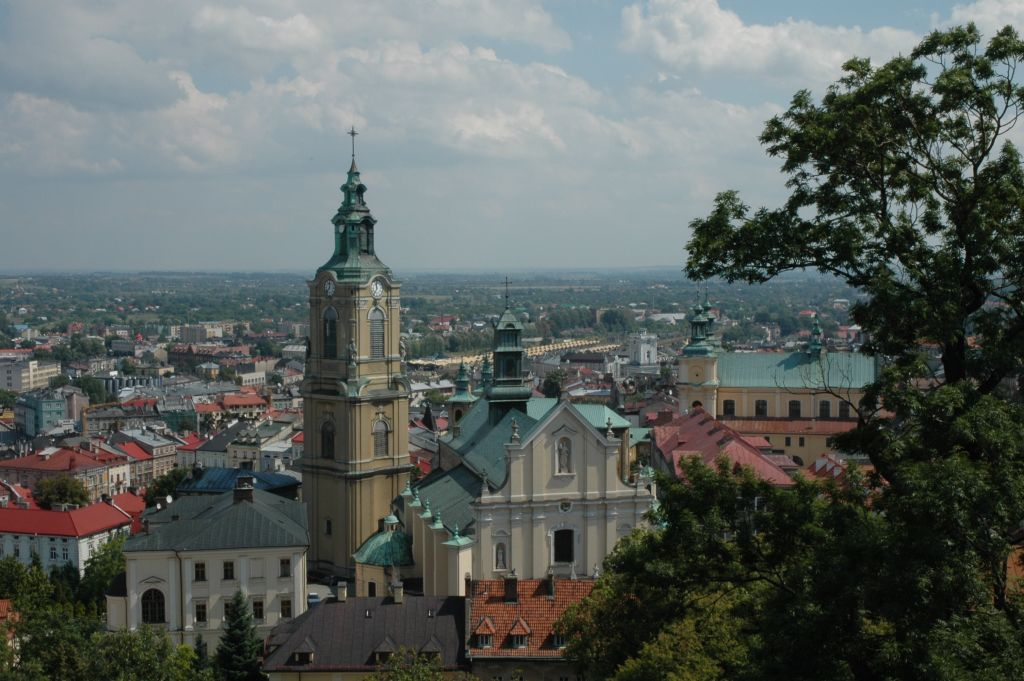
Przemyśl-Kathedrale
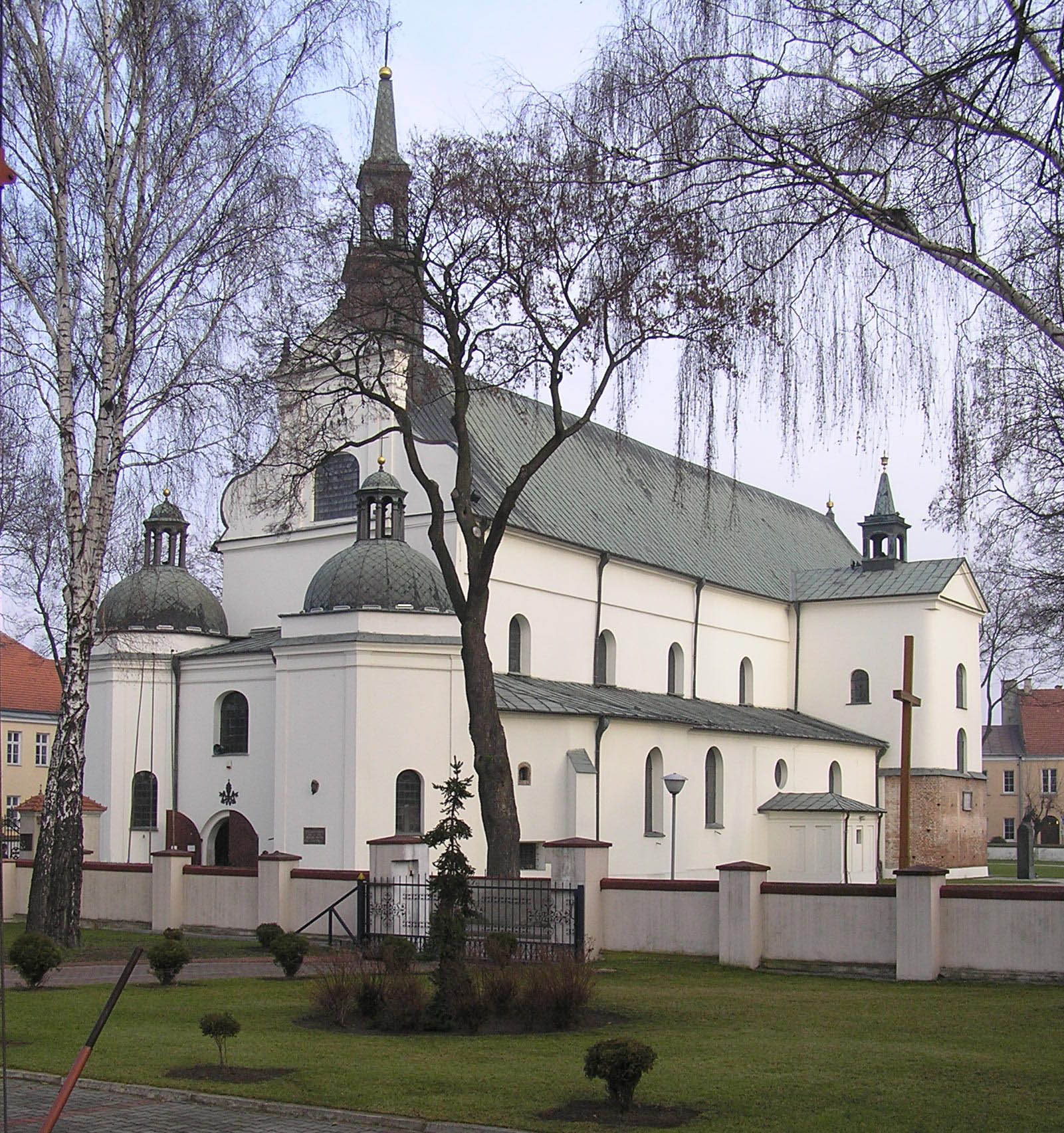
Pułtusk
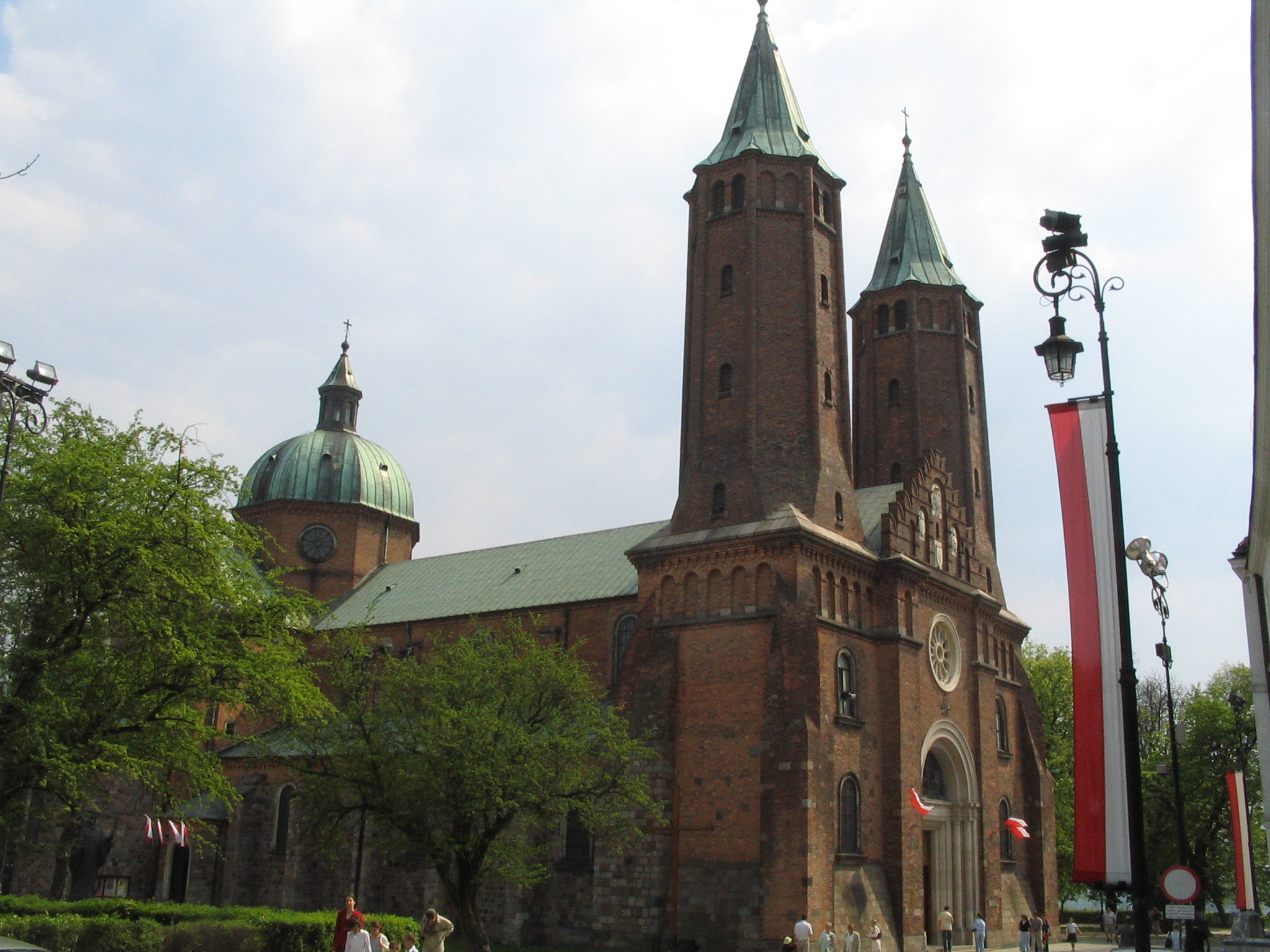
Płock-Kathedrale
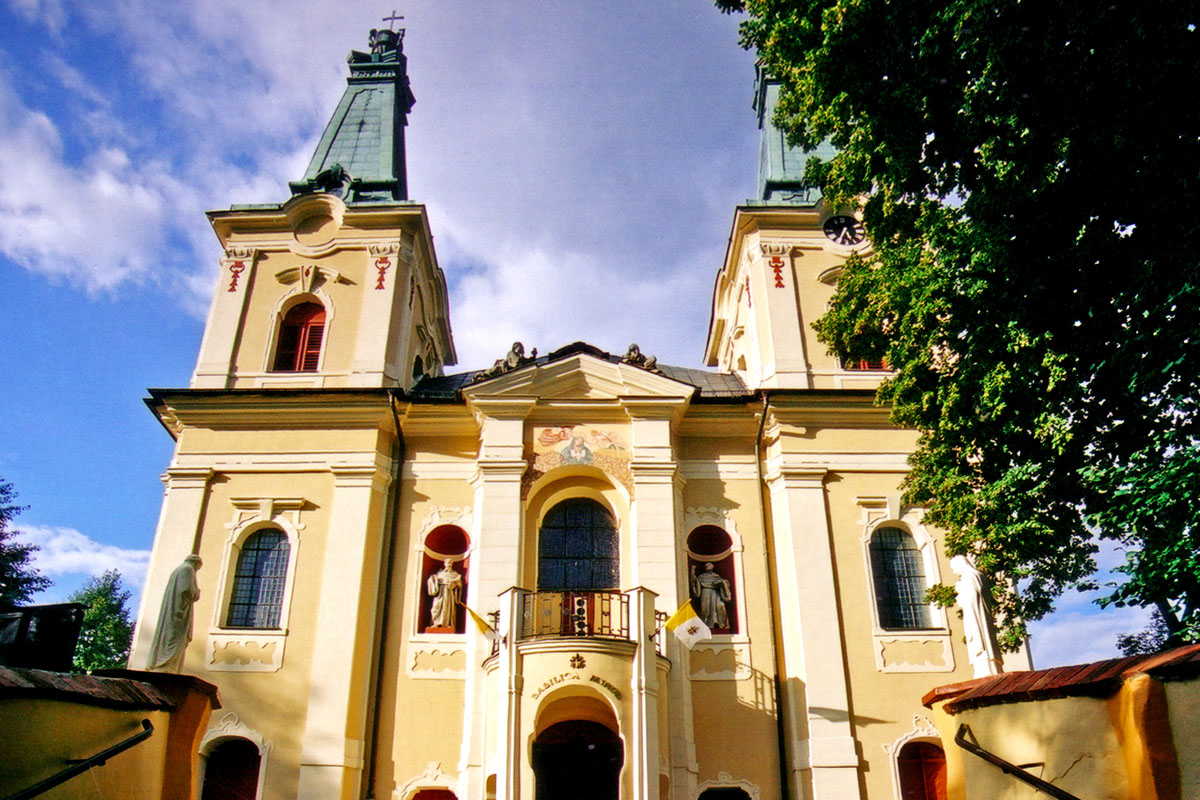
Rokitno
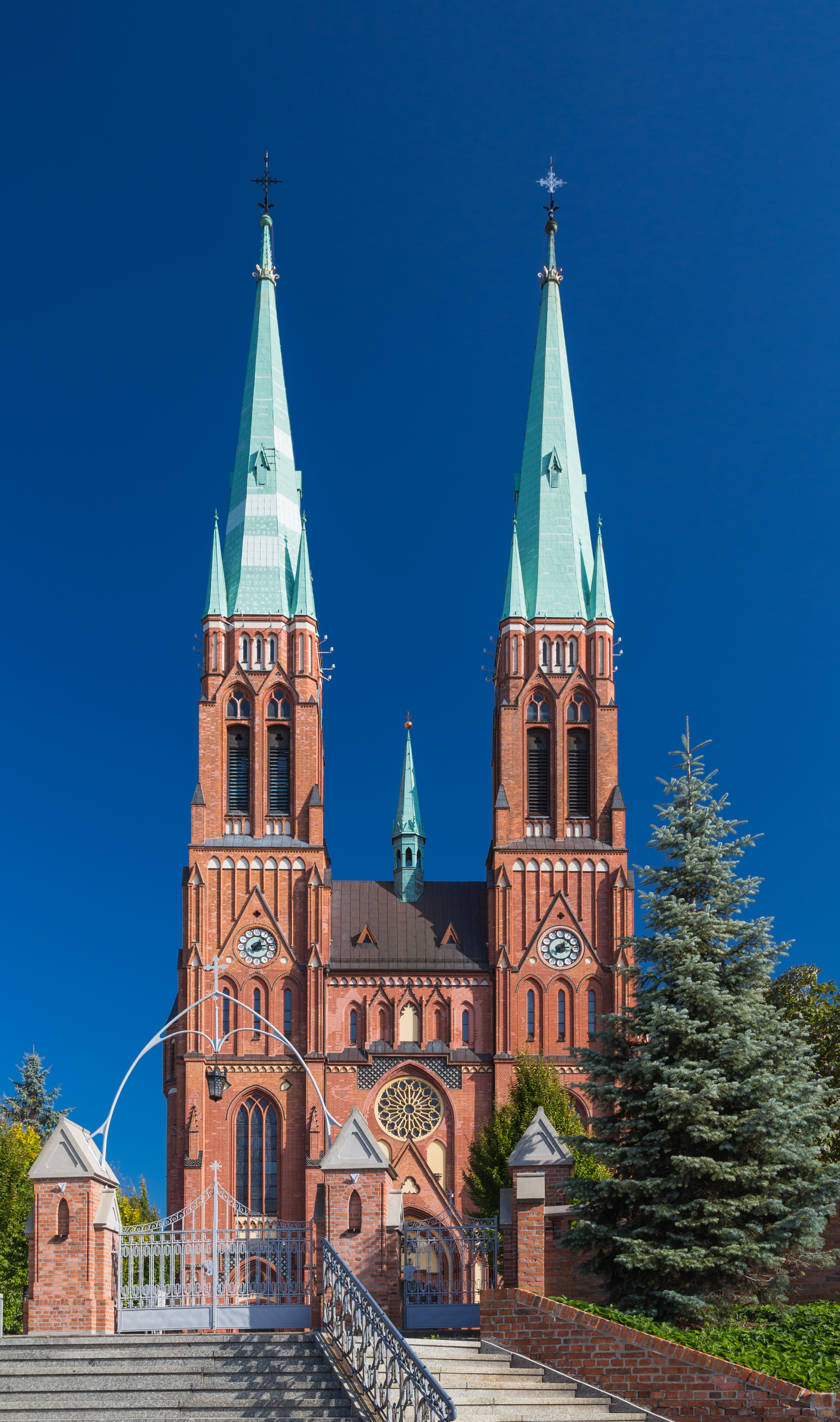
Rybnik
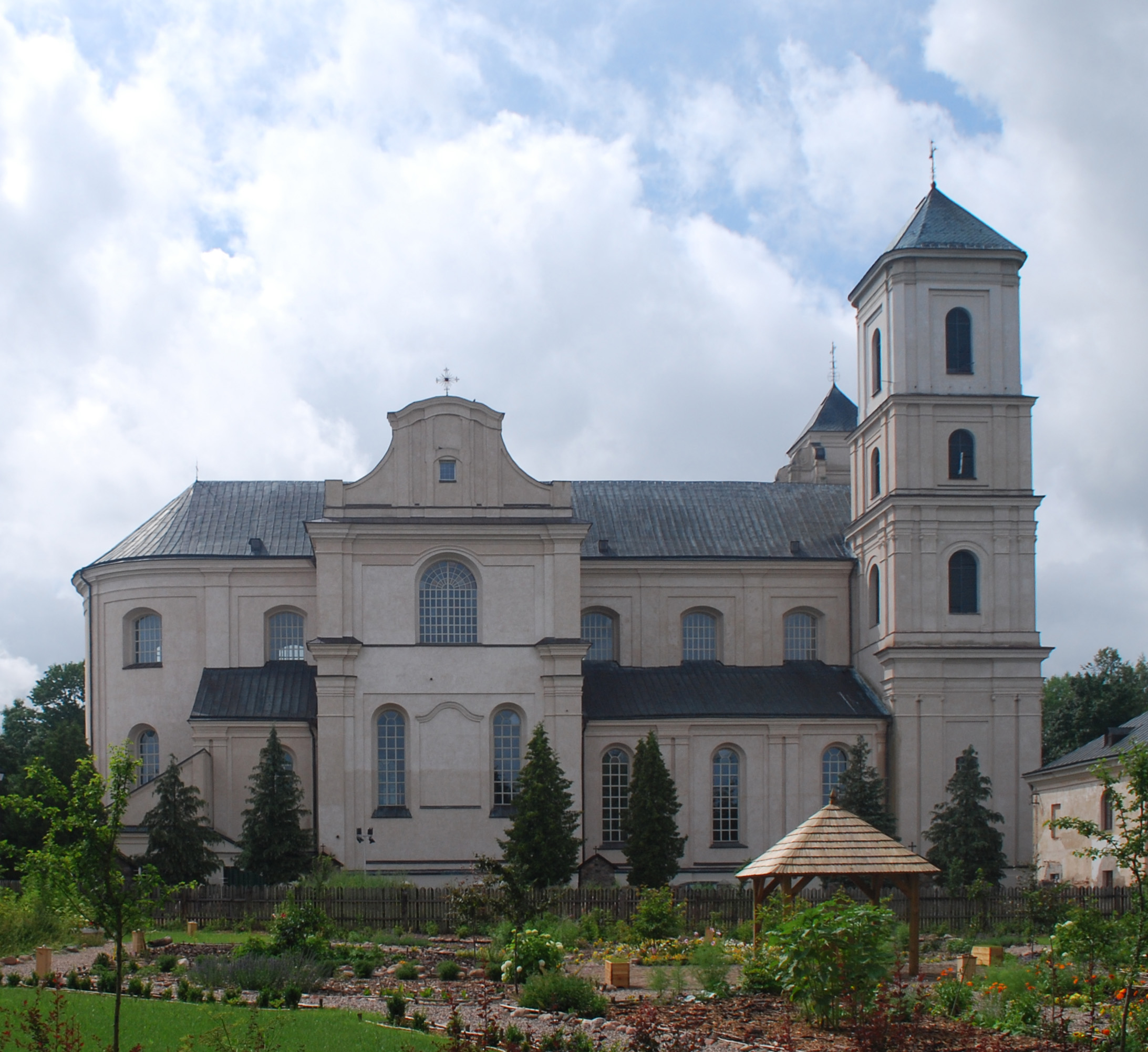
Różanystok
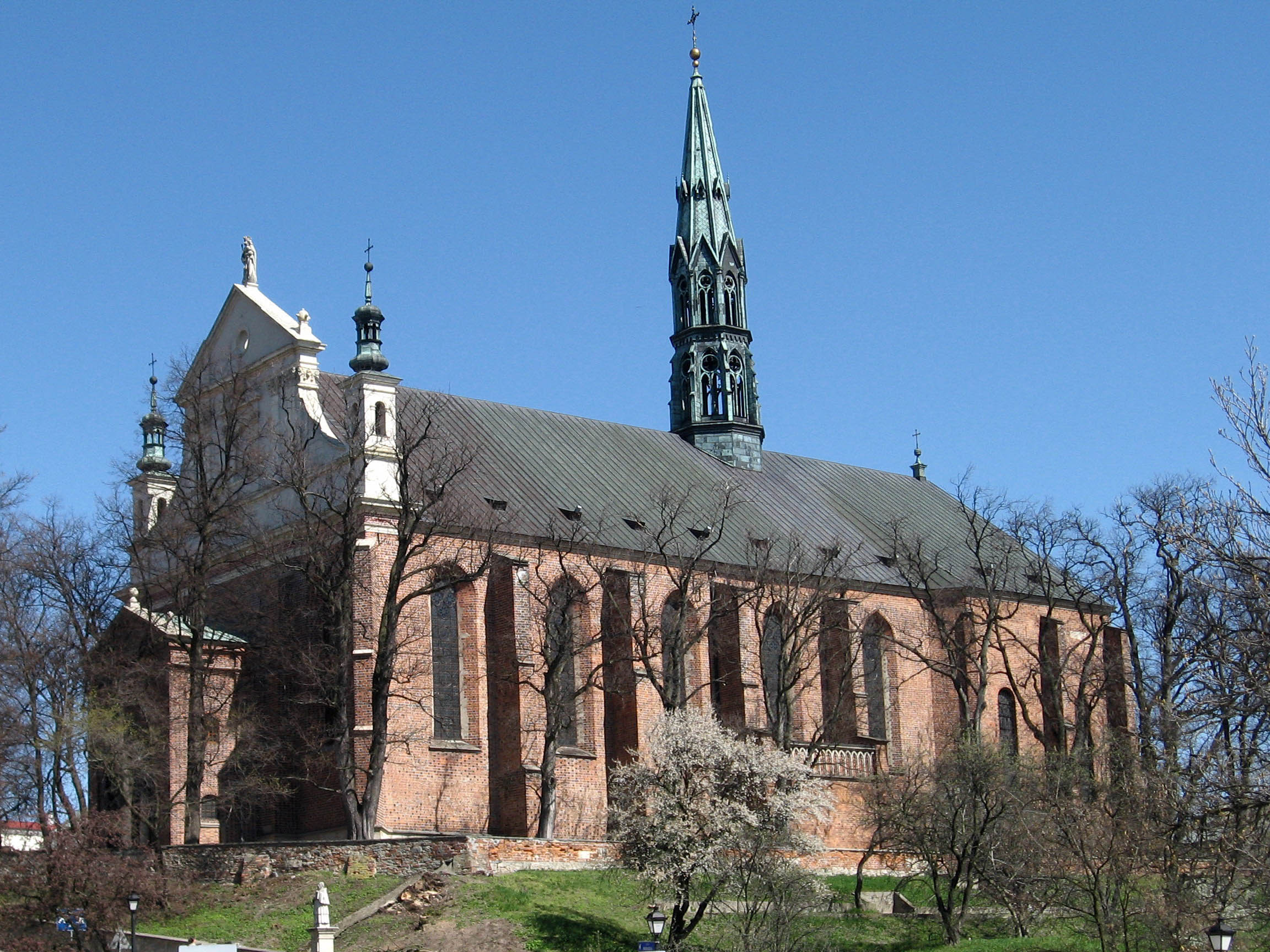
Sandomierz-Kathedrale
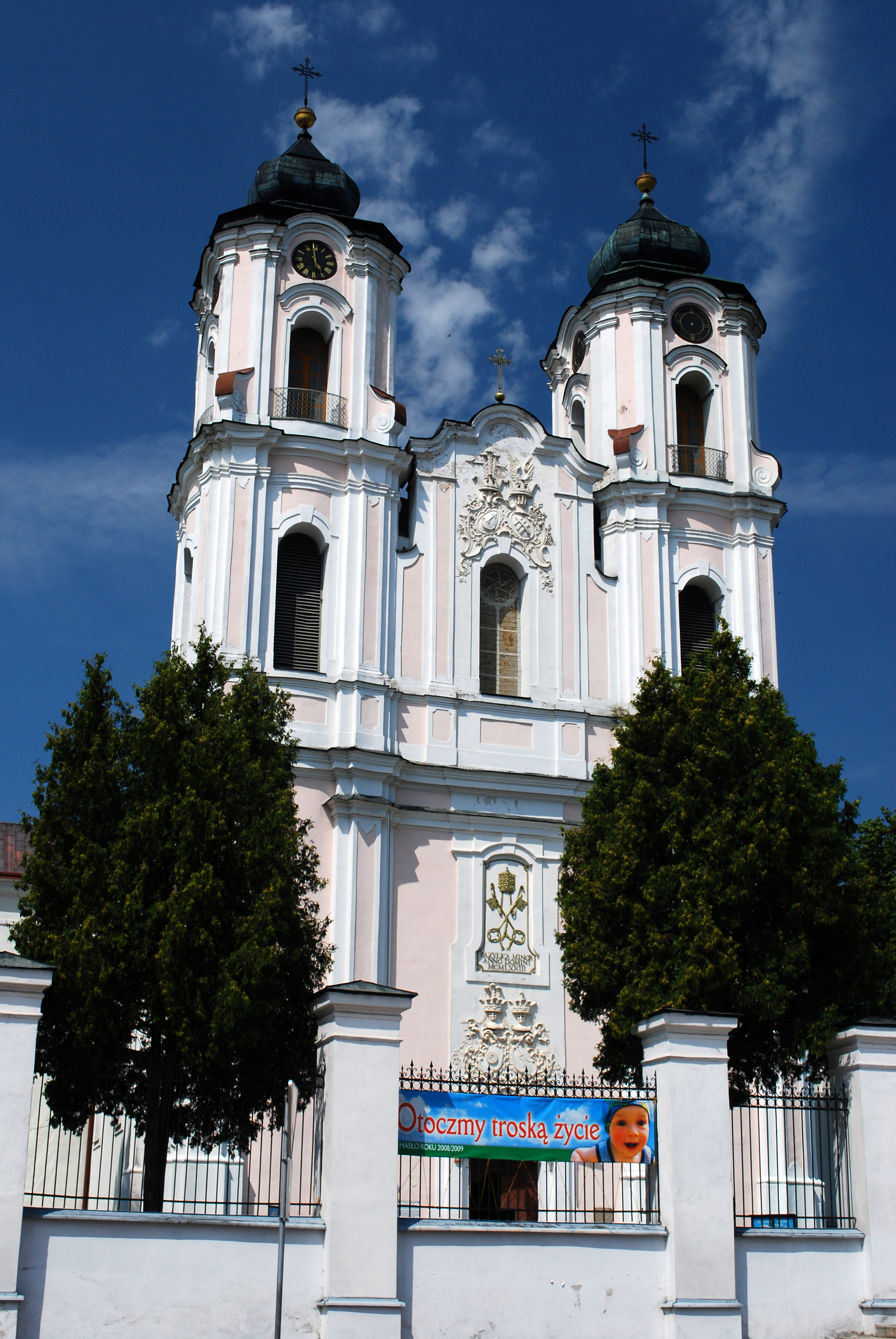
Sejny
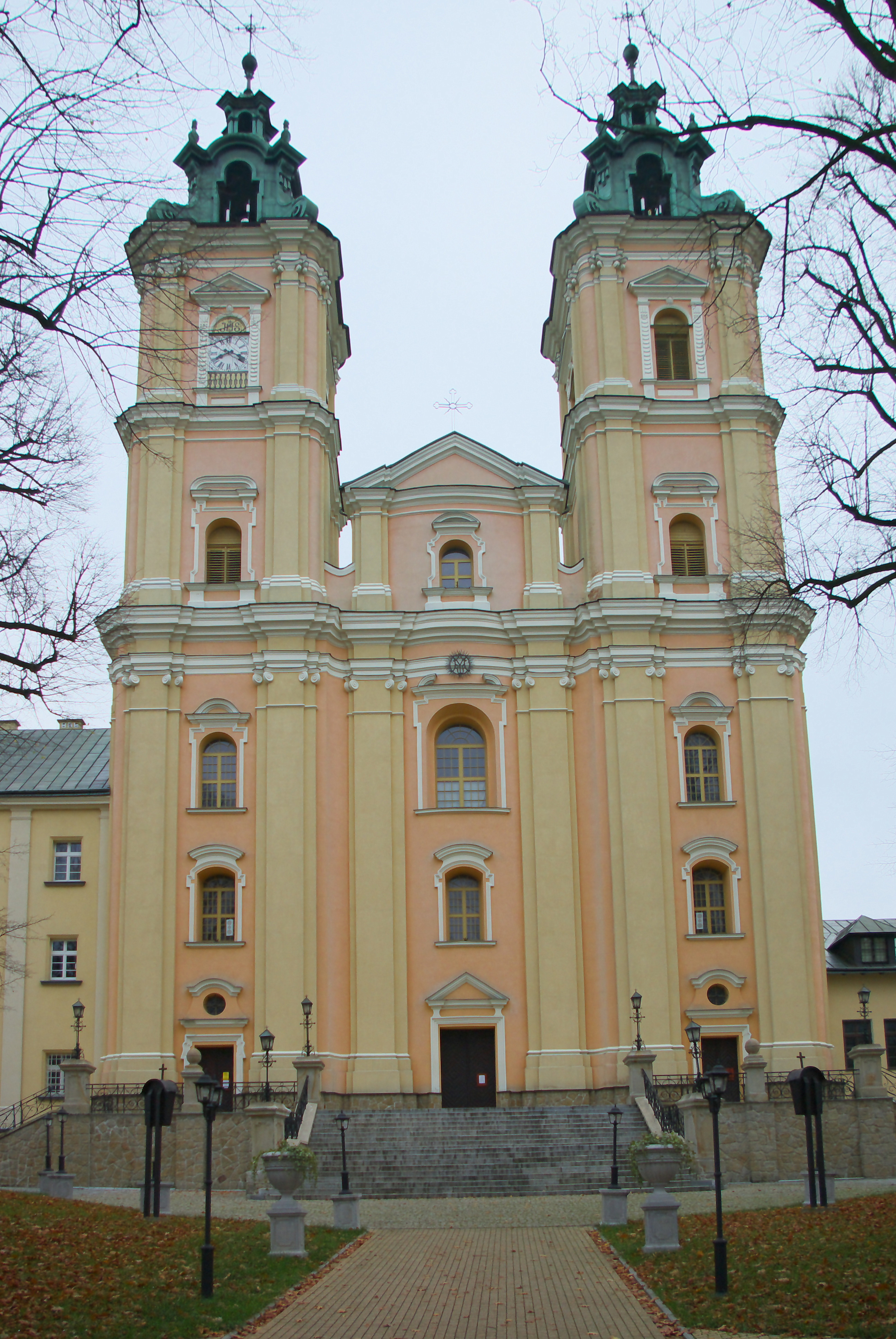
Stara Wieś
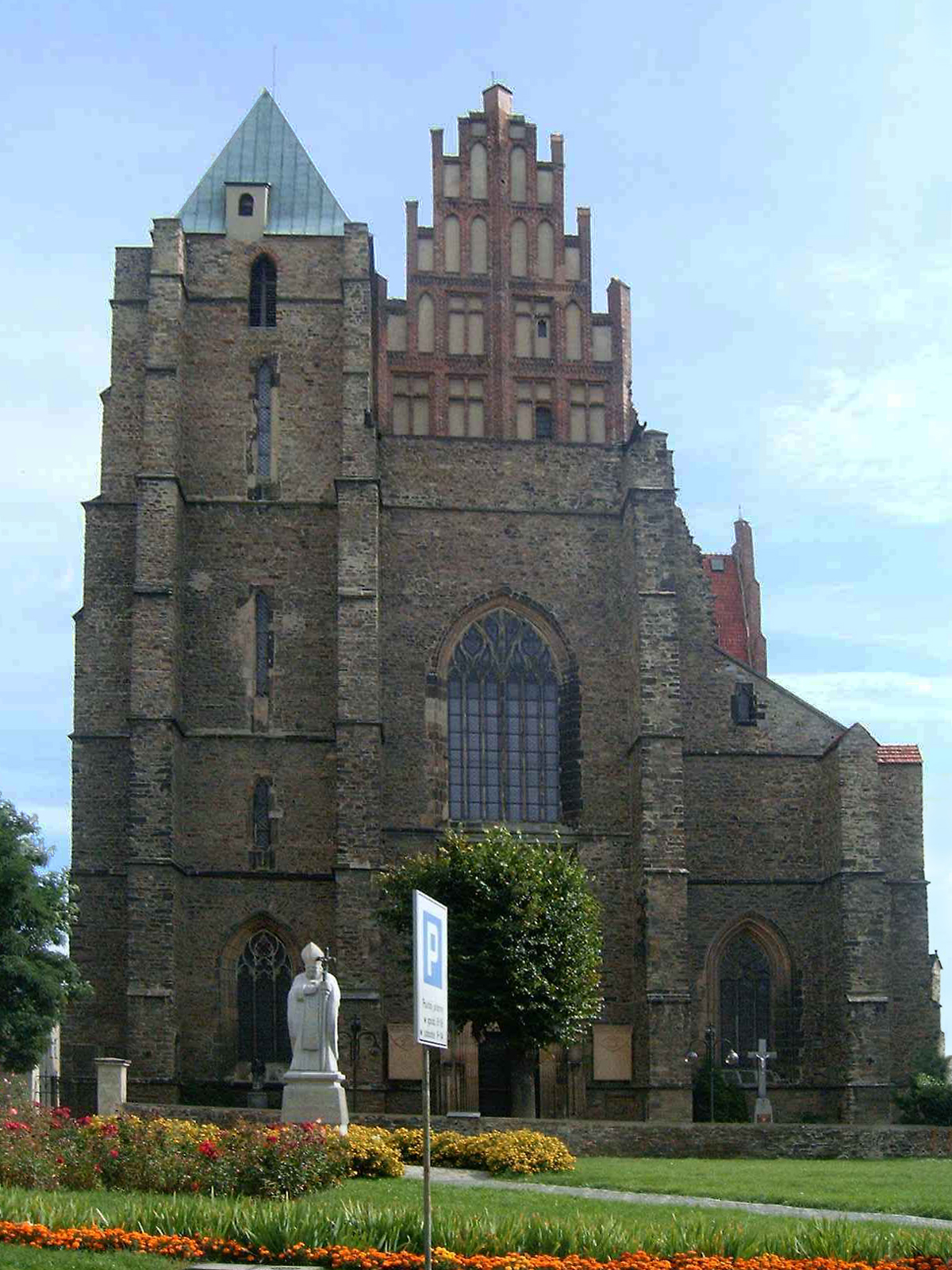
Strzegom
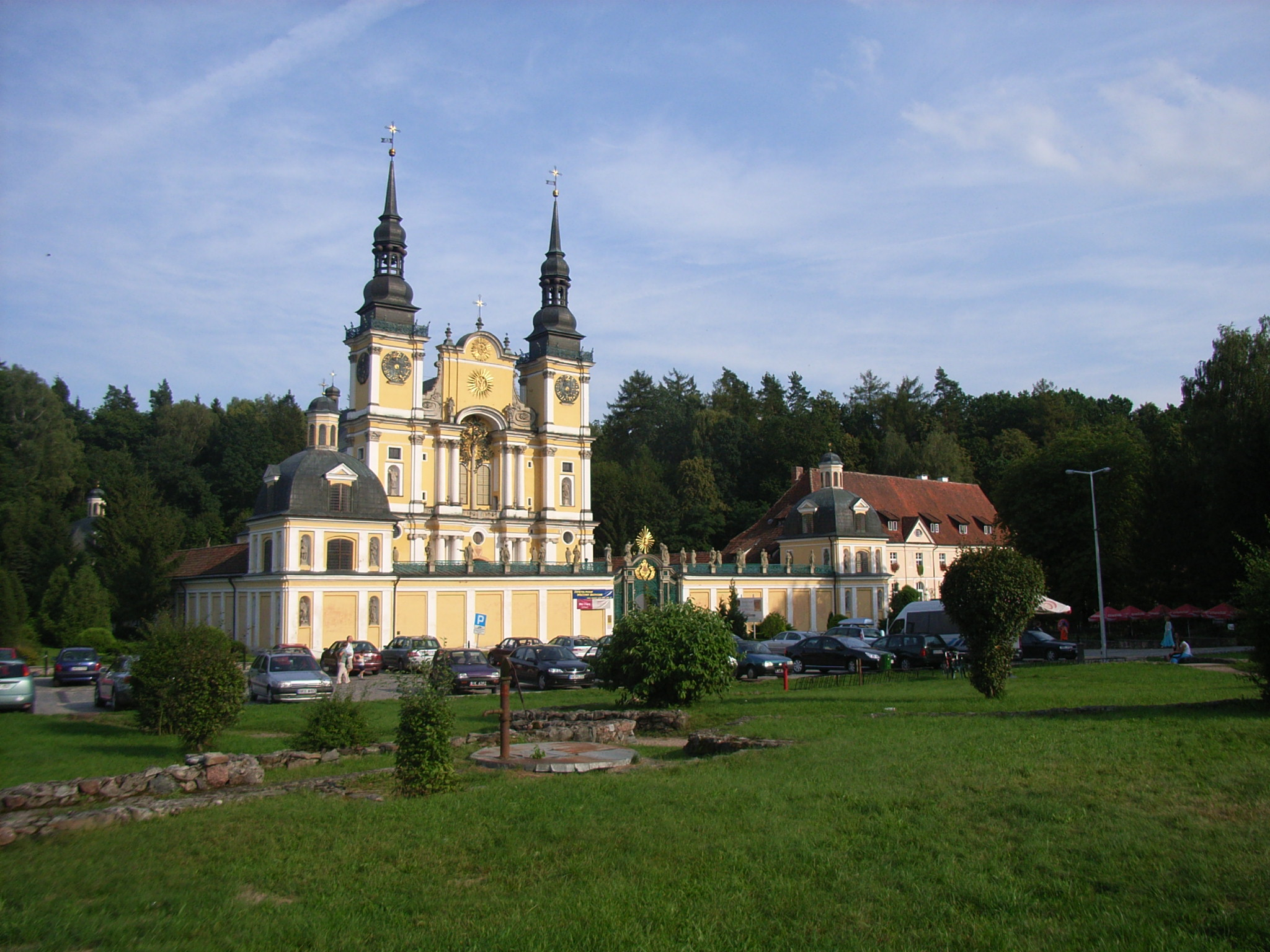
Święta Lipka
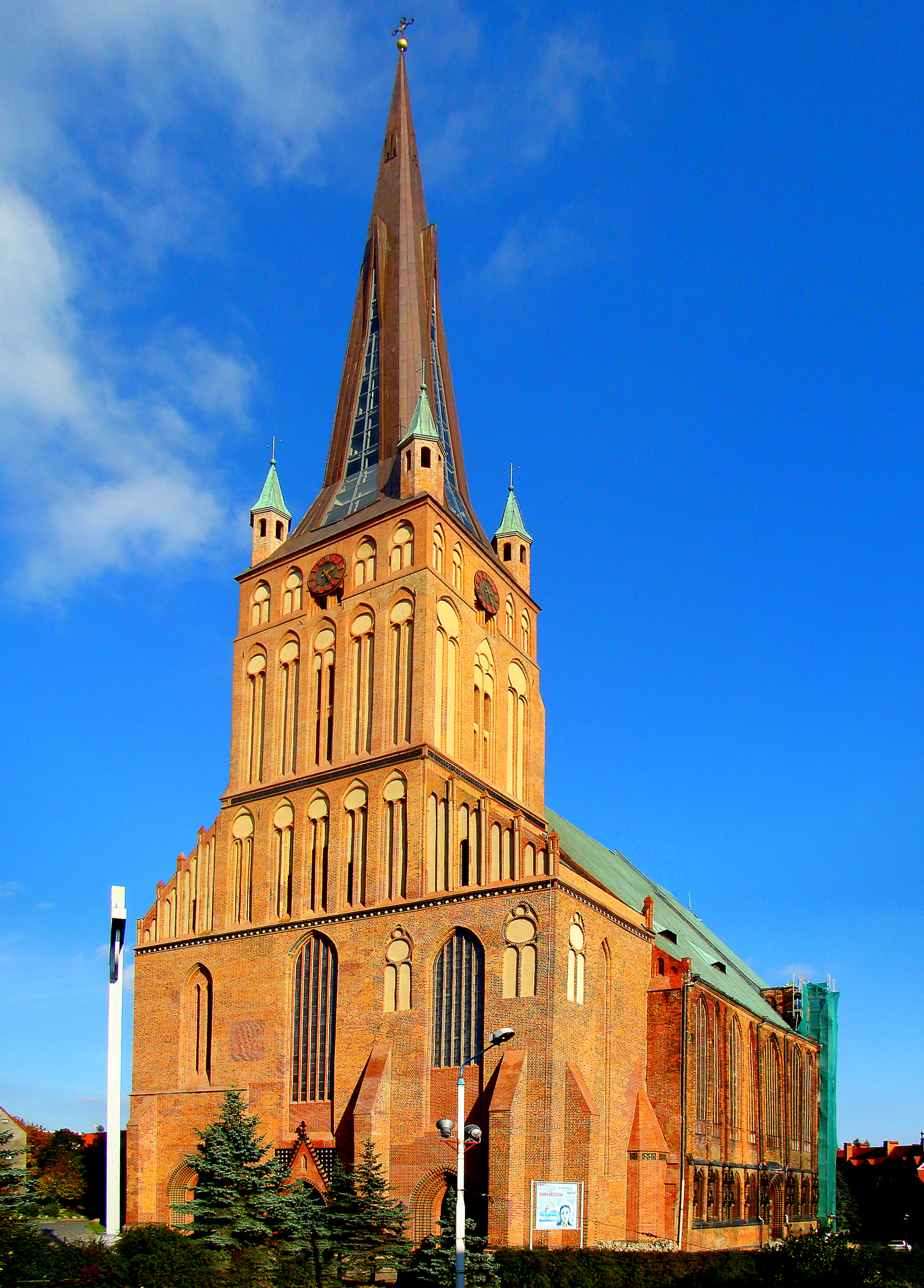
Szczecin-Kathedrale
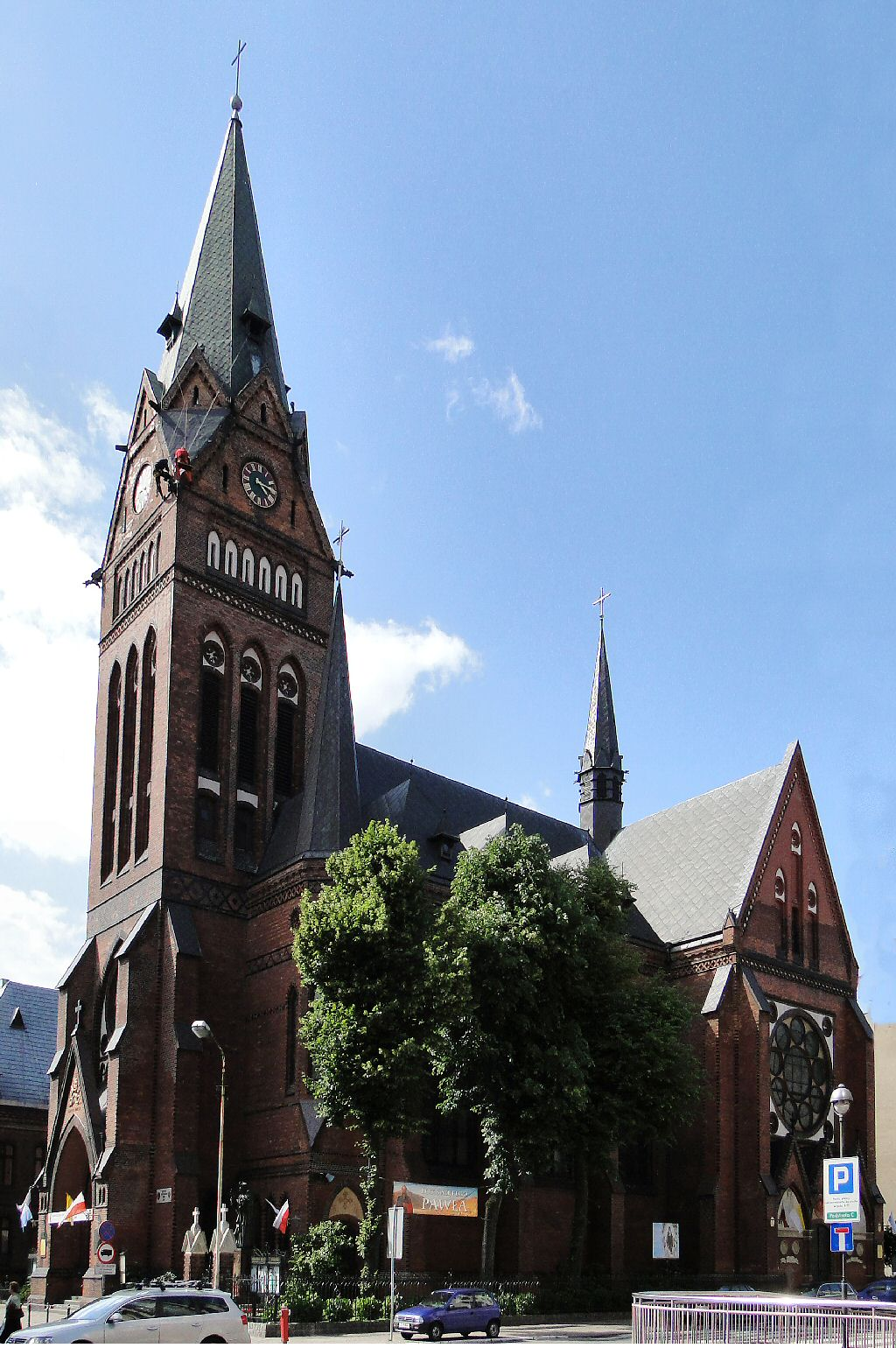
Szczecin – St. Johannes
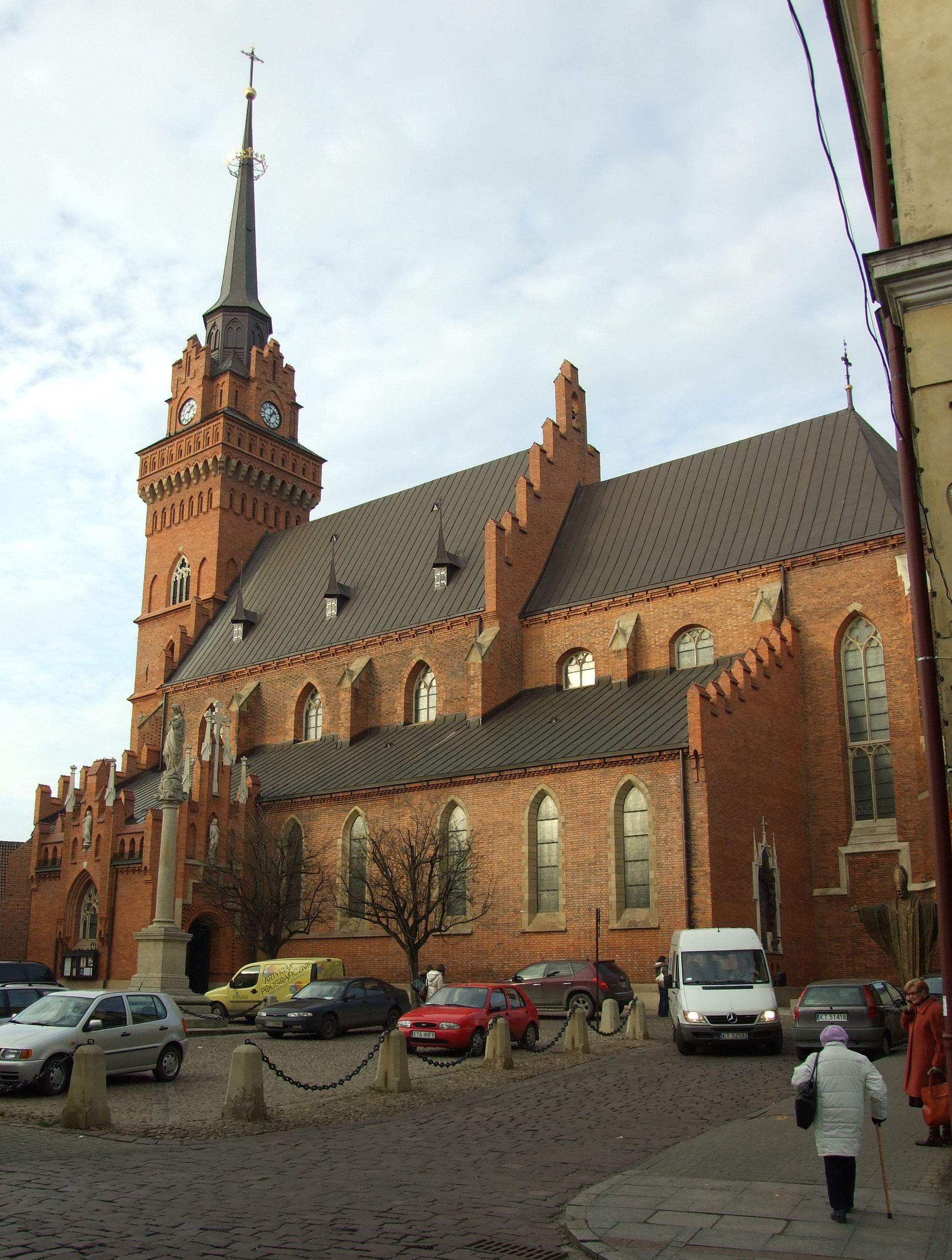
Tarnów-Kathedrale
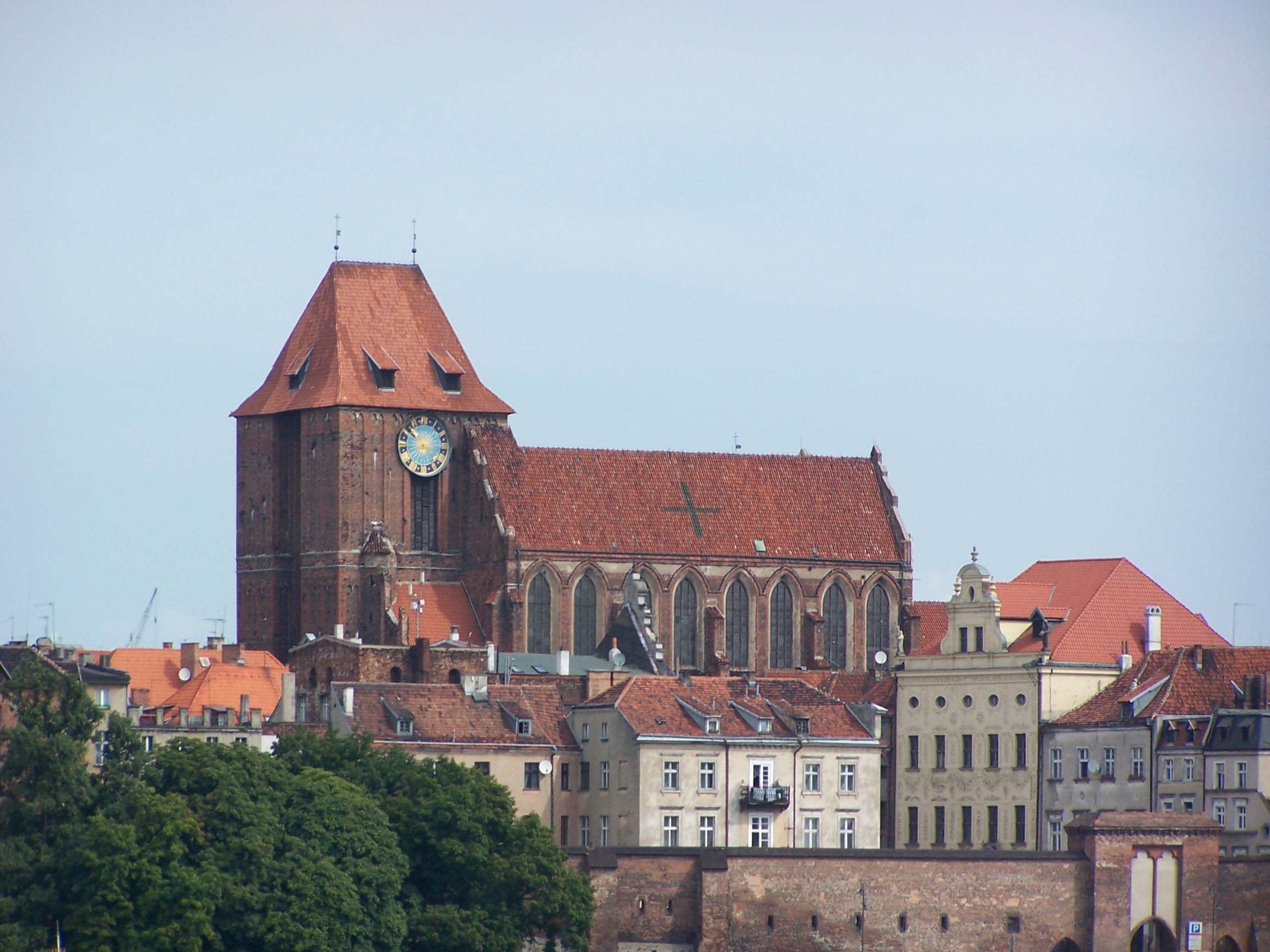
Toruń-Kathedrale
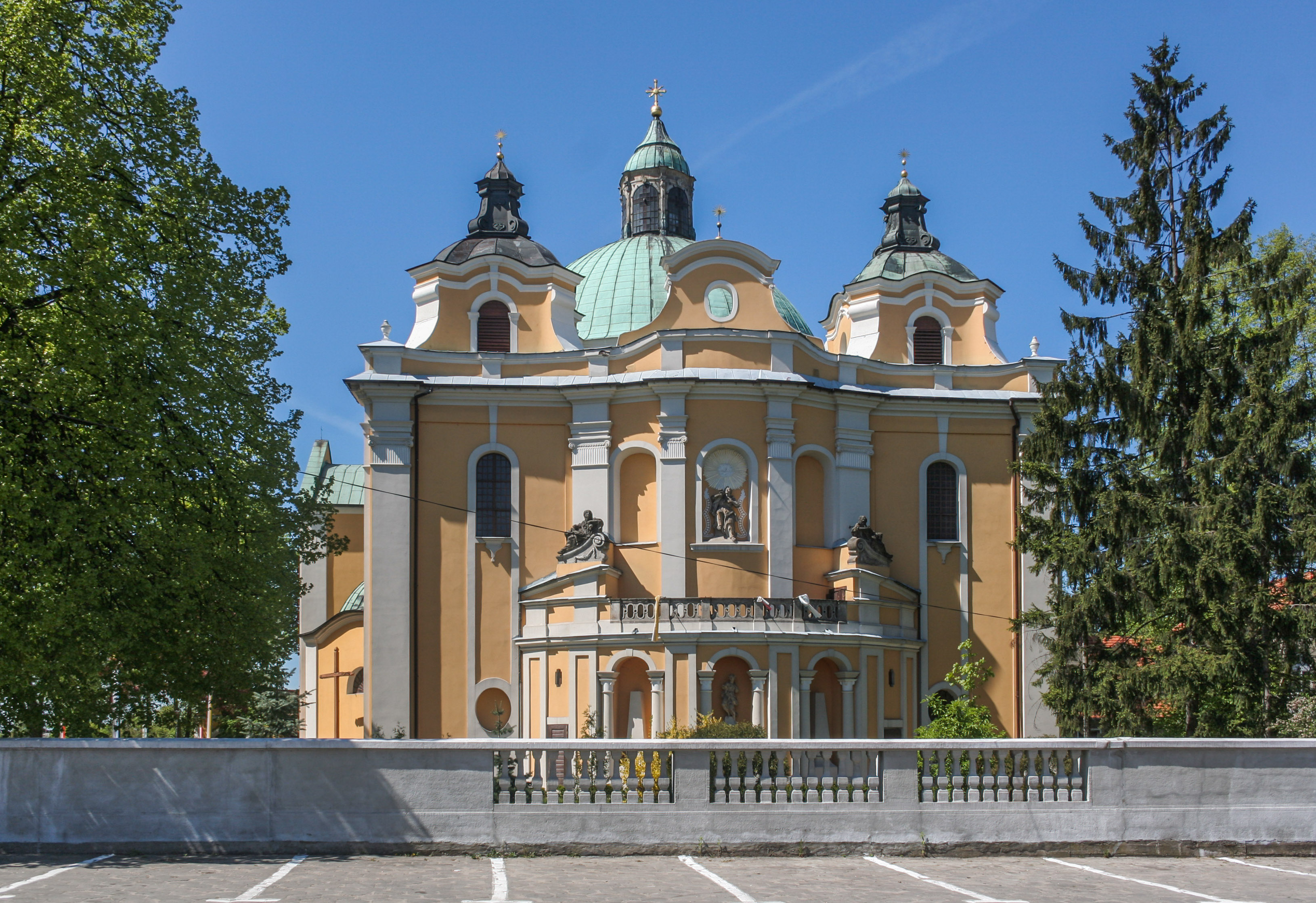
Trzemeszno
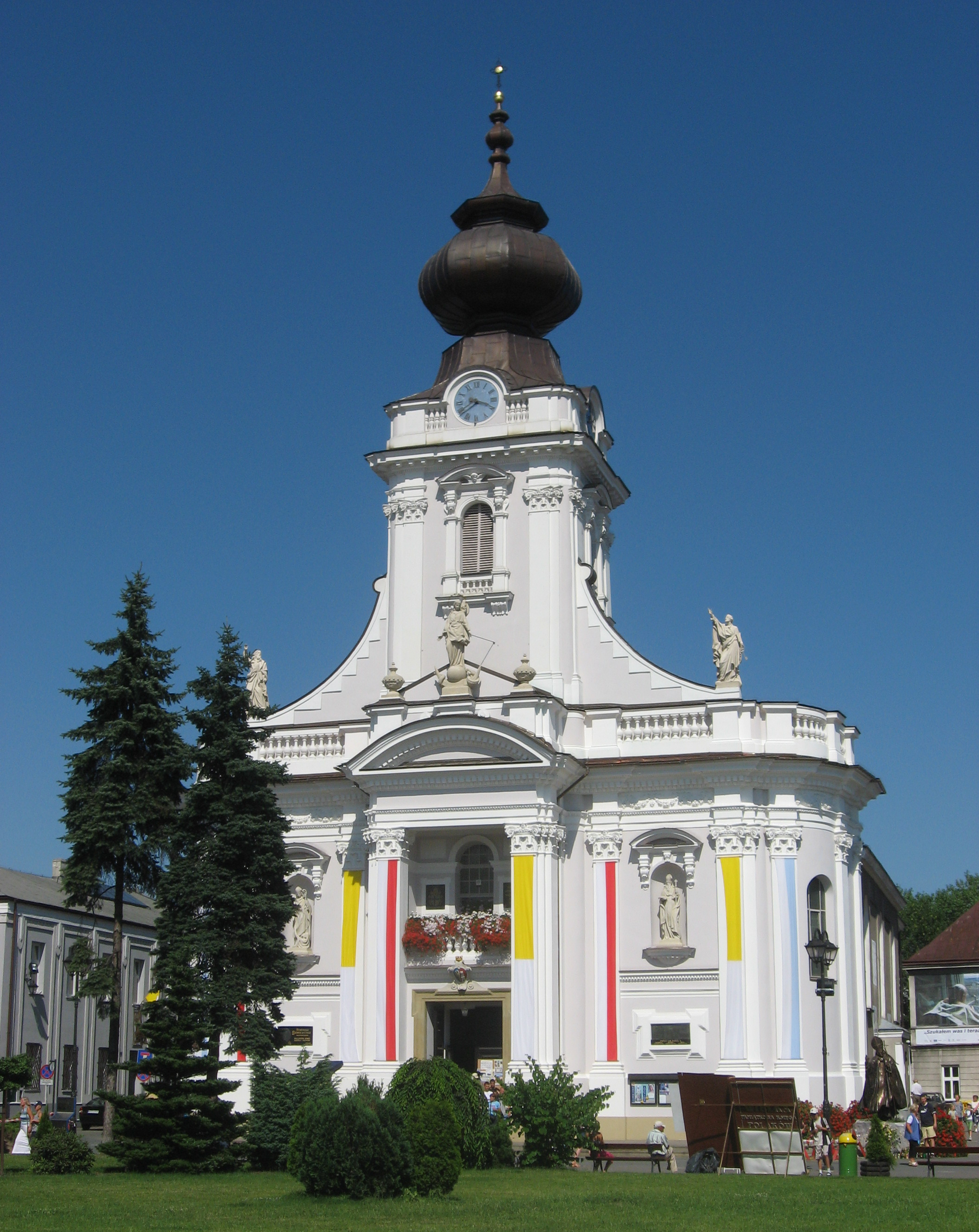
Wadowice
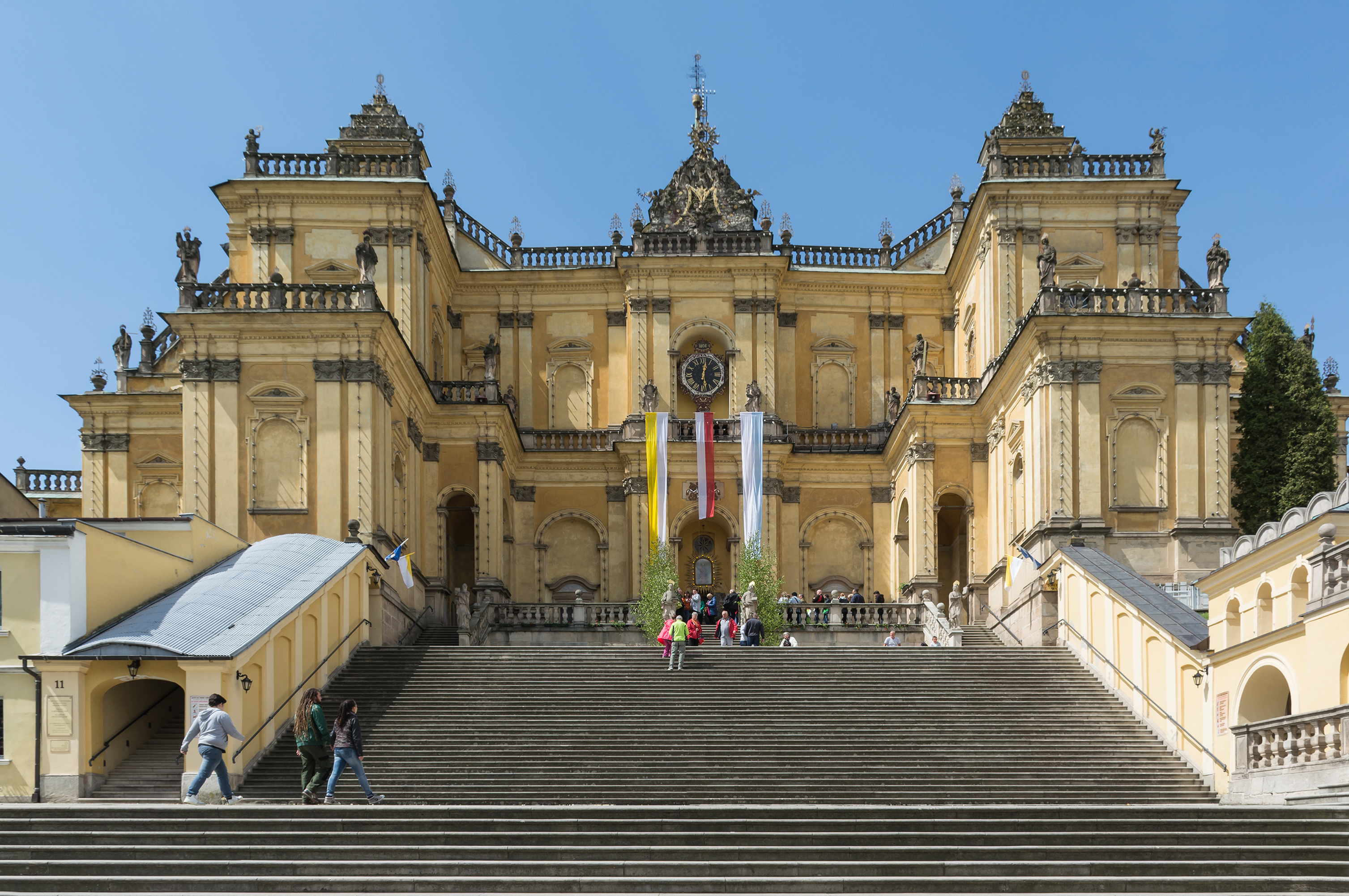
Wambierzyce
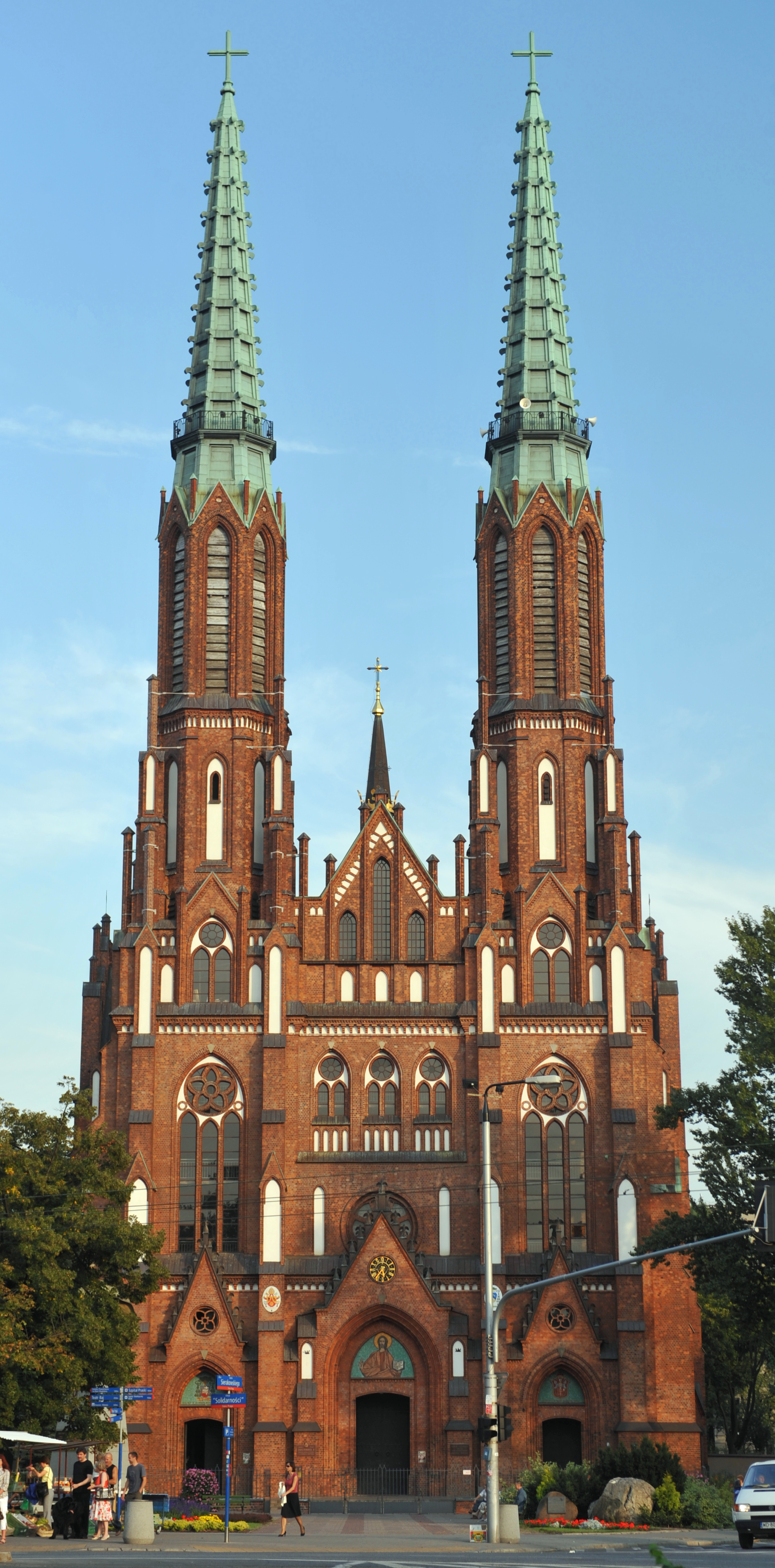
Warszawa – St. Michael & Florian
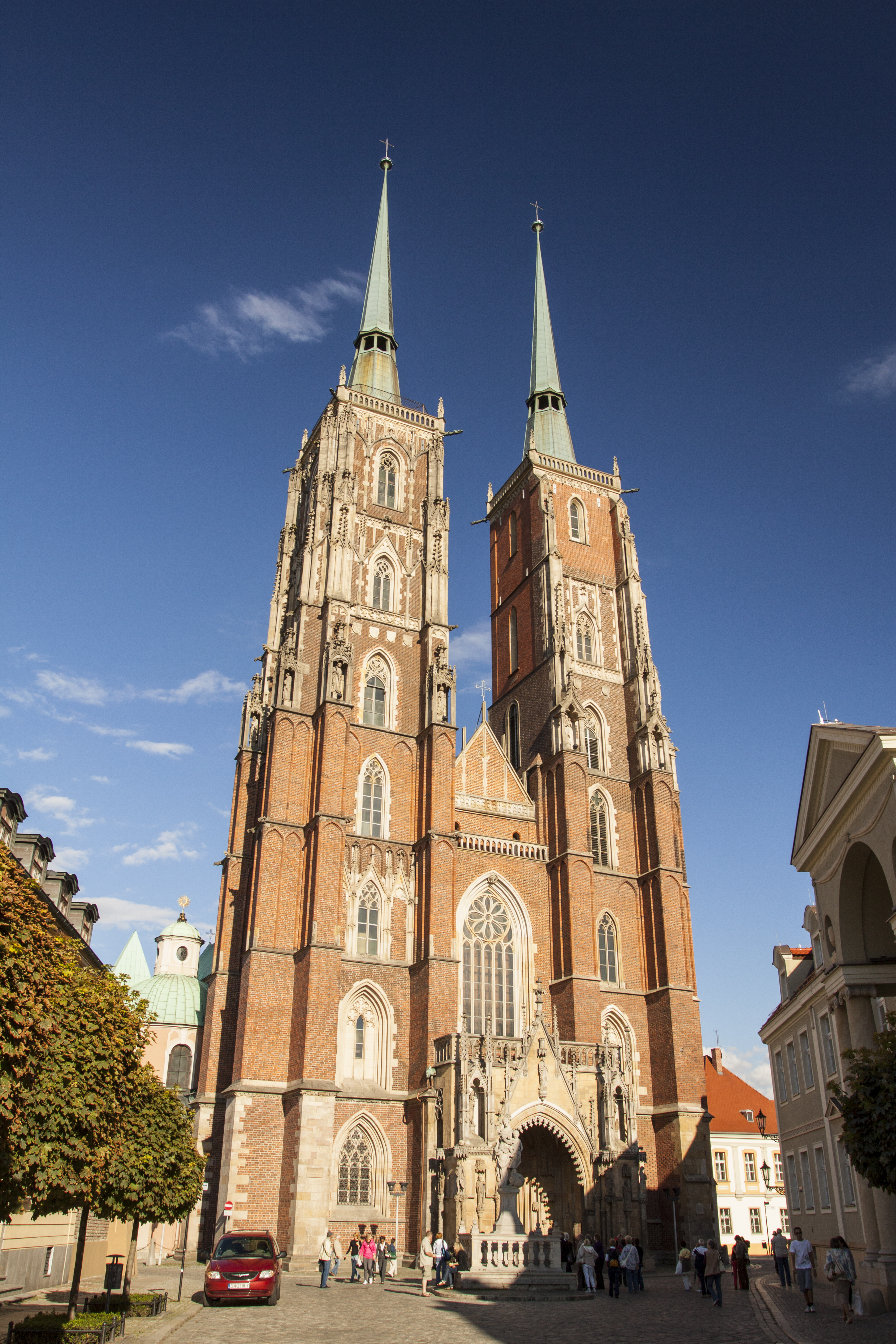
Wrocław-Kathedrale